# Tacon Forum
Tacon Forum est un concept de création artistique ouvert à la communauté, il est un des quatre événements évolutifs créés par le duo d’artistes Interaction Qui dans le cadre du projet Événement Ouananiche. Ce projet est conceptualisé en 1990 pour donner suite à une demande du comité pour l'adoption et la promotion de la ouananiche comme emblème animalier du Saguenay–Lac-Saint-Jean. Tacon Forum permet aux artistes et aux communautés participantes un dialogue créatif par la mise en commun d'idées et de projets artistiques. Entre 1992 et 2015 l'organisme Interaction Qui Ltée met en place 17 Tacons Forums, la plupart ayant lieu sur le territoire du Saguenay—Lac-Saint-Jean.

## Tacon Forum: des événements artistiques
Le concept Tacon Forum rassemble tous les projets événementiels réalisés par les artistes et les communautés qui participent au projet Événement Ouananiche. Cette pratique d’art social consiste à intervenir dans l’espace public en créant des situations, appelées par Interaction Qui Actions performatives, sensibilisant et transformant le territoire culturel de façon significative ,,.

## Aonanch

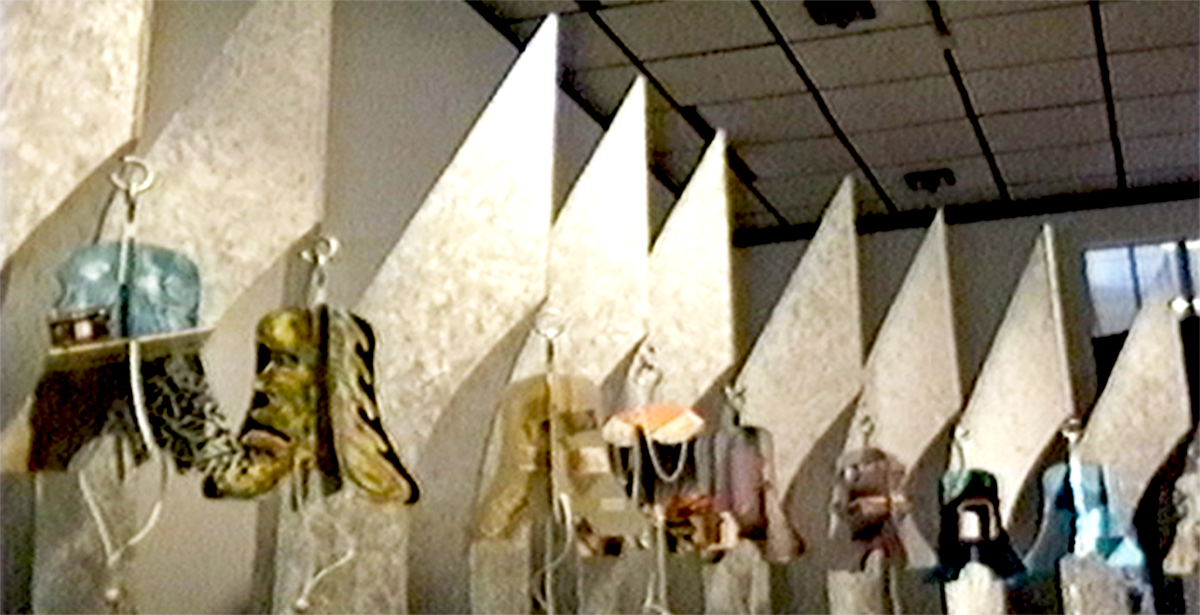
Installation des 60 clochers.

Aonanch (celui qui est partout, qui va partout) est un terme Innu (Montagnais du Lac-Saint-Jean) désignant un poisson du nom de Ouananiche. Aonanch, c’est l’emblème animalier du Saguenay—Lac-Saint-Jean. Aonanch, c'est aussi le titre de l'exposition présentée par Interaction Qui en 1992 au Centre d’artiste Espace Virtuel de Chicoutimi. Il s'agit d’une installation interactive de 60 clochers portant chacun une cloche relatant de façon allégorique une anecdote des soixante villes et villages du territoire saguenéen et jeannois en 1988. Une borne interactive est placée dans la salle d’exposition. Elle a comme fonction d'interroger les visiteurs sur les caractéristiques propres aux municipalités et de faciliter la compréhension de cette installation. L’esprit de clocher est un trait de caractère culturel de cette région, pour certains il est le moteur du développement économique local, pour d’autres un frein pour le développement économique de ce vaste territoire.

## Au nom de la terre
Au nom de la terre est un événement artistique créé lors du congrès Nikan en 1997. Sous la thématique du développement durable et de l’écologie, le centre d’artistes Langage Plus d'Alma invite des artistes à présenter leurs visions environnementales de la société. C’est dans ce contexte que le duo d’artistes Interaction Qui réalise une installation interactive interrogeant notre rapport aux technologies numériques, ces impacts sur nos relations interpersonnelles et l’ouverture démocratique des communications par les réseaux télématiques. Dans un bâtiment désaffecté au centre-ville d’Alma est installé un dispositif médiatique. Les cartes à puces et composants électroniques que l'on trouve à l'intérieures des ordinateurs, flottent en suspension au-dessus d'un bassin d'eau noire bordé par les enveloppes des moniteurs remplies de pierres. L'ensemble esquisse la forme d'une ouananiche, l’emblème animalier du Saguenay—Lac-Saint-Jean. Un système sonore est placé à l'intérieur du bassin d'eau afin de produire une onde de choc dont le rayonnement est proportionnel à l'intensité de la vibration. Près de cette pièce, se trouve une salle où l'on a placé un ordinateur relié à un réseau télématique. Les visiteurs ont  accès à un babillard électronique permettant de discuter avec d'autres participants. Un site web présente une conférence ouverte en permanence sur les problématiques régionales touchant l’exode des jeunes et le développement économique.

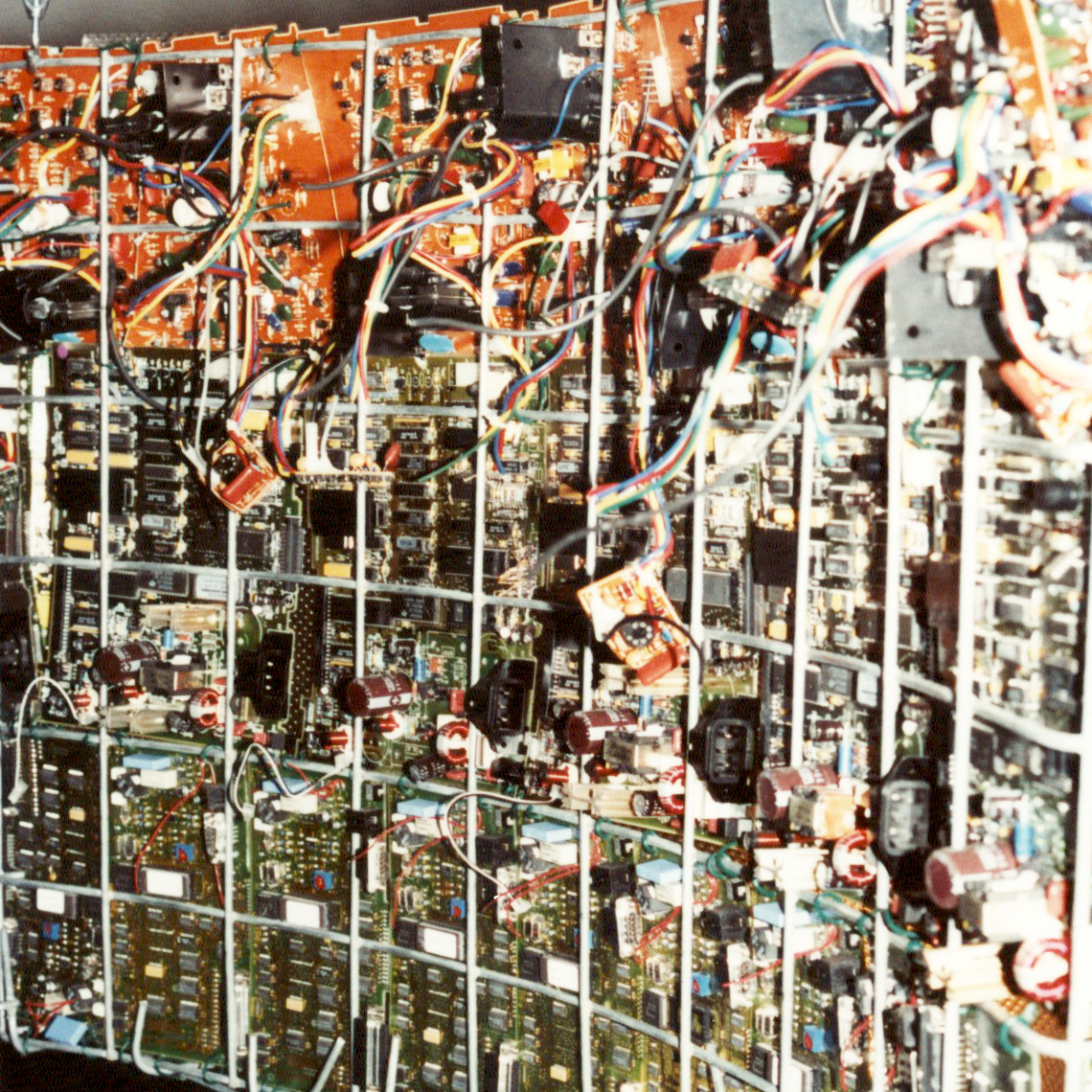
Pièces électroniques attachées au Tacon.
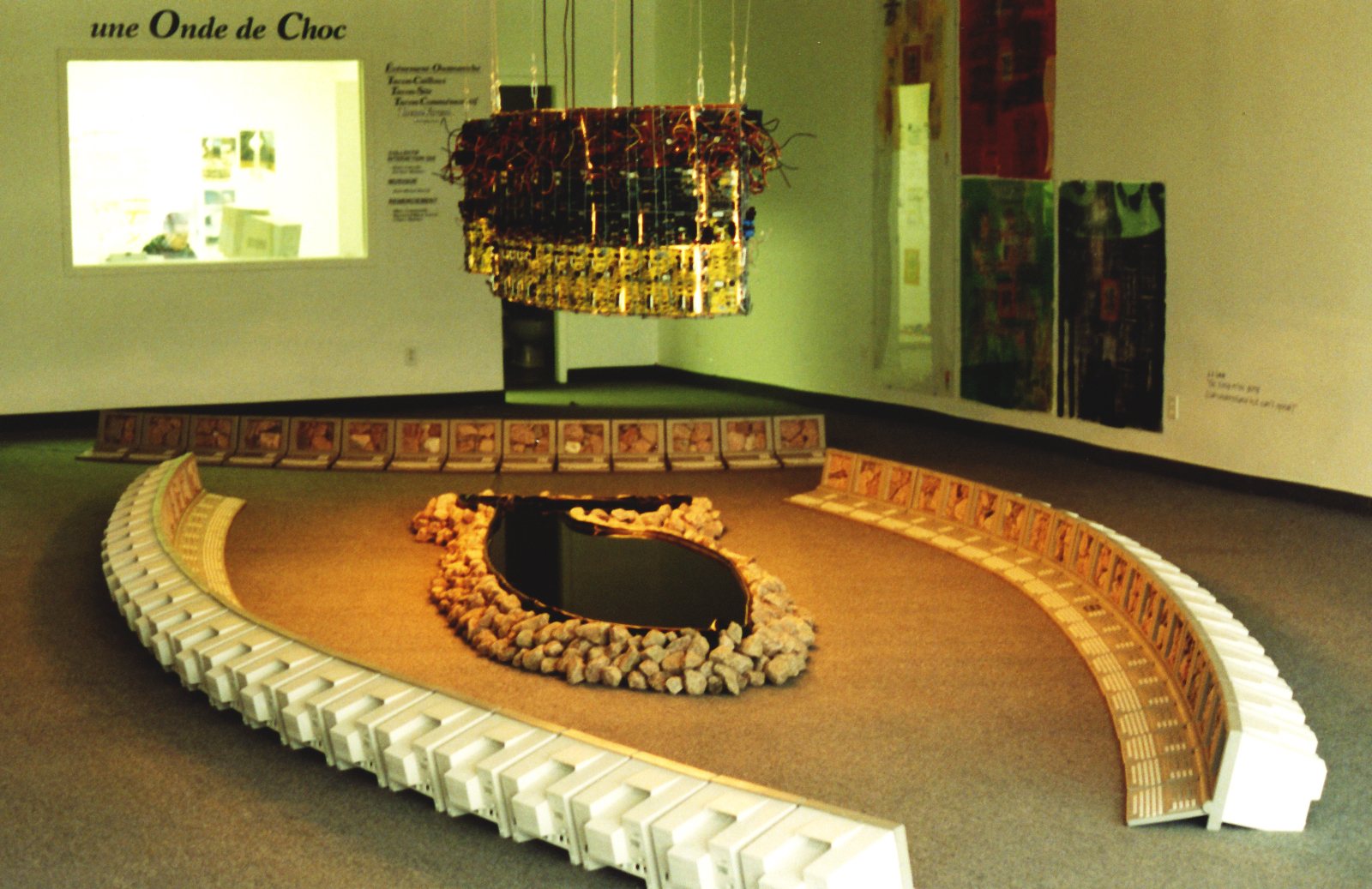
Vue d'ensemble de l'installation.
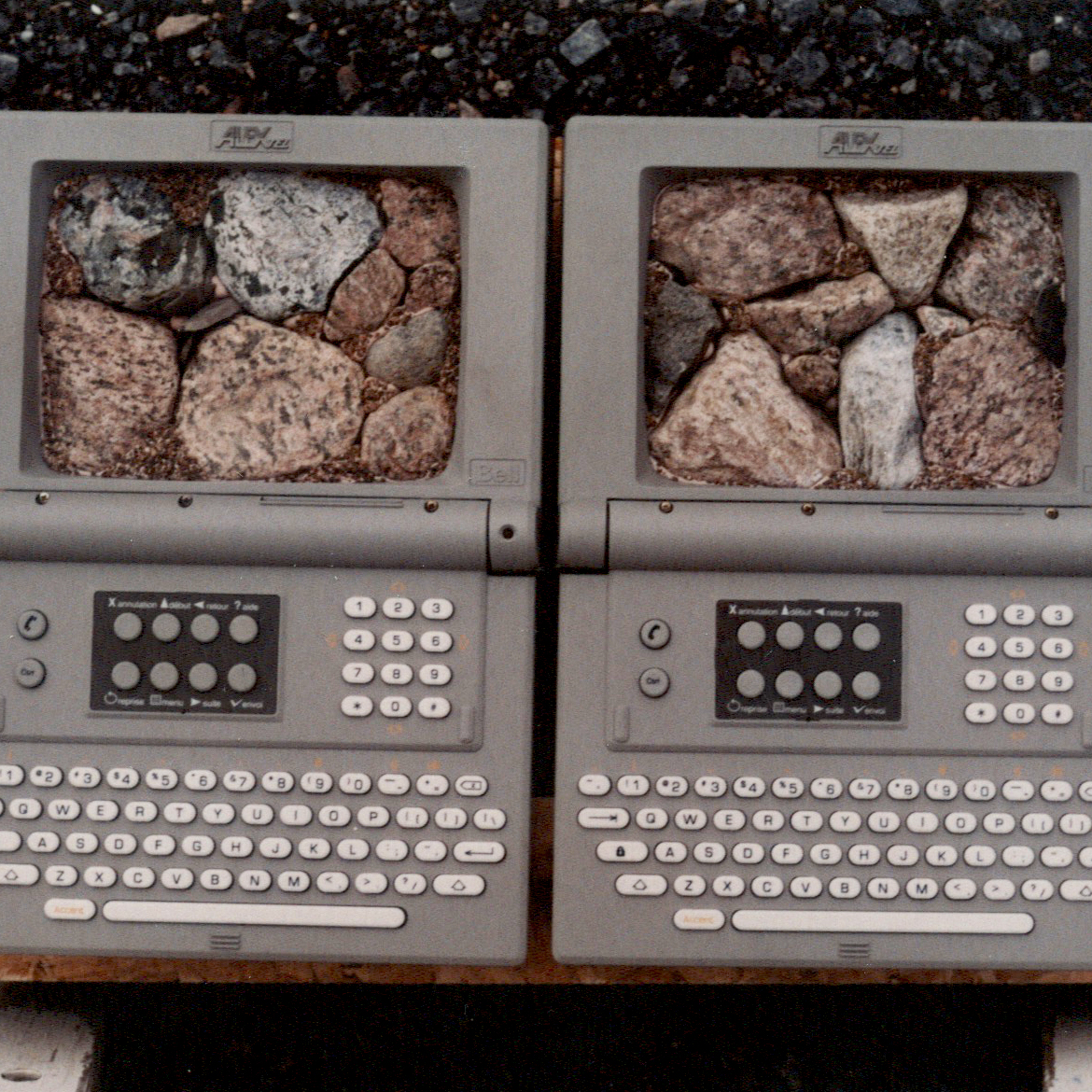
Détail des 60 AlexTels (vidéotex) remplis de pierres.

## L'art, c'est toi itou
L’Art, c’est toi itou présenté en 2001 et 2002 est une exposition rétrospective du duo d’artistes Interaction Qui mettant en relief 20 ans de pratique en art social. Leur démarche artistique concerne l’appropriation par l’art de l’espace social et environnemental du Saguenay—Lac-Saint-Jean. Les œuvres présentées ont marqué la vie quotidienne de la communauté par leur insertion dans des lieux publics. Les thèmes abordés appartiennent aux croyances, aux valeurs et à la mythologie du territoire saguenéen et jeannois. Selon le sociologue de l’art Guy Sioui Durand « Dans son milieu de vie, en région périphérique, Interaction Qui correspond exactement à la définition de ces acteurs de l'art qui pensent globalement mais qui ont choisi d'œuvrer localement à réactualiser leur espace identitaire avec une audace universelle, certes, mais qui ne perd pas de vue les siens. ».
La mise en espace de cette exposition dans la grande salle de l'ancien hôtel de ville de l'Isle-Maligne rend visible l'engagement social et artistique d'Interaction Qui. Centré autour des phases du projet évolutif Événement Ouananiche (Tacon Site, Tacon Cailloux, Tacon Commémoratif, Tacon Forum), la déambulation dans les salles d'exposition fait voir les événements depuis la publication du Manifeste Action 80 que l’on trouve à l’entrée, jusqu'aux événements d'art social (Intervention 58, Une rue Artfaire, La terre nourricière : on ne souille pas, La noyade de Maria Chapdelaine, Peaux d’ouananiche et Aonanch : l’esprit de clocher ) et des rituels communautaires (Pointe d'appel et Mémoire de la famille Côté/Maltais),.

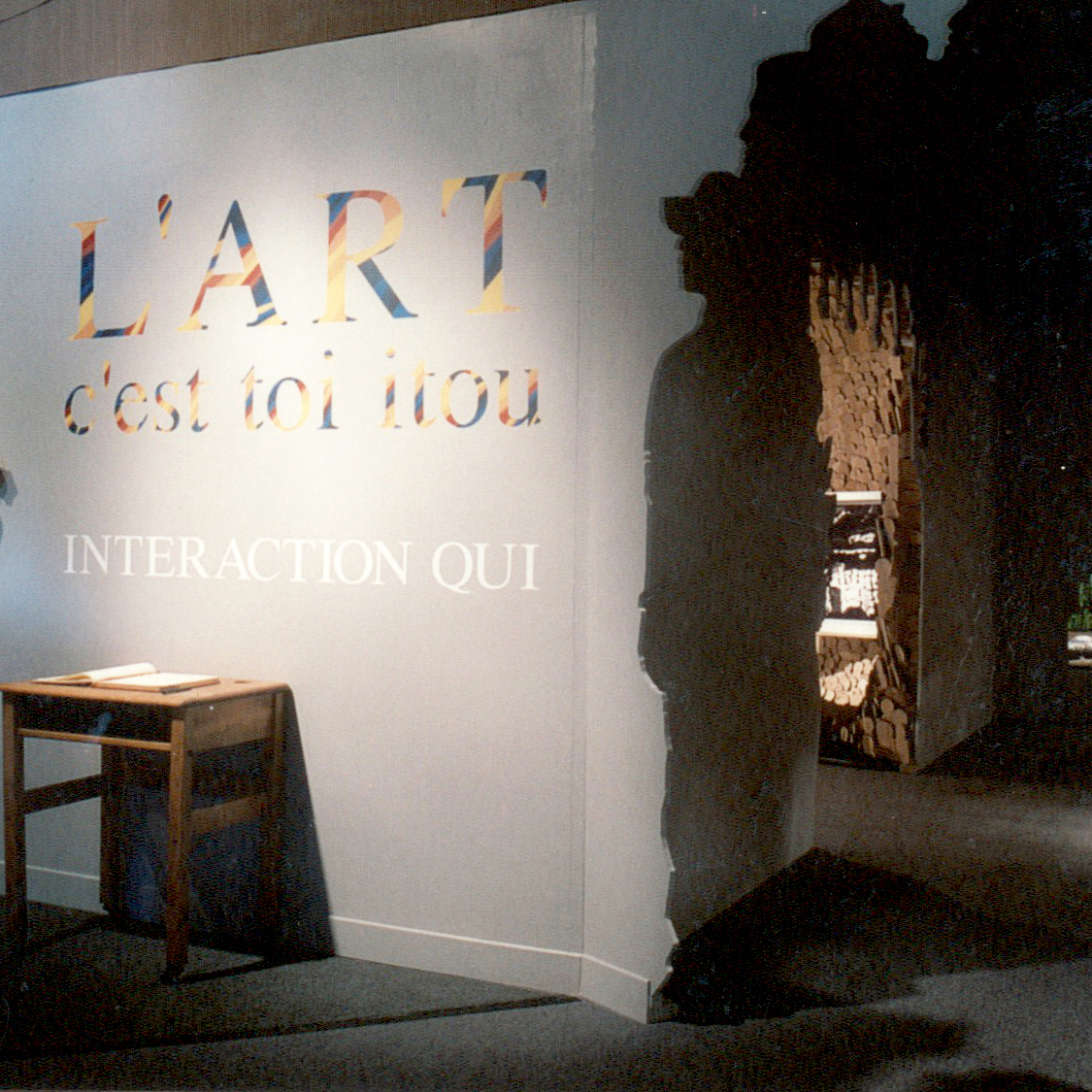
Entrée de l'exposition.
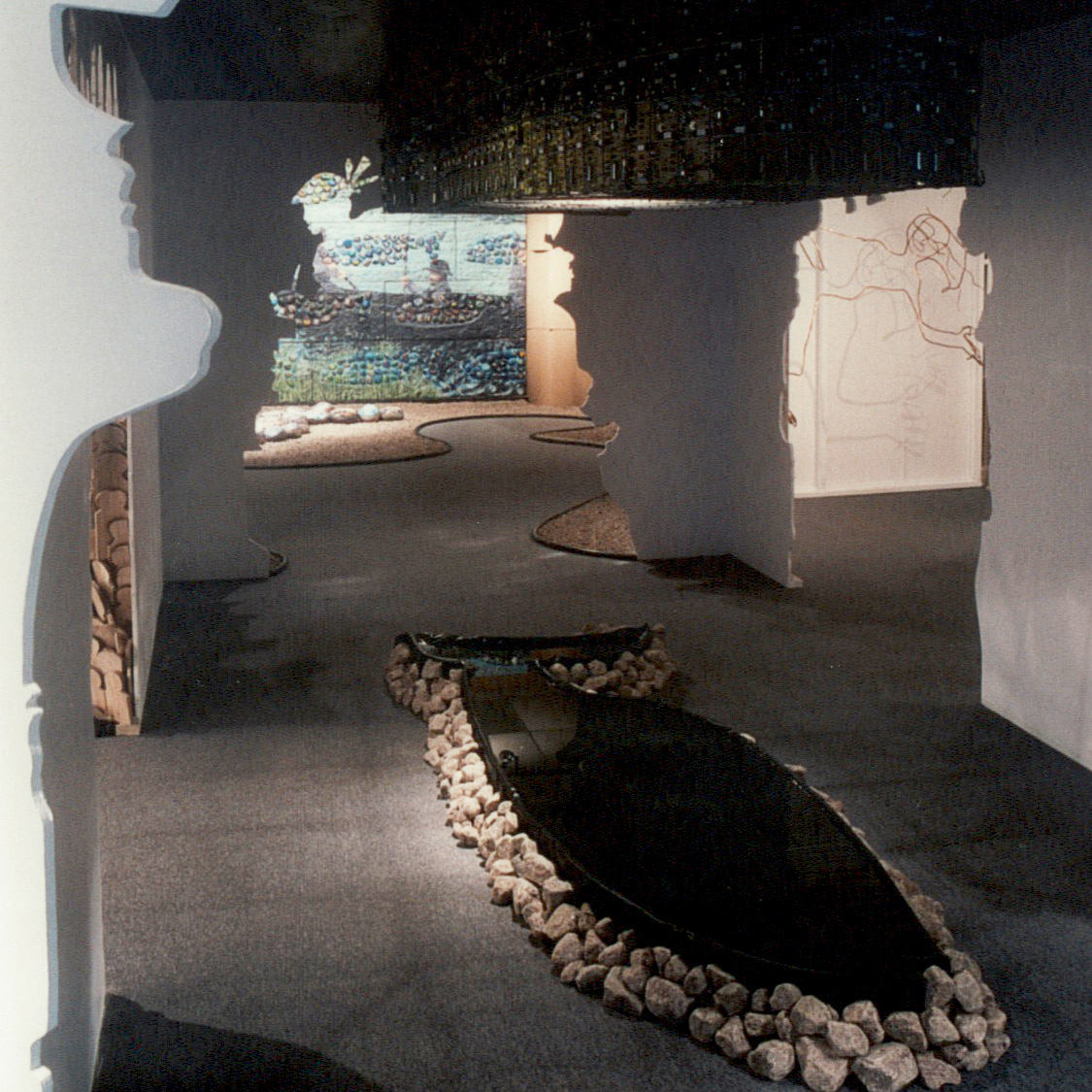
Onde de choc.
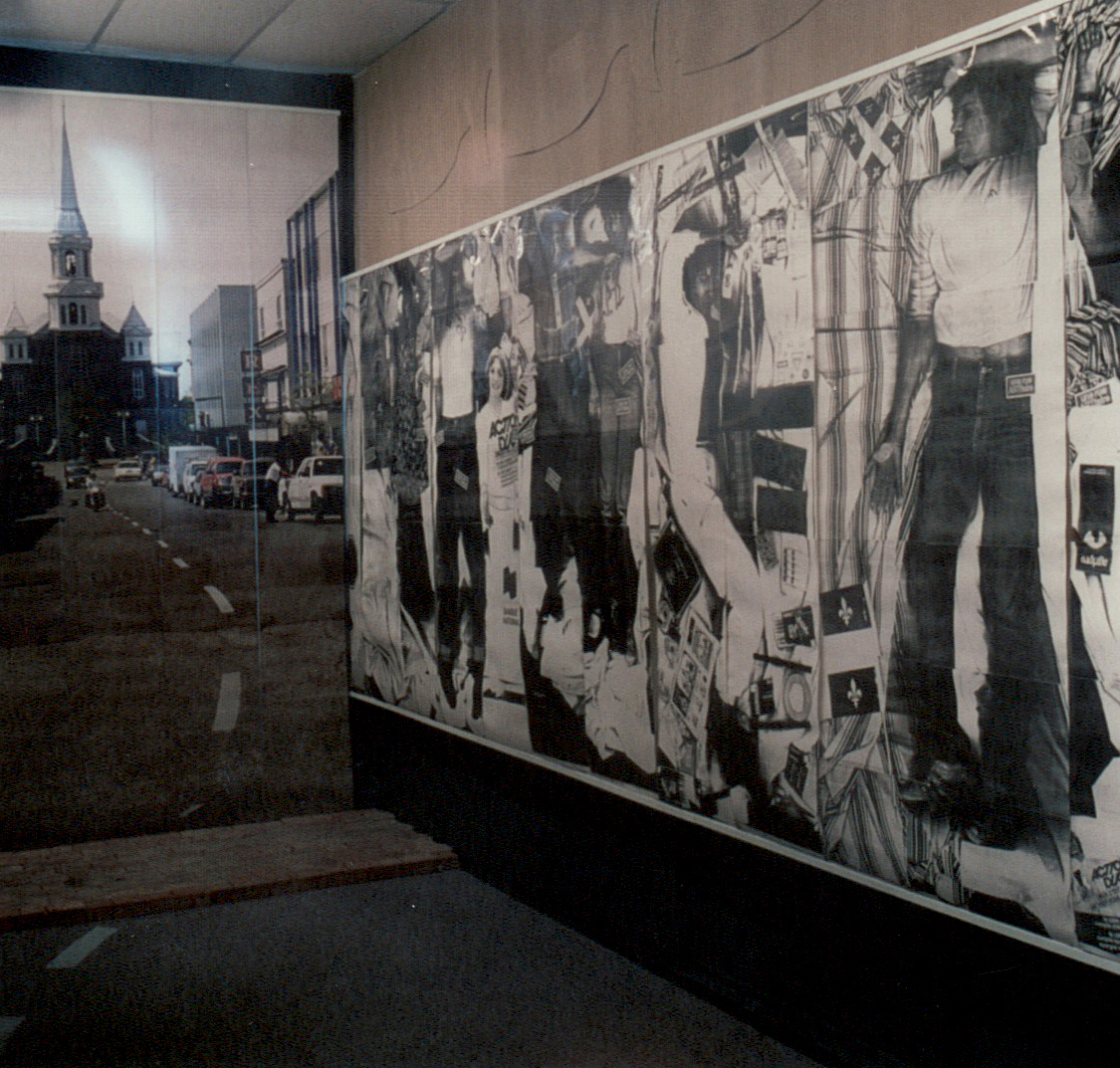
Une rue ArtFaire.
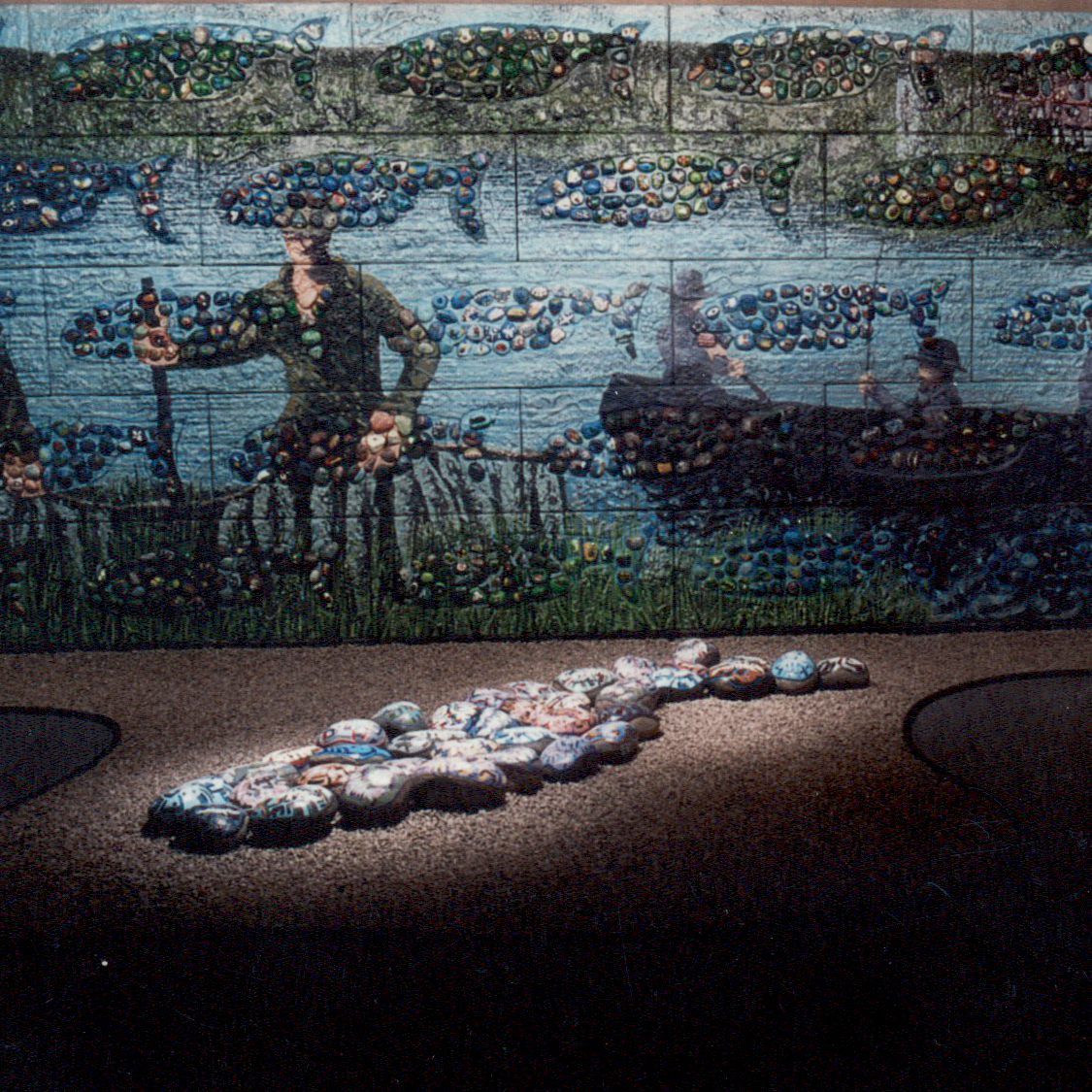
Tacon Cailloux.

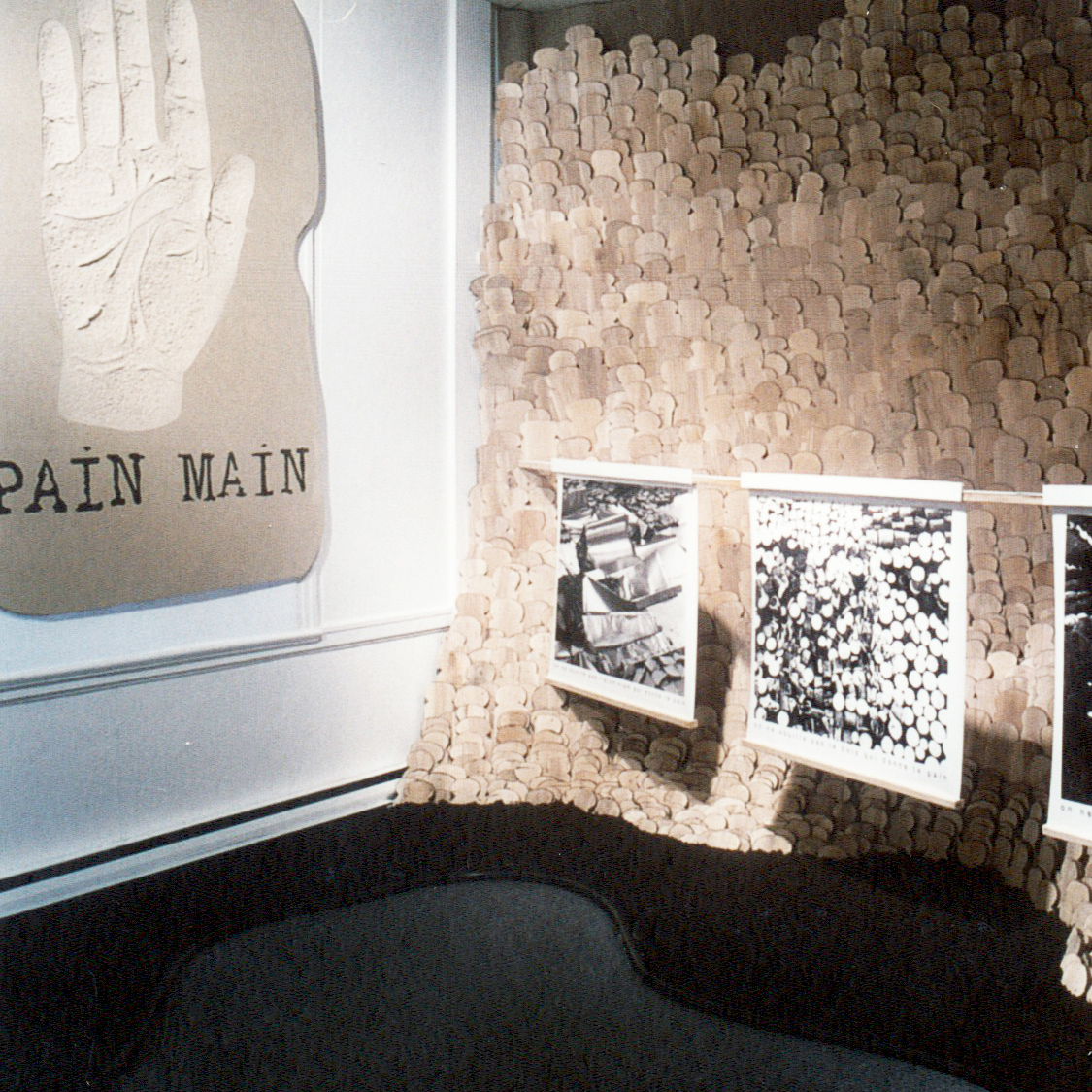
On ne souille pas.
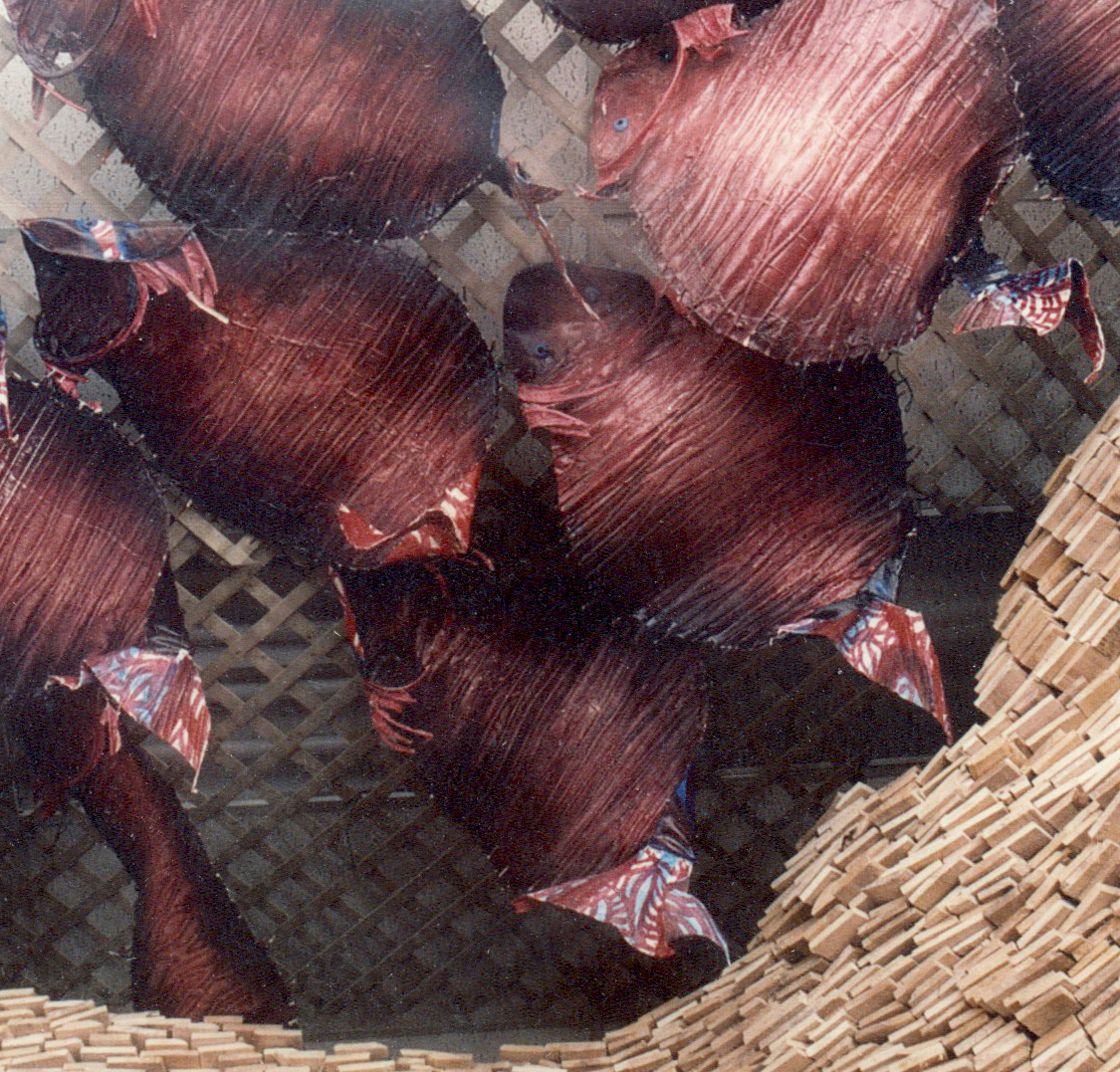
Peaux d’ouananiche.
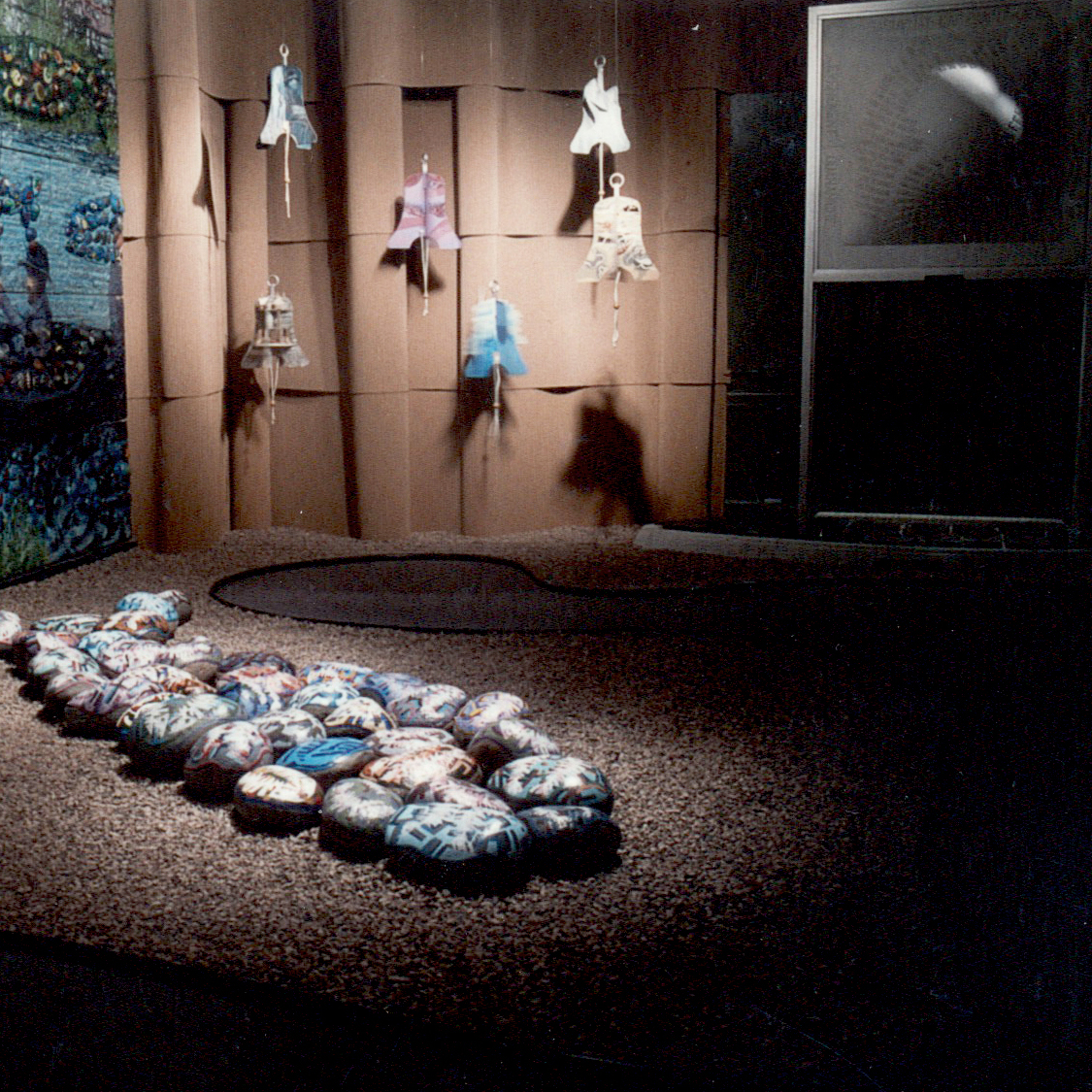
Aonanch Tacon Commémoratif.
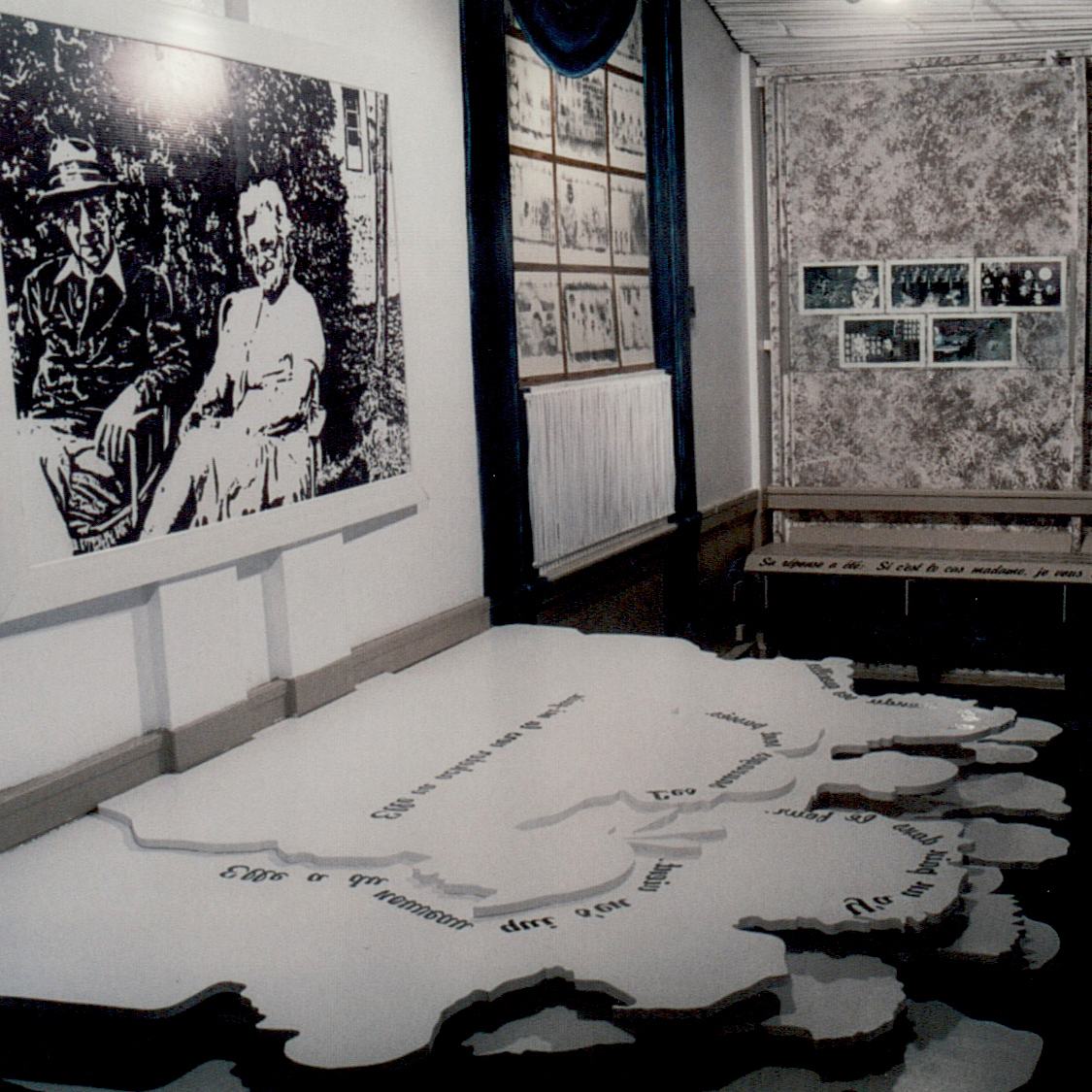
Mémoire de la Famille Côté / Maltais.

### Toits Itou

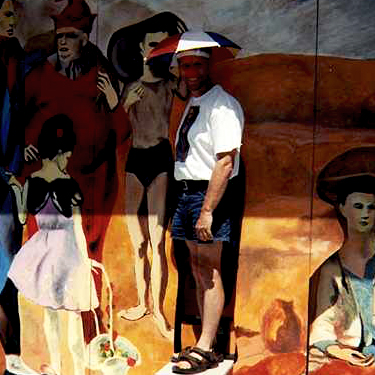
Intégration dans l'œuvre Les saltimbanques de Pablo Picasso
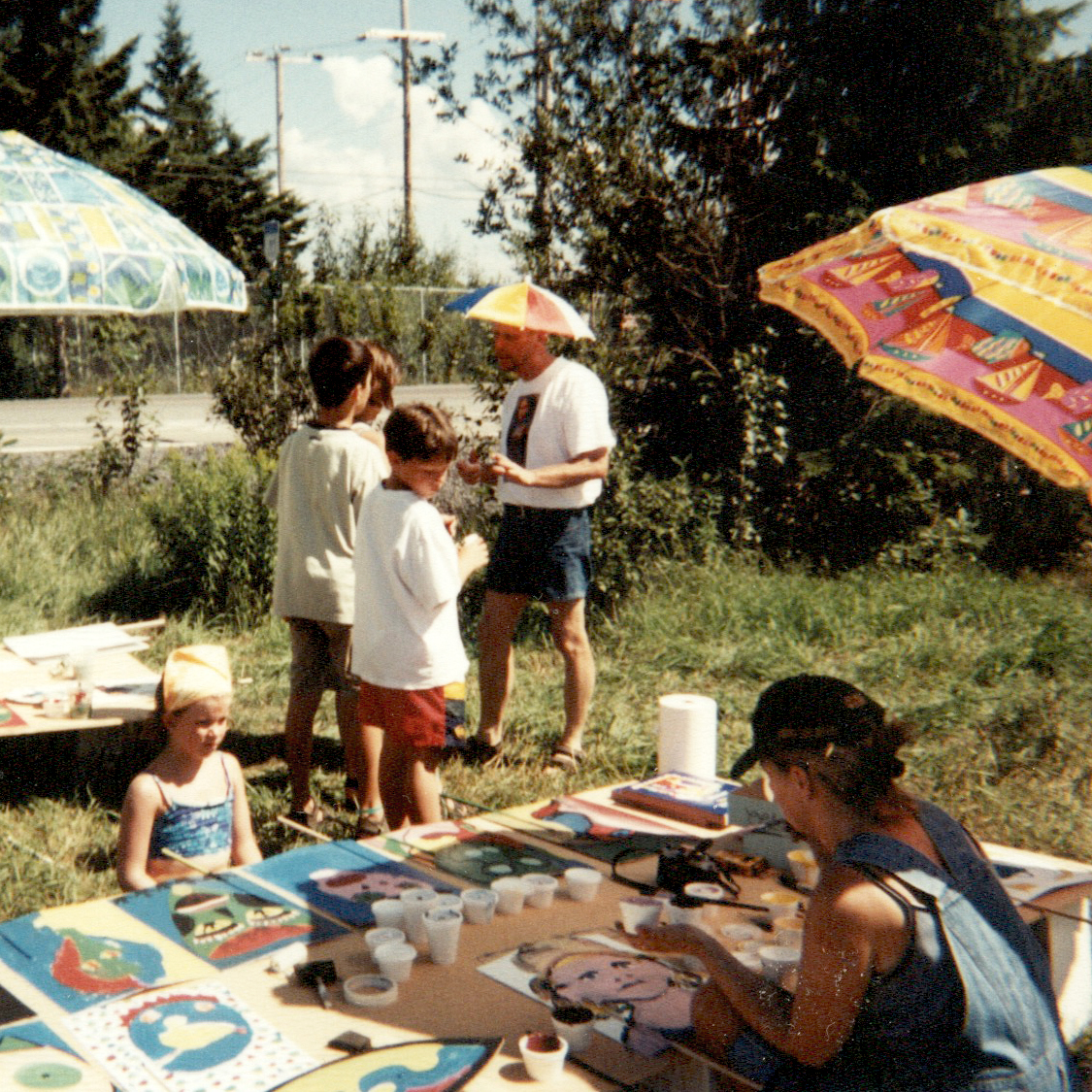
Réalisation de masques à la façon de Picasso.
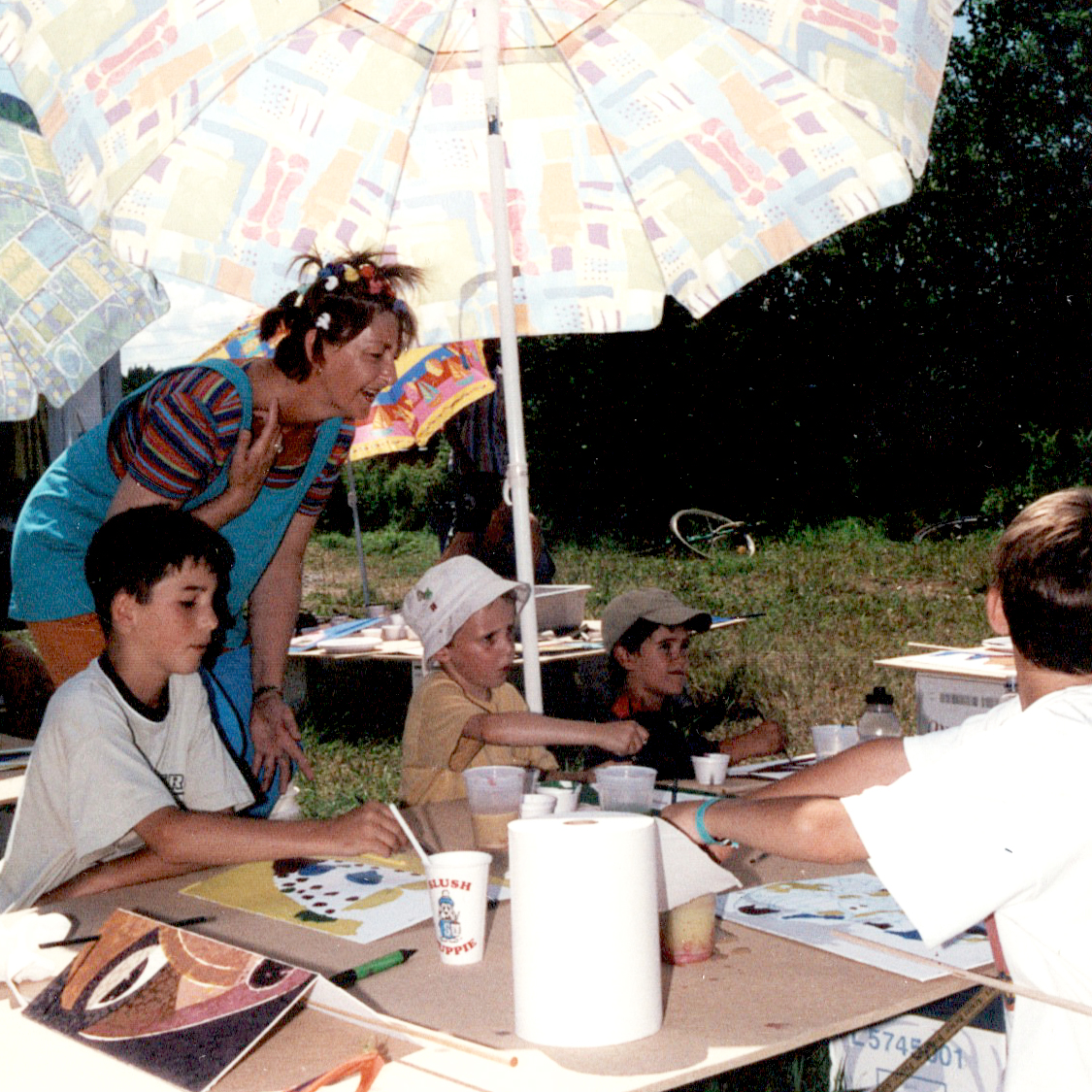
Participants à l'œuvre.
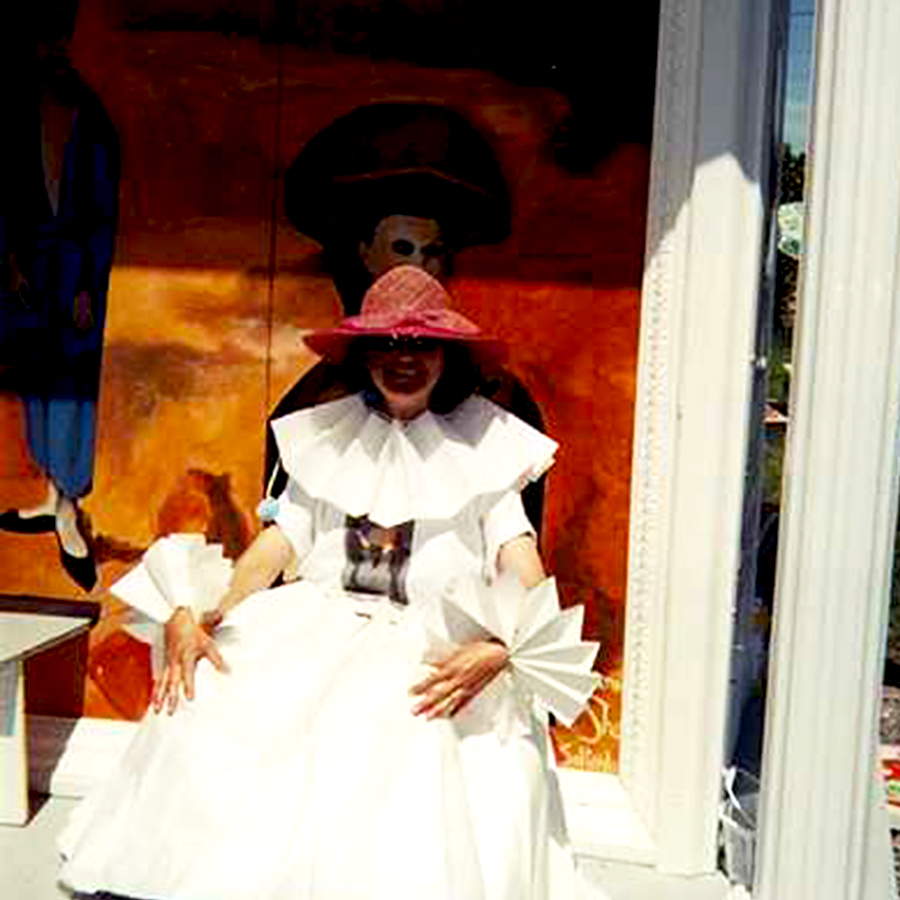
Intégration dans l'œuvre Les saltimbanques de Pablo Picasso

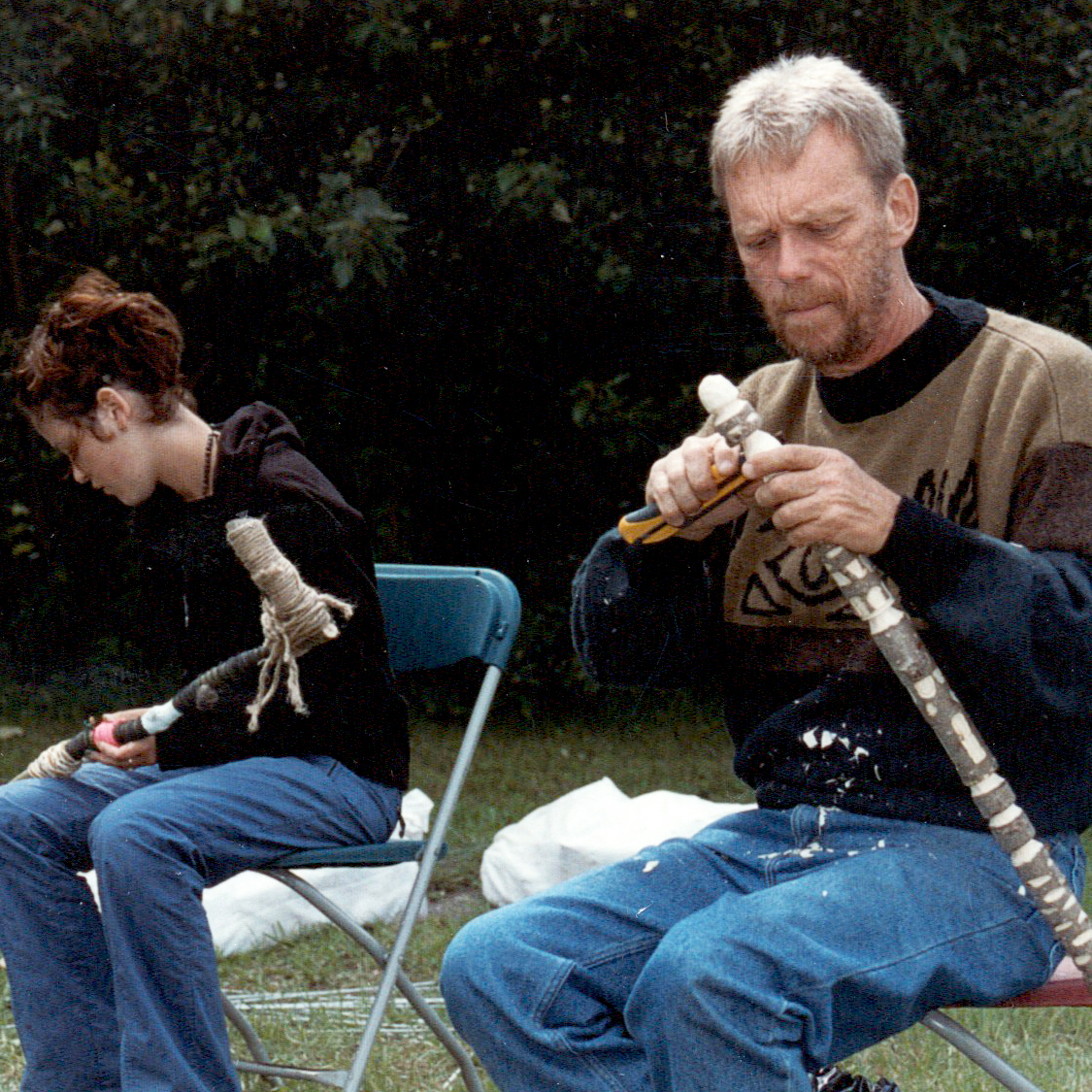
Réalisation de bâtons de marche.
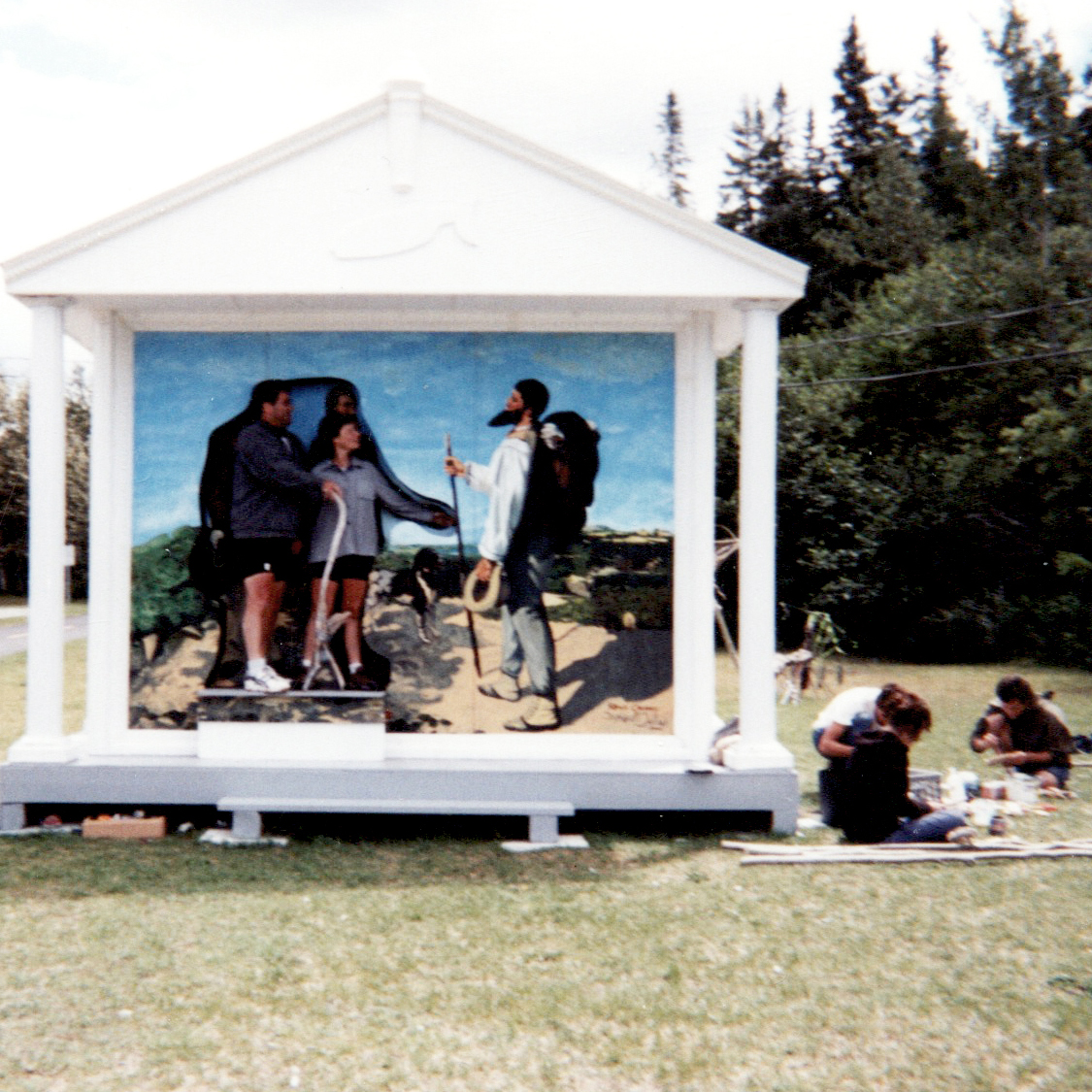
Intégration dans l'œuvre La rencontre de Gustave Courbet.
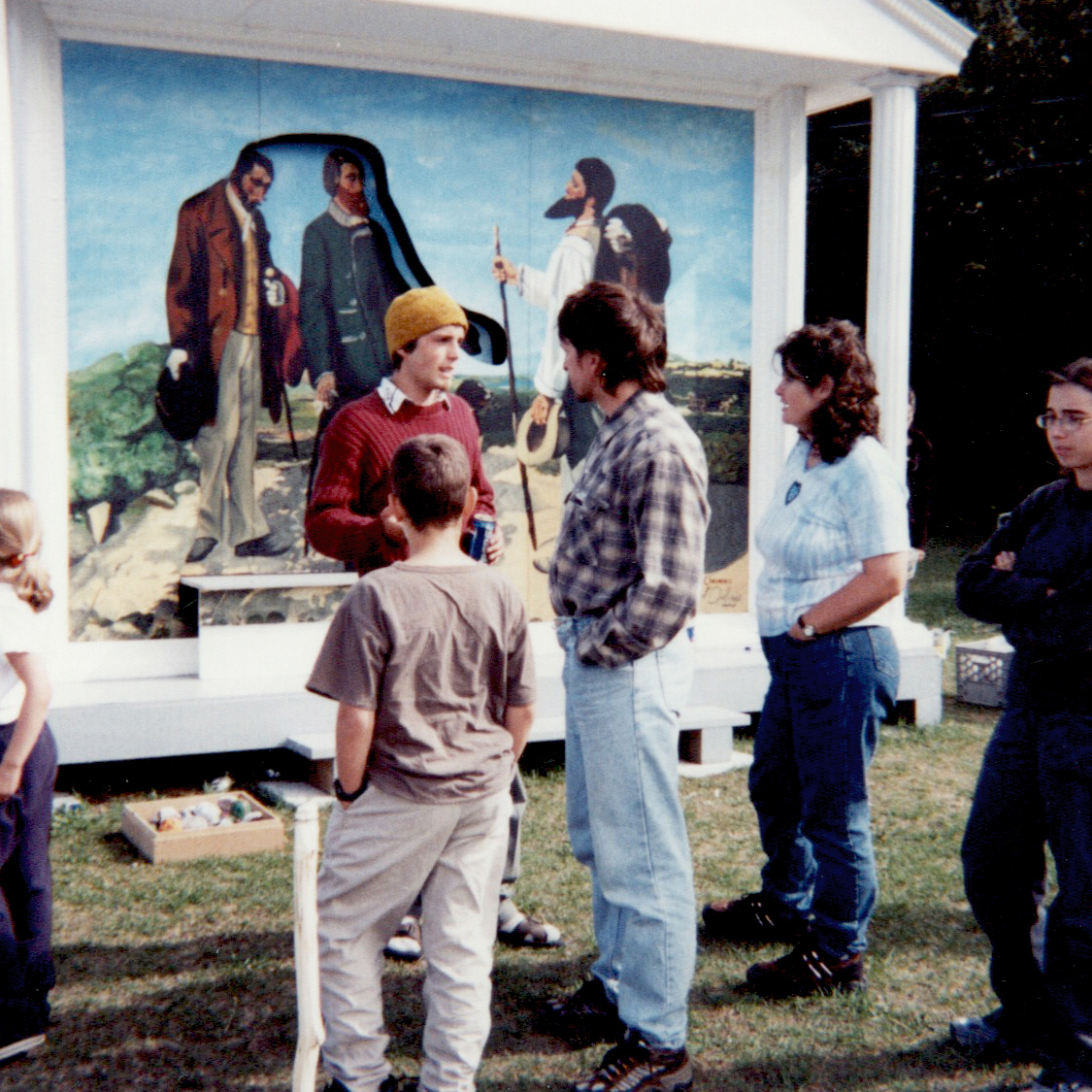
Animation des passants.
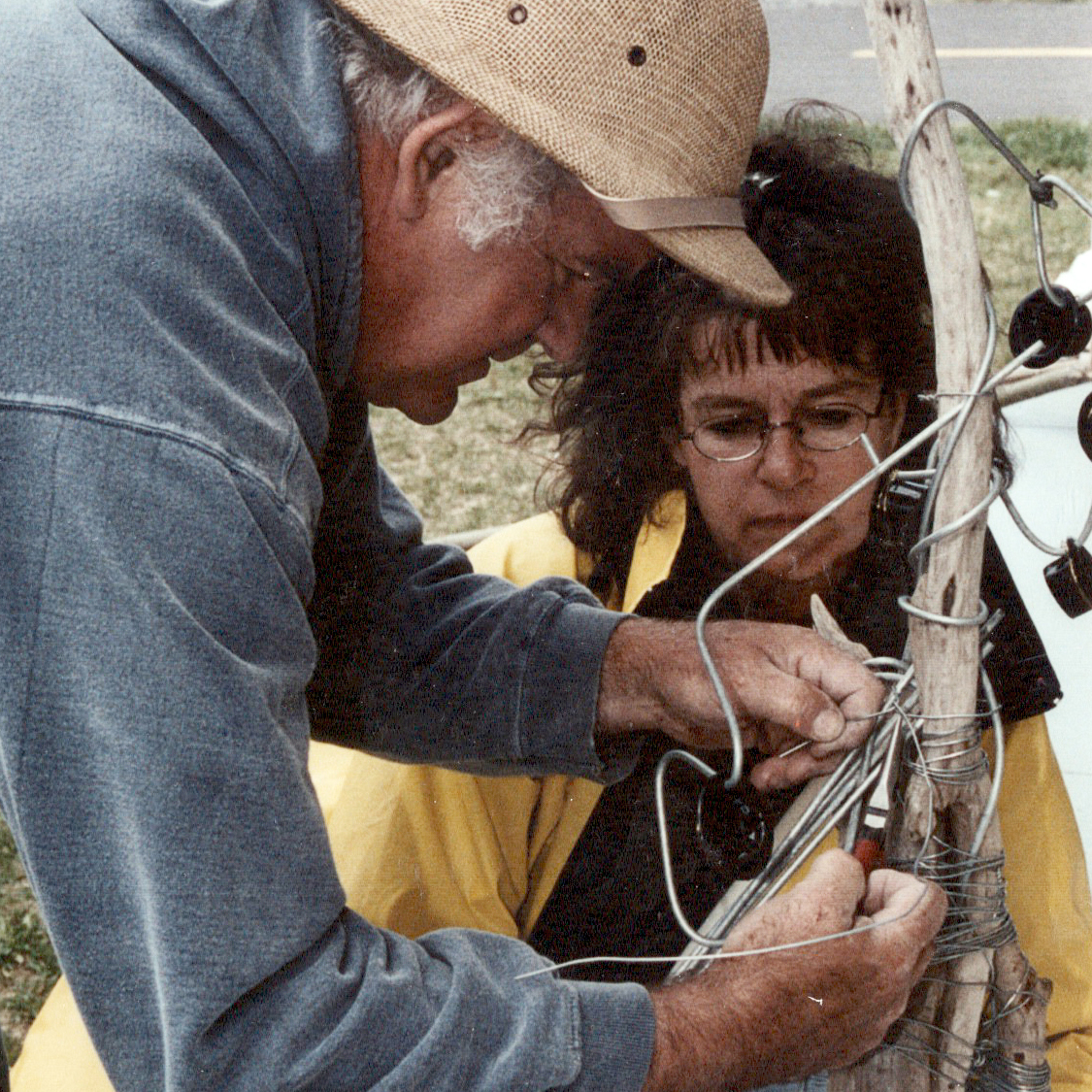
Les artistes à l'œuvre.

Les Toits itou, volet d'art social de l’exposition rétrospective d’Interaction Qui, invite la communauté à participer à la création d’actions performatives. Pour réaliser les divers événements, les artistes et enseignants Alain Laroche et Jocelyn Maltais sont accompagnés par leurs étudiants en Art et technologies informatisées du Collège d’Alma. Ceux-ci reproduisent 6 chefs-d’œuvre de grands maîtres de l’histoire de la peinture. Les œuvres sont réalisées de telle sorte qu’elles permettent au spectateur de devenir l’instant d’une photographie, acteur ou modèle des tableaux en s’y insérant ou en y pénétrant. Changement de point de vue, le public contemplateur devient public contemplé. Ces reproductions présentées dans des kiosques évoquant l’entrée d’une institution muséale et installées sur la Véloroute des Bleuets sont animées par de jeunes artistes en formation. Comme le souligne Guy Sioui Durand « La piste cyclable dans la ville a été contaminée par l'art, devenant un parcours comme un musée imaginaire et éclaté accessible à tous. »,. En trois occasions, la communauté est convoquée à créer des performances sonores et visuelles autour des Toits itou. Ces actions performatives sont chaque fois inspirées des reproductions : Le déjeuner sur l'herbe de Manet, Les saltimbanques de Picasso et La rencontre de Courbet. À la fin des activités, un encan collectif ajoute la dimension festive typique des actions performatives d'Interaction Qui,.

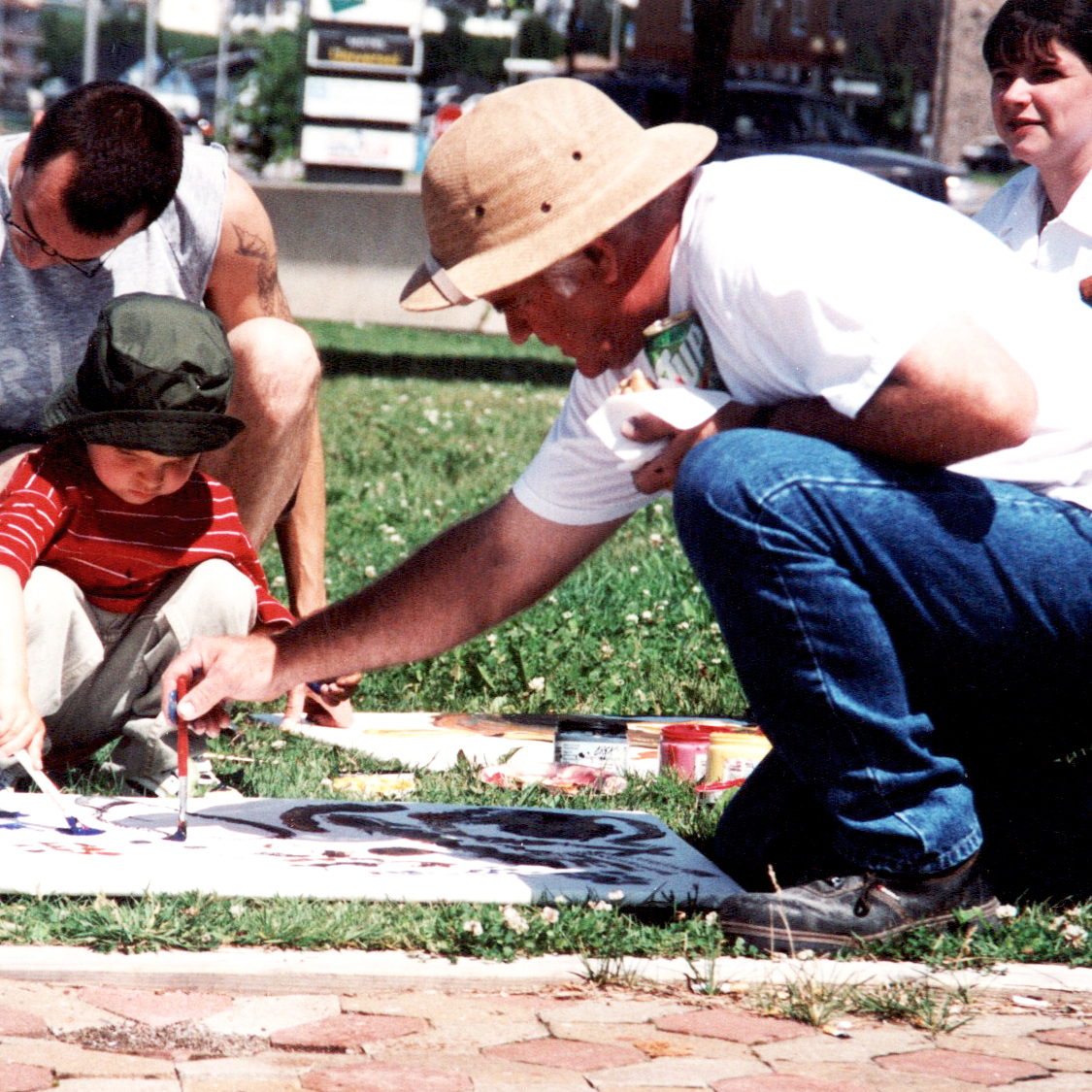
L'artiste Jocelyn Matais.
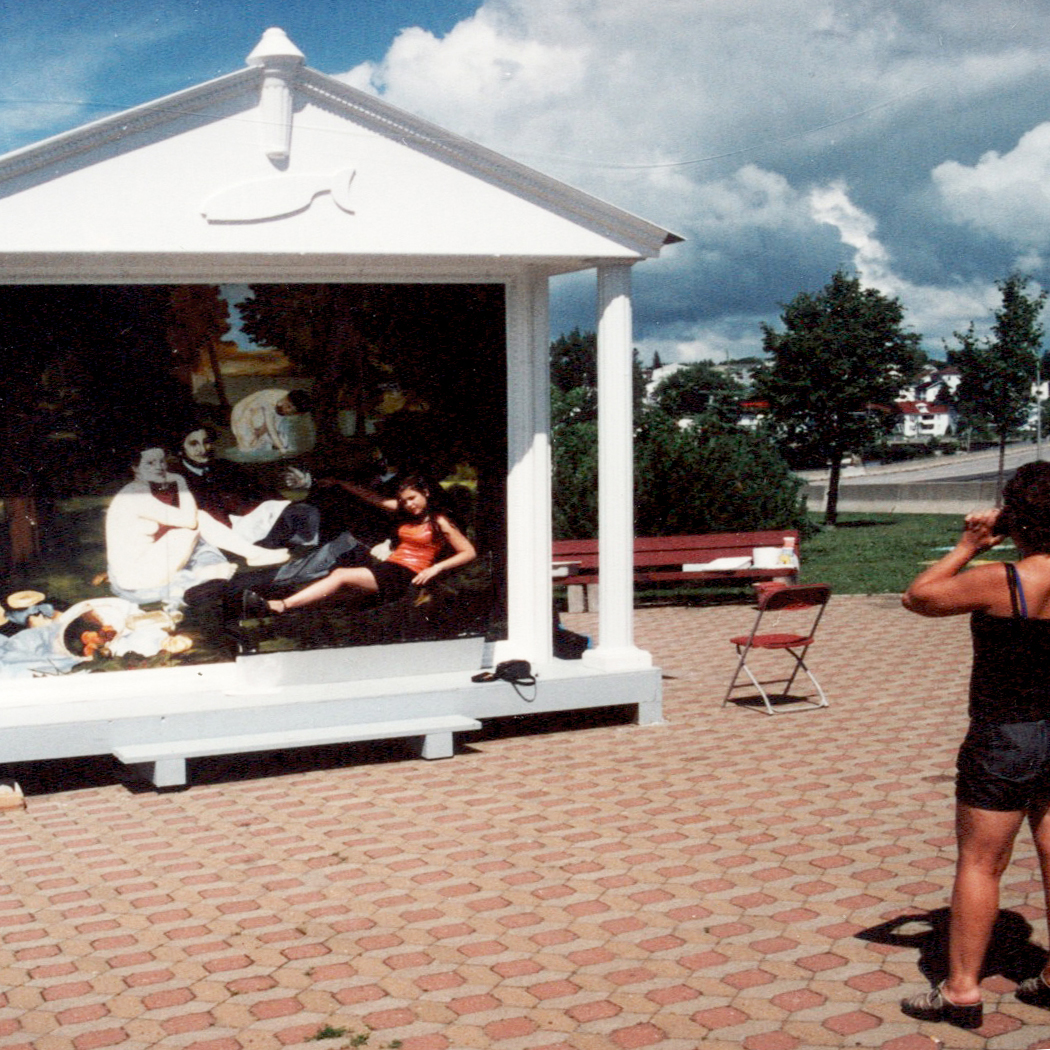
Le temps d'une photo, un nouveau modèle pour Édouard Manet.
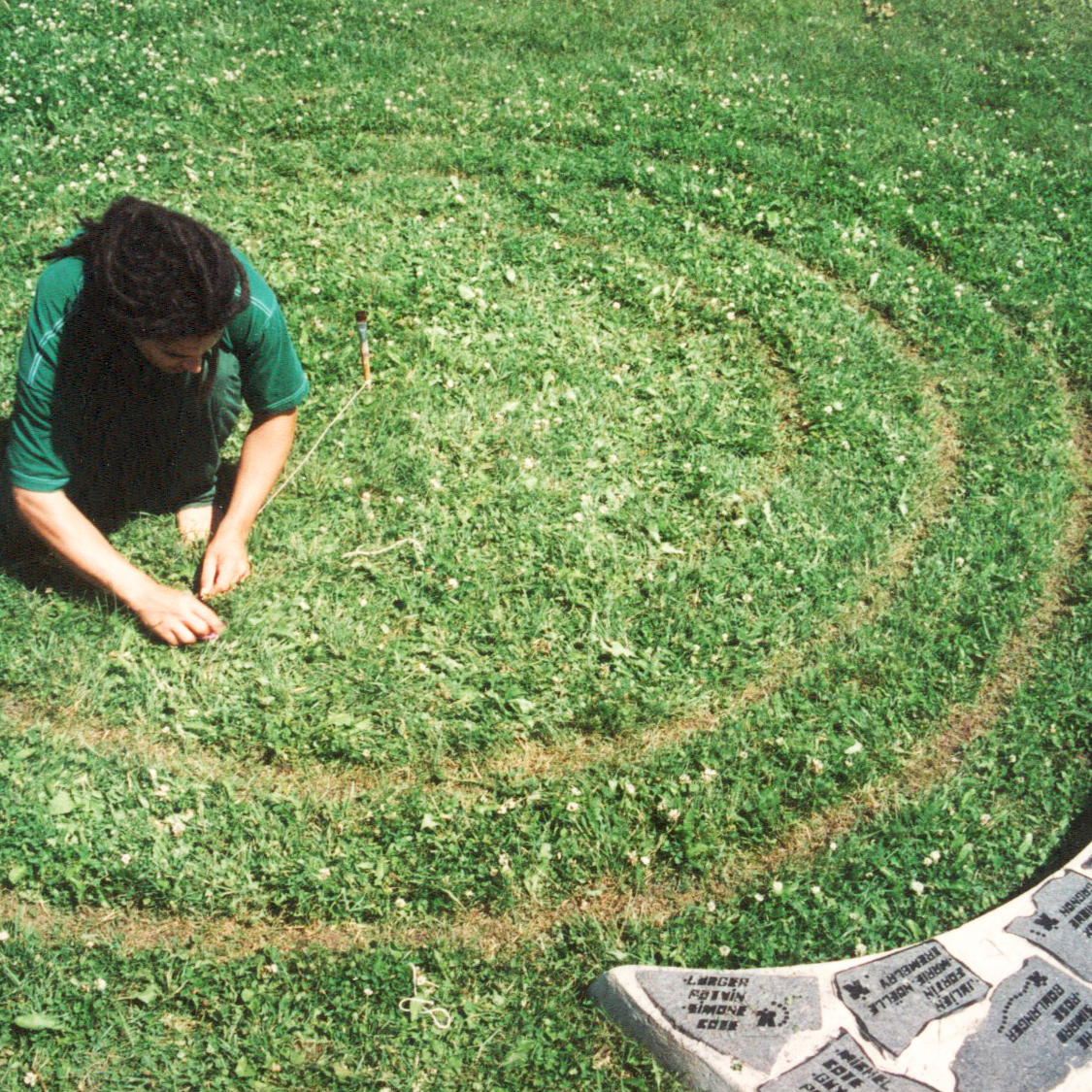
L'artiste Pascal Bouchard.
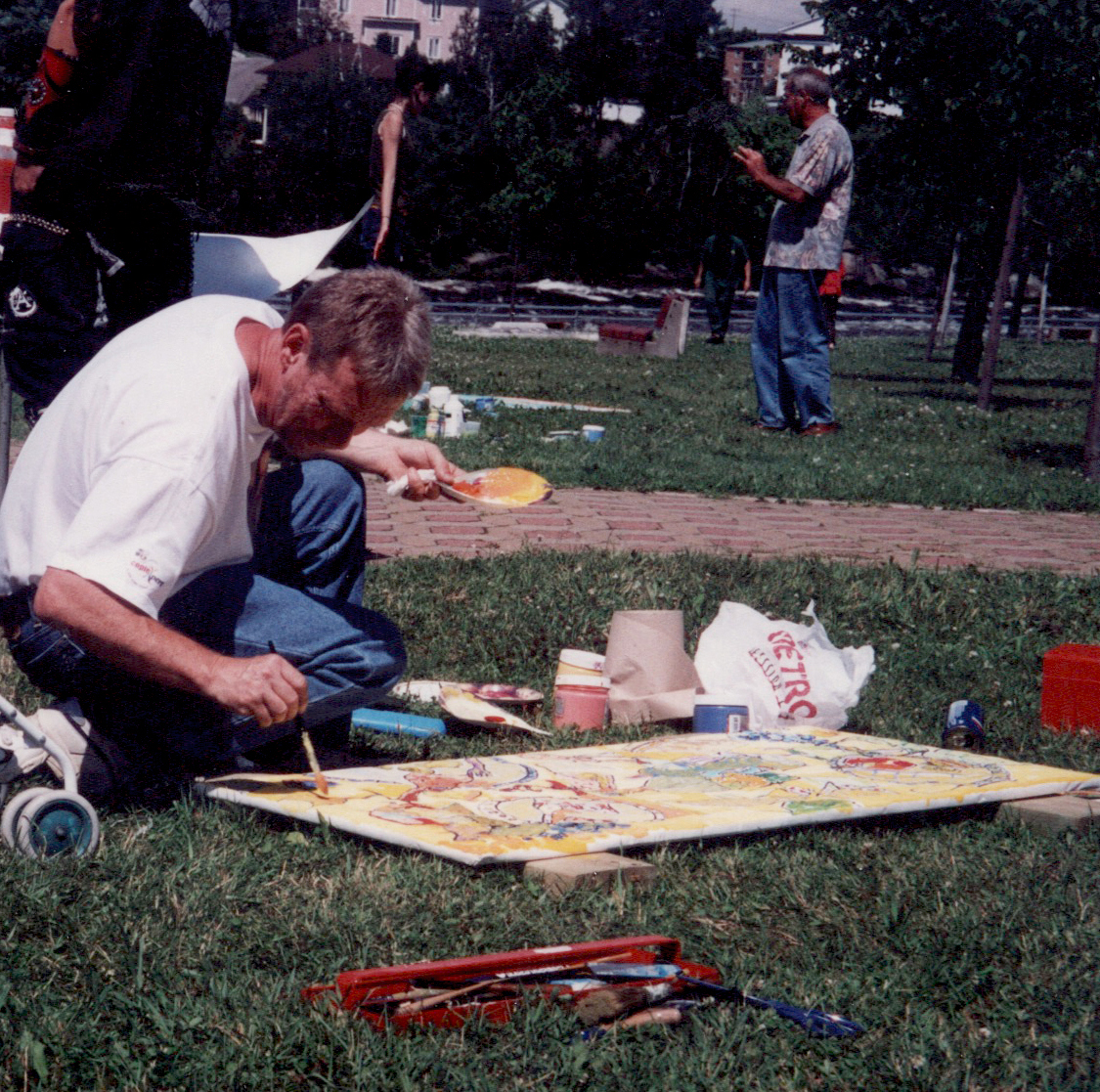
L'artiste Alain Laroche.

## Jardin secret de BPDL

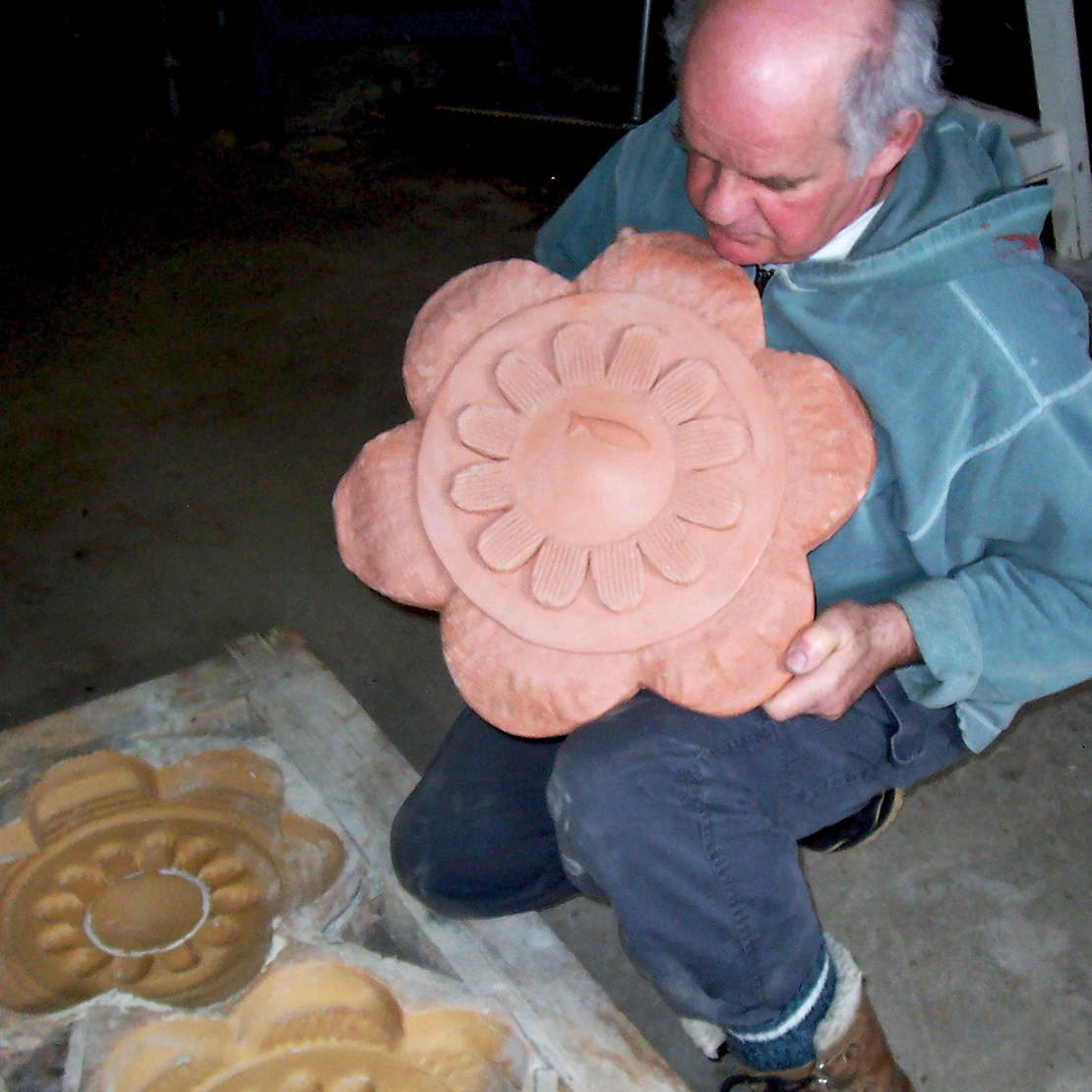
Matrice et fleurs de béton.

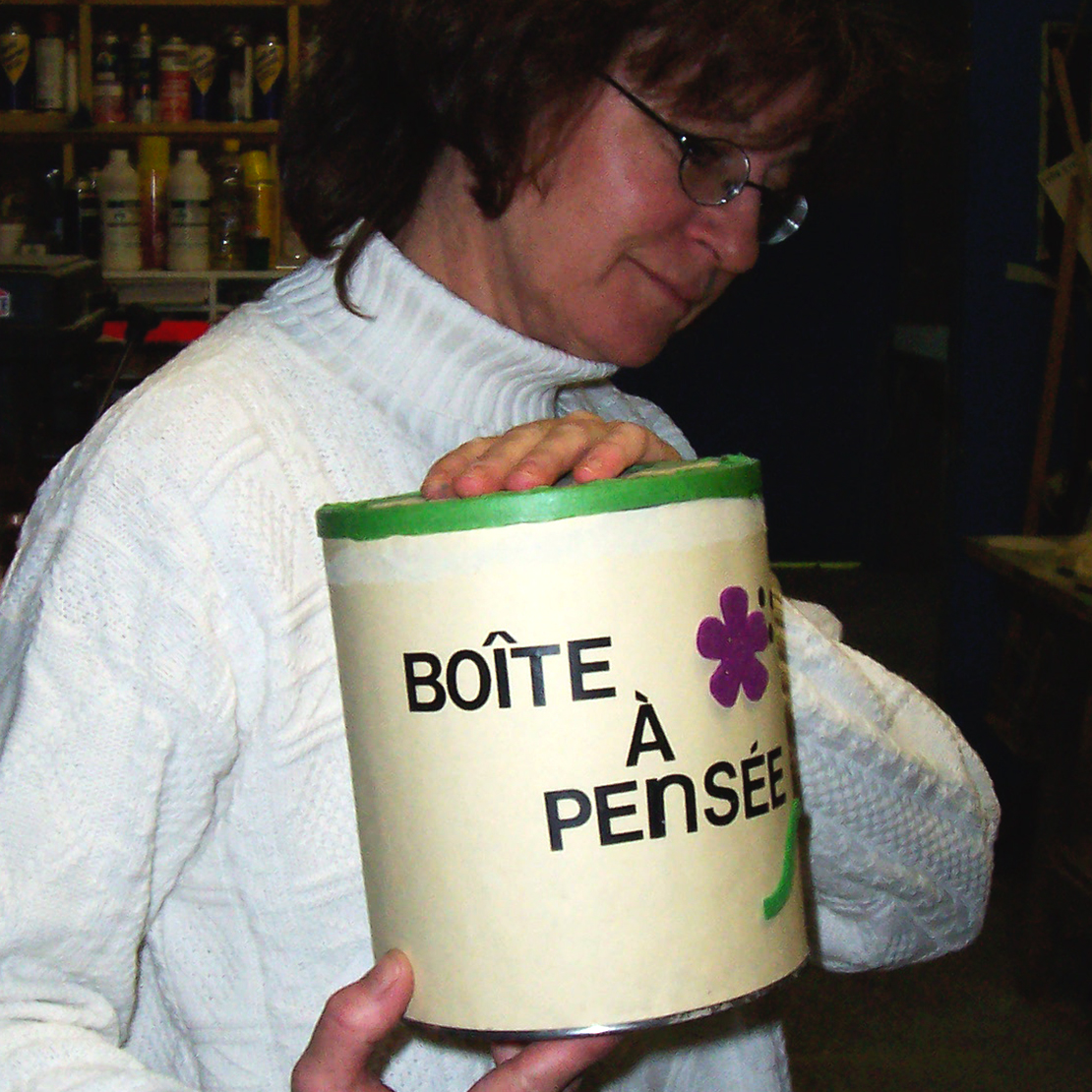
Boîte contenant les pensées des employés.

Le Jardin secret de BPDL est la première action performative réalisée par Interaction Qui dans un milieu de travail. Dans le cadre de la FLASHE Fête 2004 à Alma, le comité organisateur invite le duo d’artistes Interaction Qui à réaliser un projet d’art social. Le président d’honneur de cette édition étant Monsieur André Bouchard président de Béton Préfabriqué du Lac (BPDL), les artistes lui propose une activité artistique impliquant 125 de ses employés. Le Jardin secret de BPDL est né de l’idée que tous peuvent s’accorder un moment de poésie durant leur journée de travail. Une pensée, c’est une fleur et c’est aussi une phrase significative laissée par chacun des employés. L’installation de ces fleurs dans un local commercial désaffecté du centre-ville d’Alma a permis aux employés et aux passants de prendre connaissance des pensées de chacun. Mais pour découvrir ces pensées, il faut arroser chacune des fleurs,.

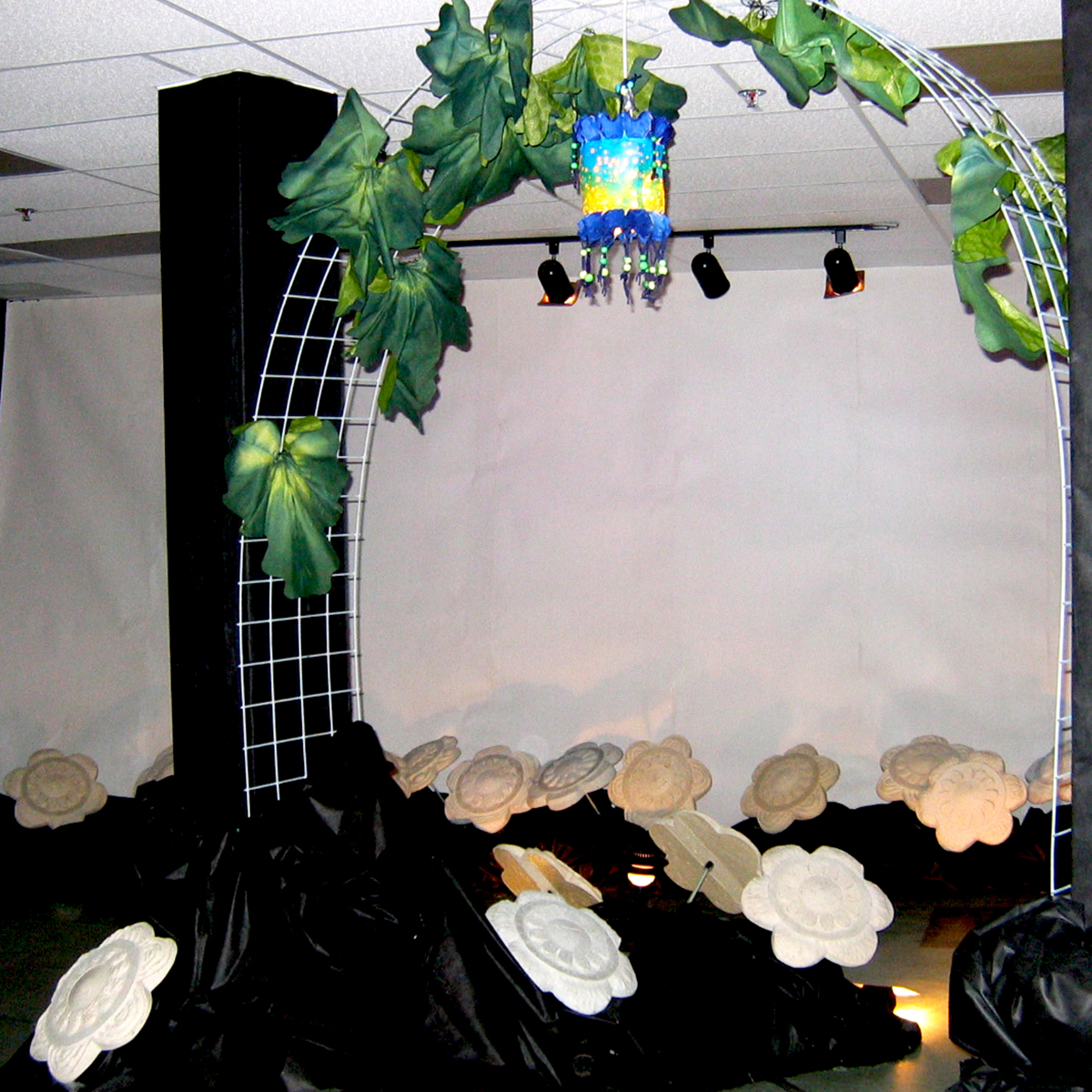
Détail de l'installation.
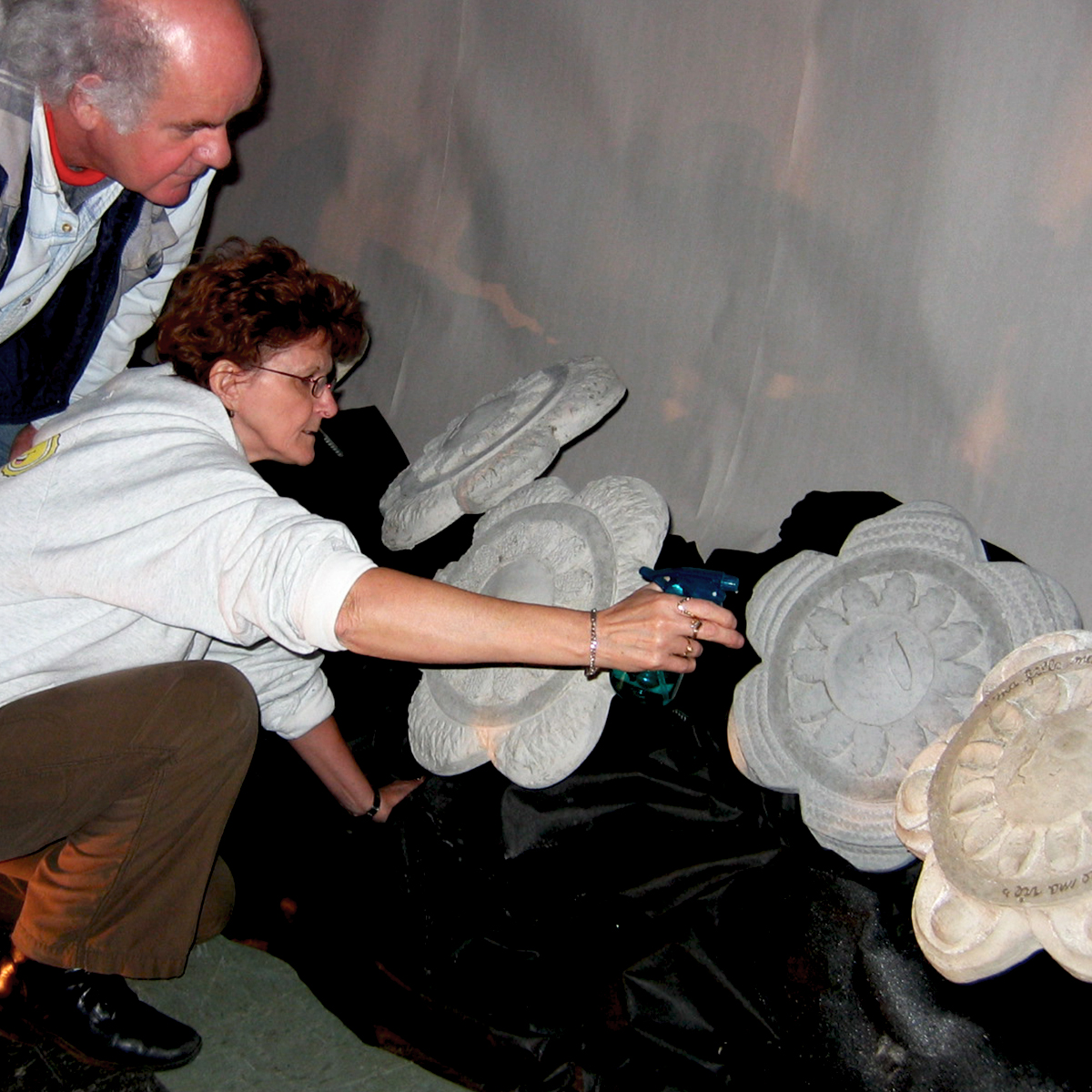
Arrosage des pensées.
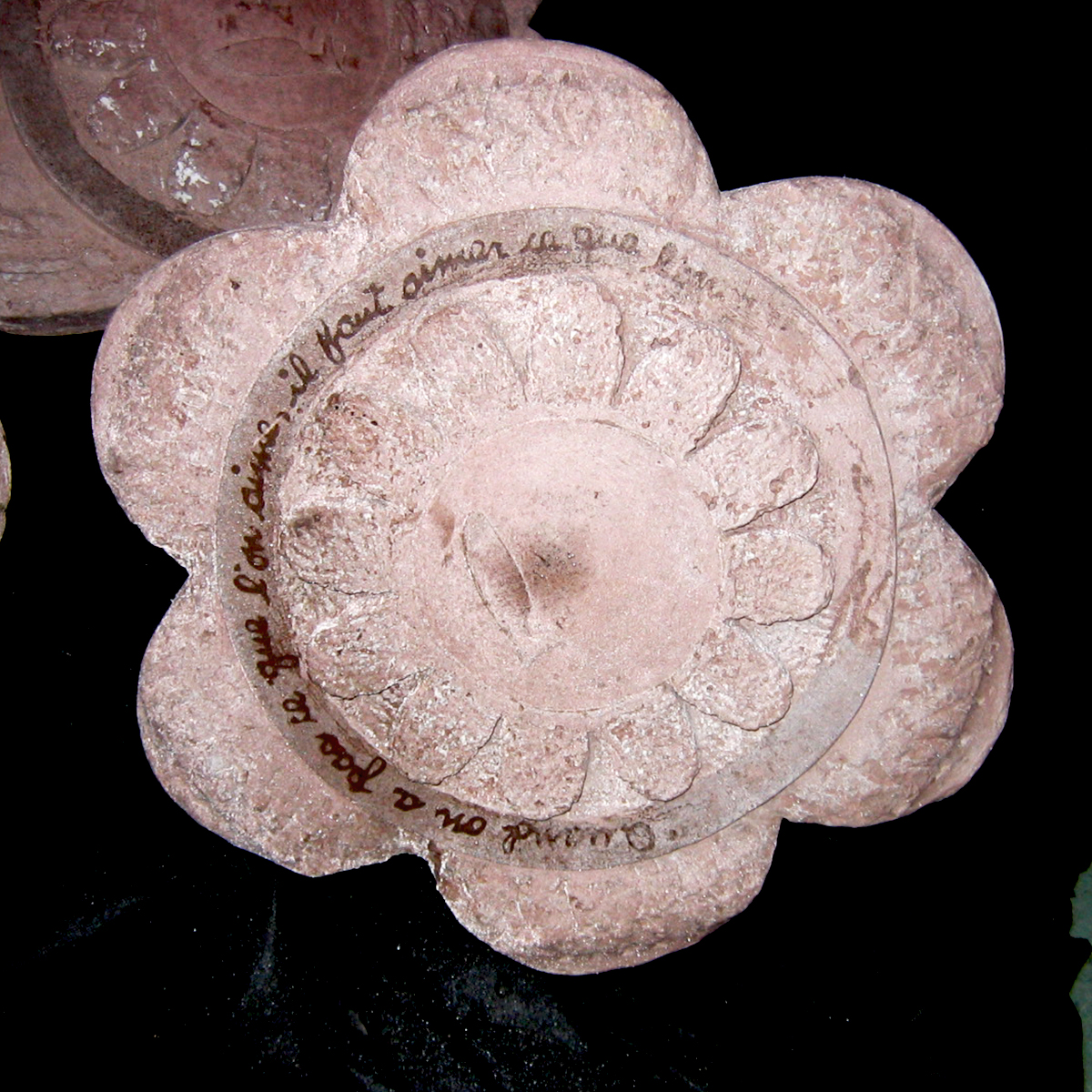
Texte rendu visible après l'arrosage.
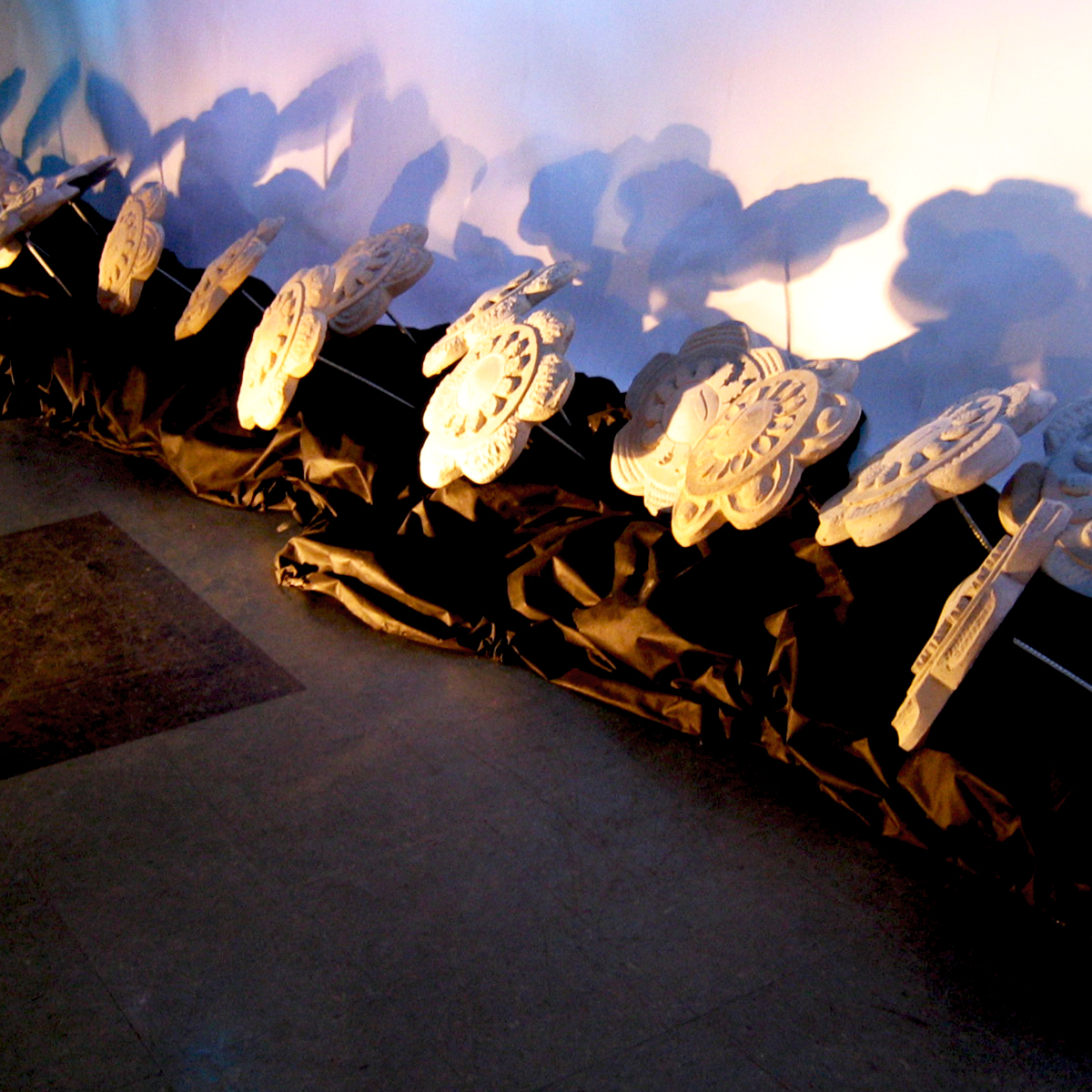
Installation des fleurs de béton.

## Le frai
Ce Tacon Forum réalisé en 2002 s’inspire du modèle de reproduction de la ouananiche qui se divise en 4 phases soit l’œuf qui devient tacon puis saumoneau et à la fin ouananiche. De plus, les artistes utilisent l'ensemencement comme stratégie d'intervention comme les biologistes qui ont ensemencé le lac Saint-Jean à l'aide de tacons pour sauver la ressource ouananiche entre 1990 et 2007. Devant la diminution drastique de la population au Saguenay—Lac-Saint-Jean et plus particulièrement l’exode des jeunes vers les grands centres urbains, Interaction Qui imagine une série d’actions performatives pour sensibiliser et motiver les jeunes à revenir dans leur région natale. 4 ensemencements sont réalisés et mobilisent 5 jeunes artistes jeannois et saguenéens ainsi que les étudiants au programme Arts et technologies informatisées du Collège d’Alma. Ces ensemencements sont des actions performatives de survie tentant de provoquer dans l’utopie l’accomplissement entier du cycle migratoire : l’aller et le retour des jeunes saguenéens et jeannois. Quitter la frayère pour retourner chez soi et ainsi boucler le cycle générateur. Durant ses dernières semaines de vie en rivière, le saumoneau acquiert l’empreinte des caractéristiques du cours d’eau qui l’a vue naître et c’est cette empreinte qui fera revenir la ouananiche à maturité dans cette même rivière pour s’y reproduire,,.

### Ensemencement 1
Cette action performative comprend 2 volets. Le premier, il s’agit d’une exposition des œuvres de 5 artistes de la relève soit Geneviève Boucher, Pascal Bouchard, Daniel Fortin, Jean-Denis Simard et Bianka Robitaille à la galerie Le Lieu de Québec. Le second, est une installation environnementale au parc de la Jeunesse de Québec,. Lorsque 5 jeunes artistes du Saguenay—Lac-Saint-Jean se déplacent vers Québec pour présenter leurs œuvres, ils accomplissent un acte de migration. Interaction Qui interprète cette action performative ainsi: « Pour une région qui se désintègre, cette action ouvre un débat sur l’exode et les conséquences qu’elles entrainent sur la vitalité d’une communauté. Lorsque la population de ouananiches a dramatiquement chuté entre 1970 et 1990, on a fait appel à une solution qui a été l’ensemencement de tacons dans les bassins versants du lac Saint-Jean. Même si la survie de la ouananiche demeure précaire, il n’y a plus rupture dans le cycle de reproduction de l’espèce. »,.

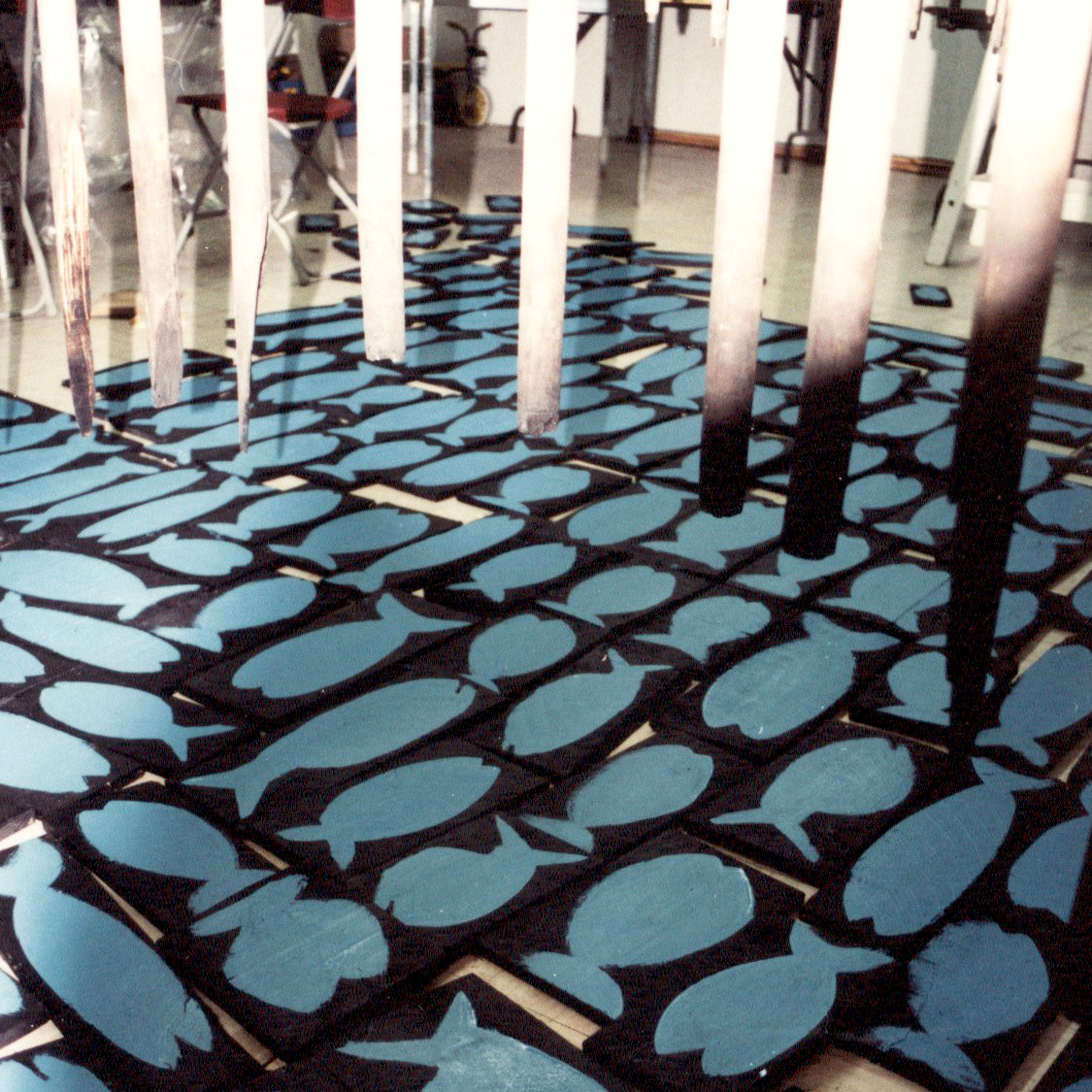
Tacons Bleus
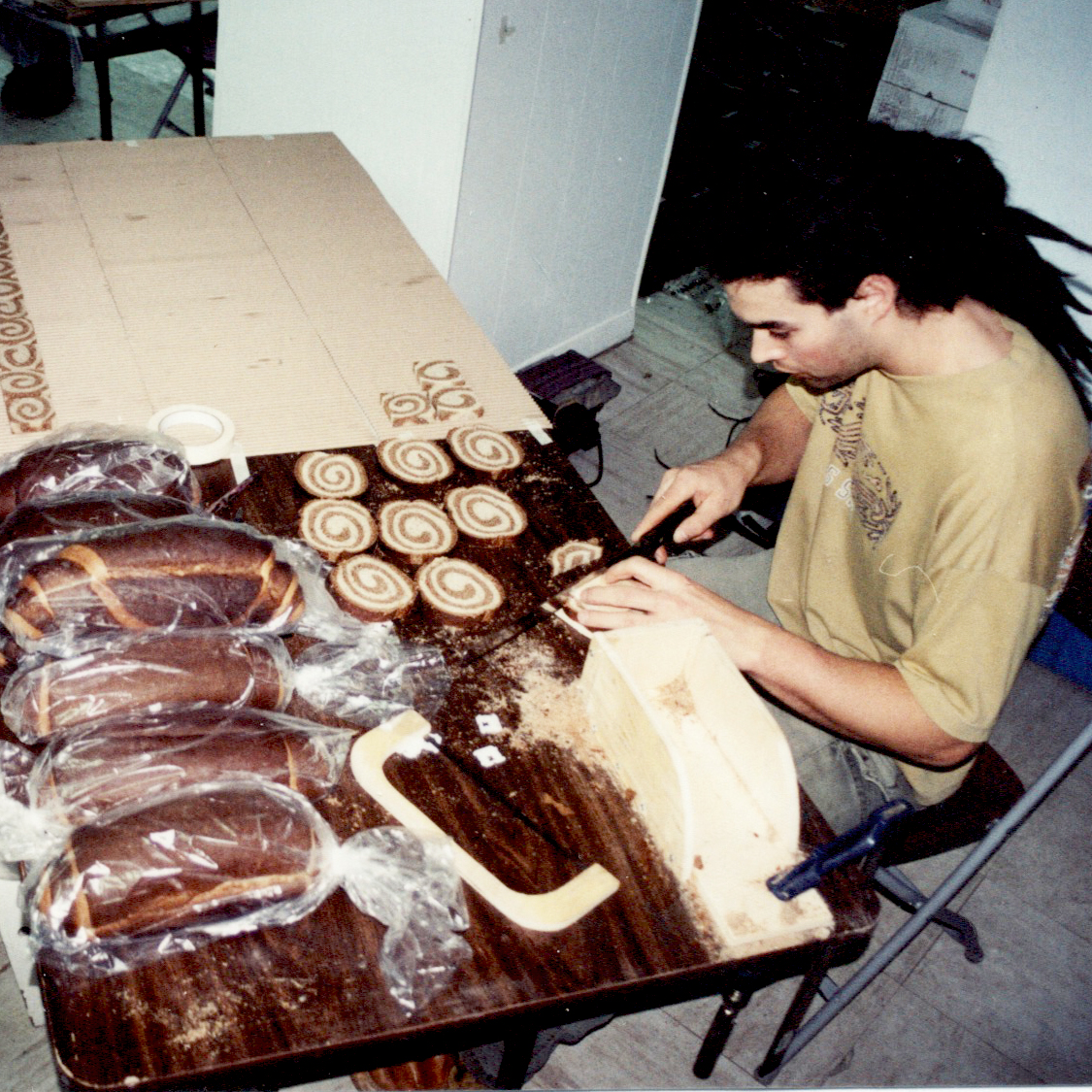
Pascal Bouchard
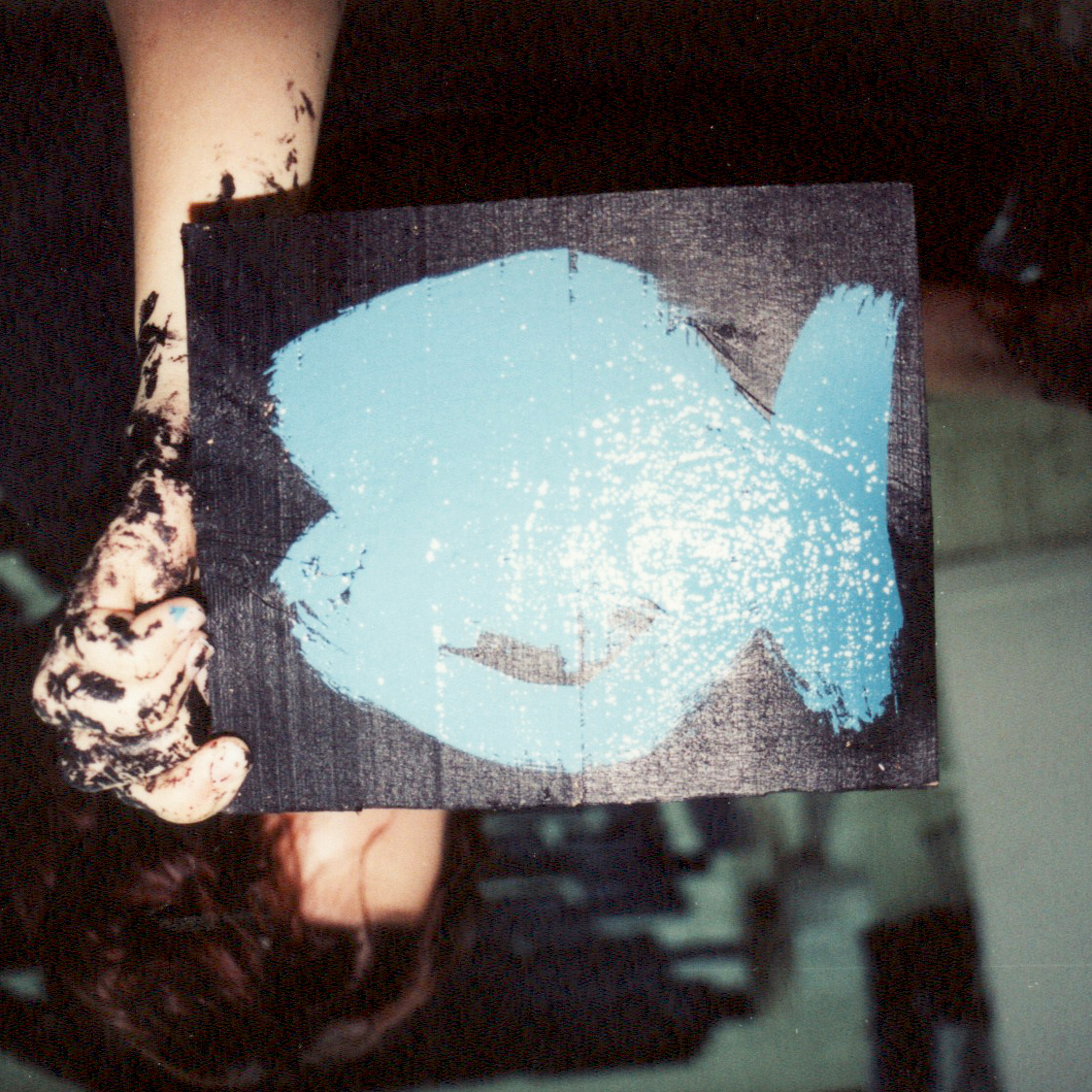
Tacons Bleus
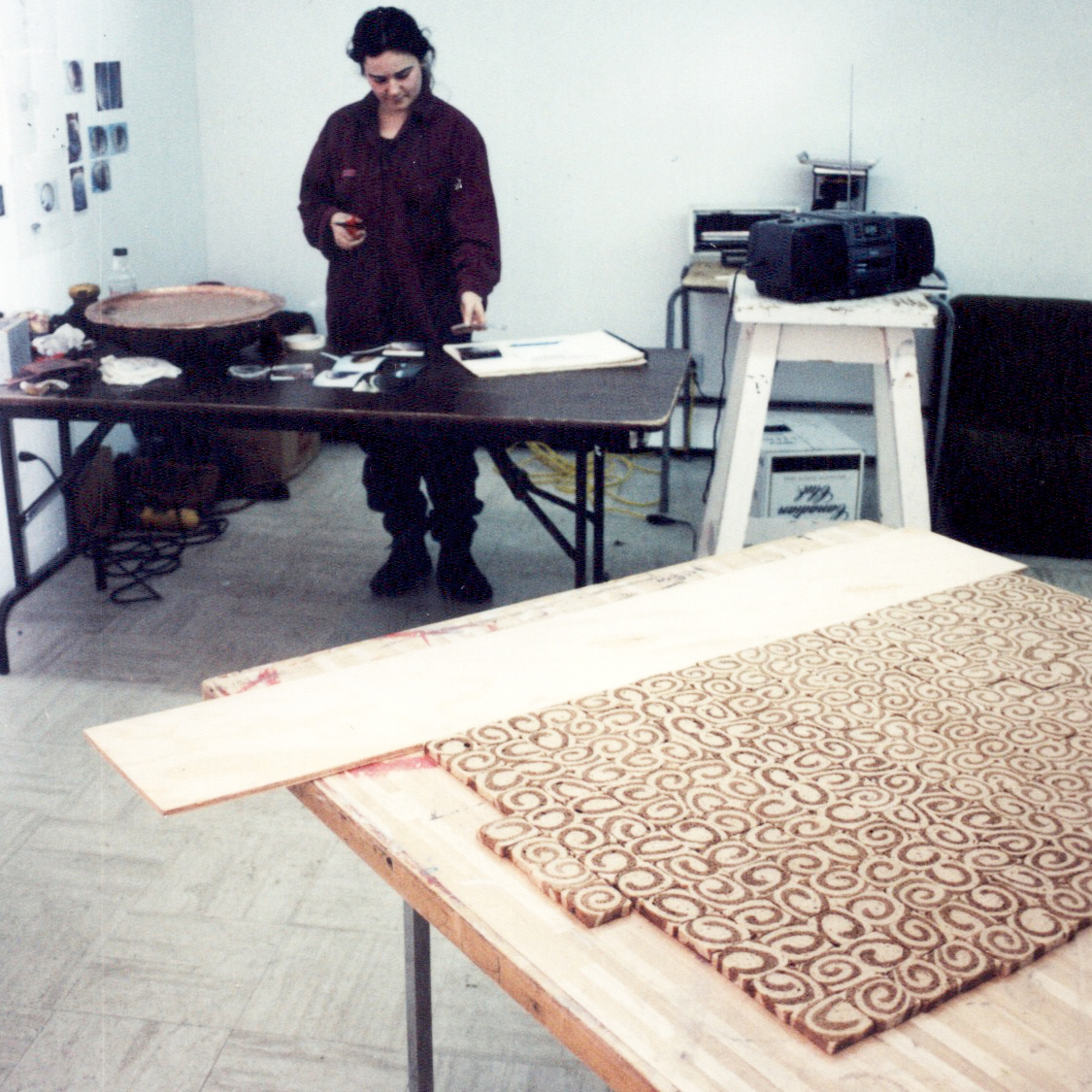
Bianka Robitaille

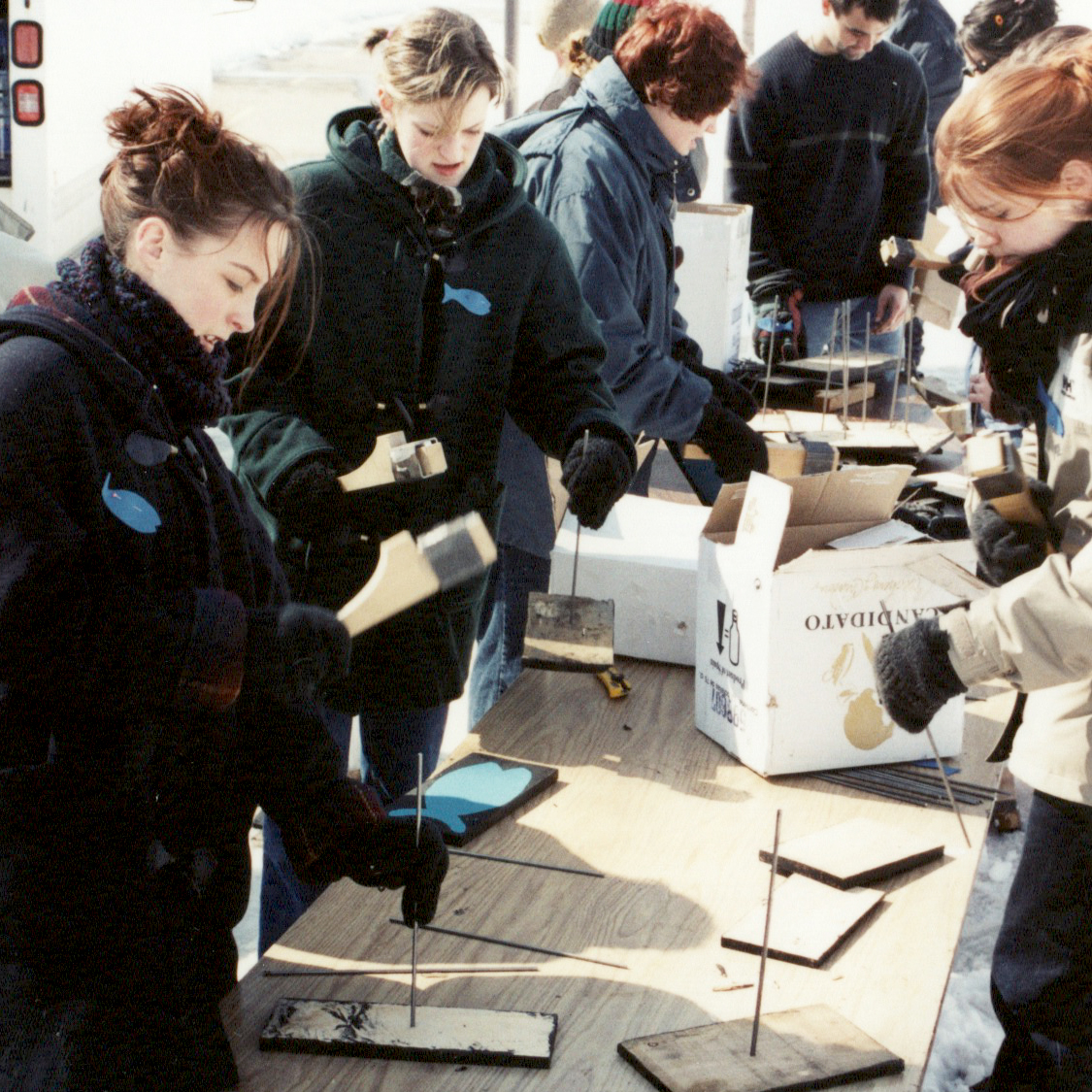
Participants préparant les Tacons Bleus.

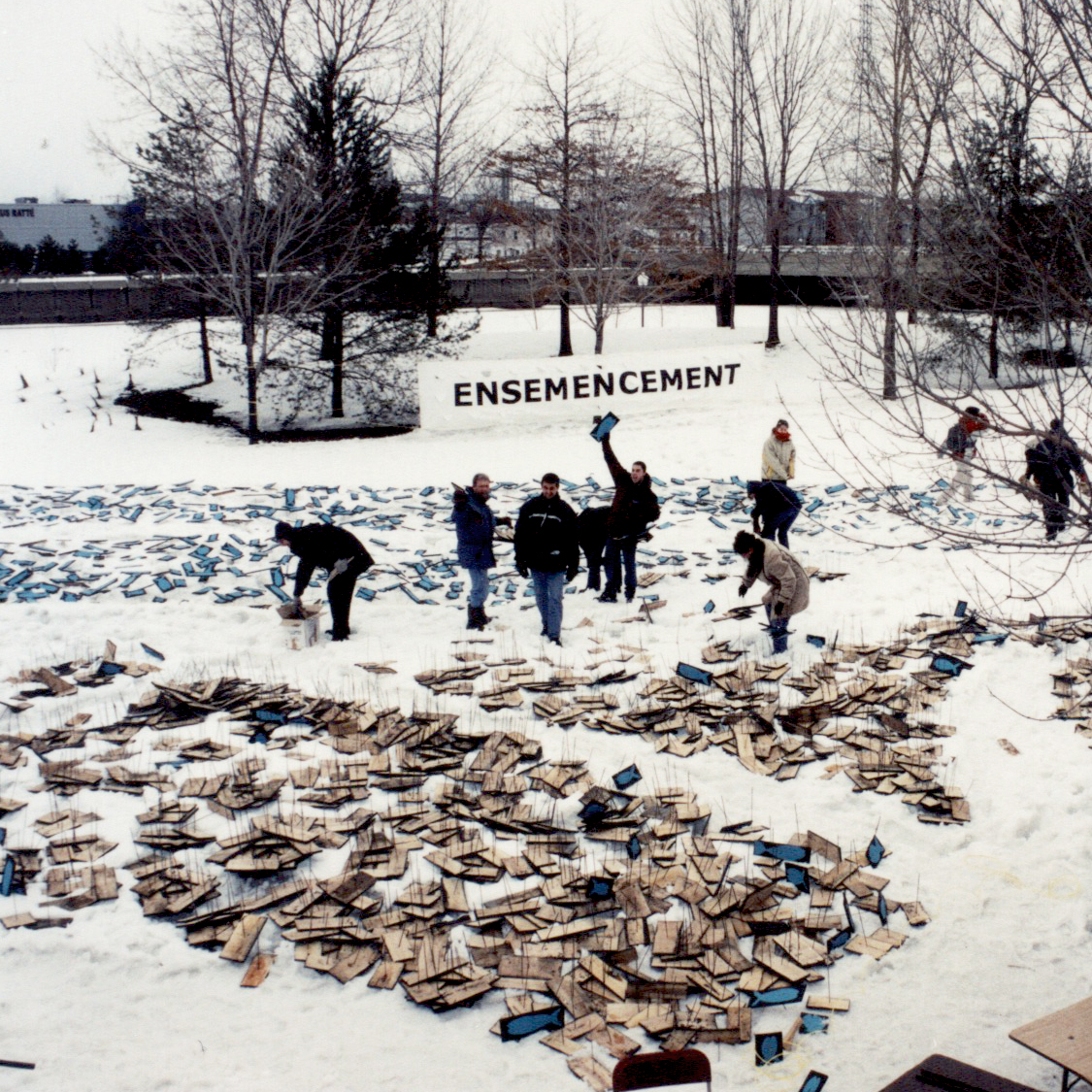
Installation des Tacons Bleus

Le 20 mars 2002, une vingtaine de jeunes du Saguenay—Lac-Saint-Jean et de Québec installent sur la neige des Tacons Bleus peints sur des plaquettes de bois d’environ 30 cm par 10 cm et tracent une immense flèche pointant la région Saguenay—Lac-Saint-Jean situé au nord-ouest de Ville de Québec.  Pour les participants, ensemencer 5 000 Tacons Bleus dans le parc de la Jeunesse de Québec, c’est signaler une perte de vitalité, conséquence de la migration des jeunes du Saguenay—Lac-Saint-Jean vers les centres urbains. La vision de cette frayère symbolique est soulignée comme suit par le sociologue de l’art Guy Sioui Durand  « L’ensemencement à Québec a symboliquement transformé, l’espace de vingt-quatre heures, la capitale en bassin versant du lac. ».

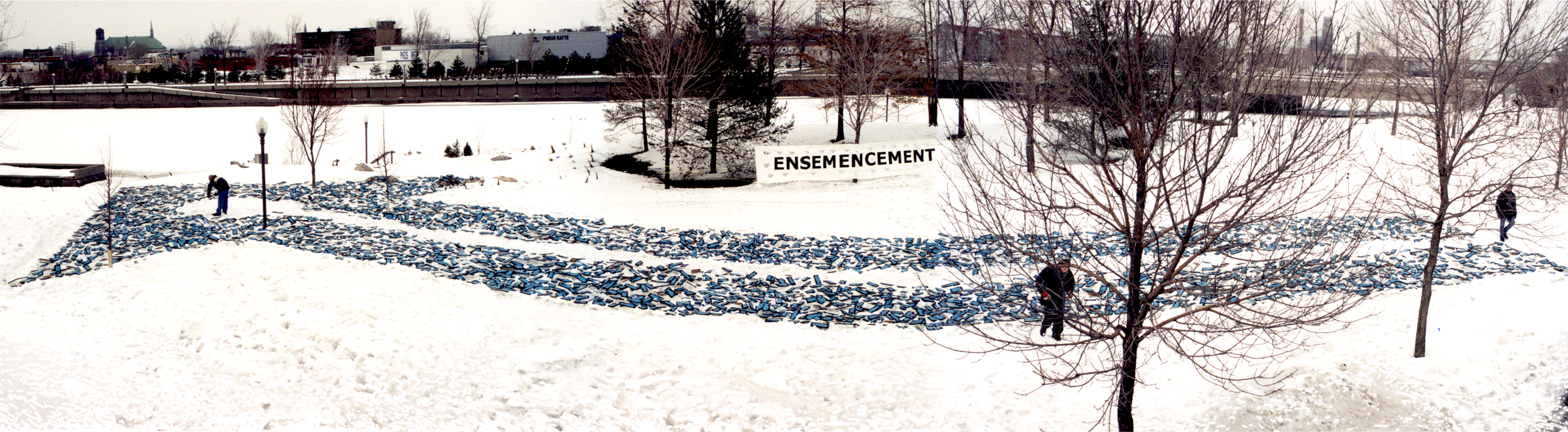

### Ensemencement 2

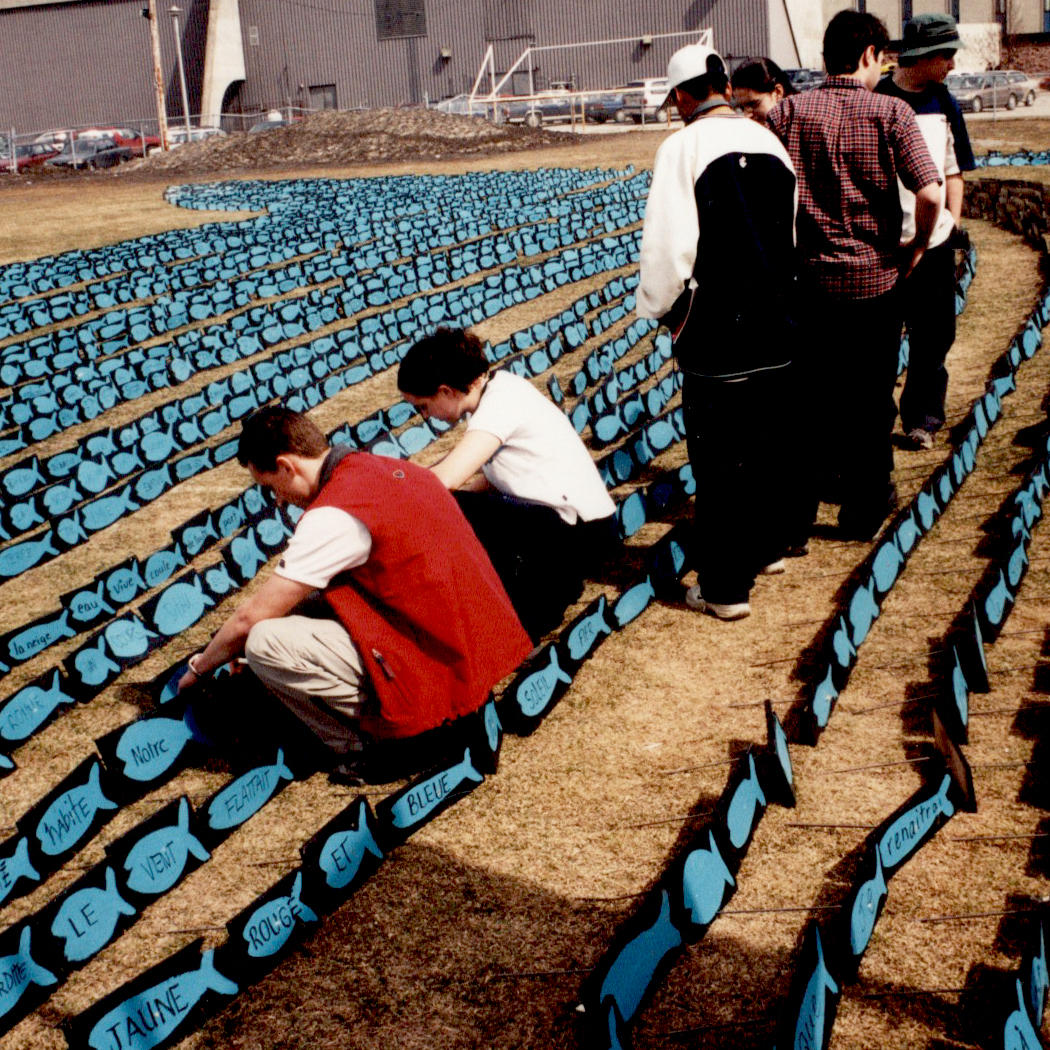
Participants écrivant un mot sur les Tacons Bleus.

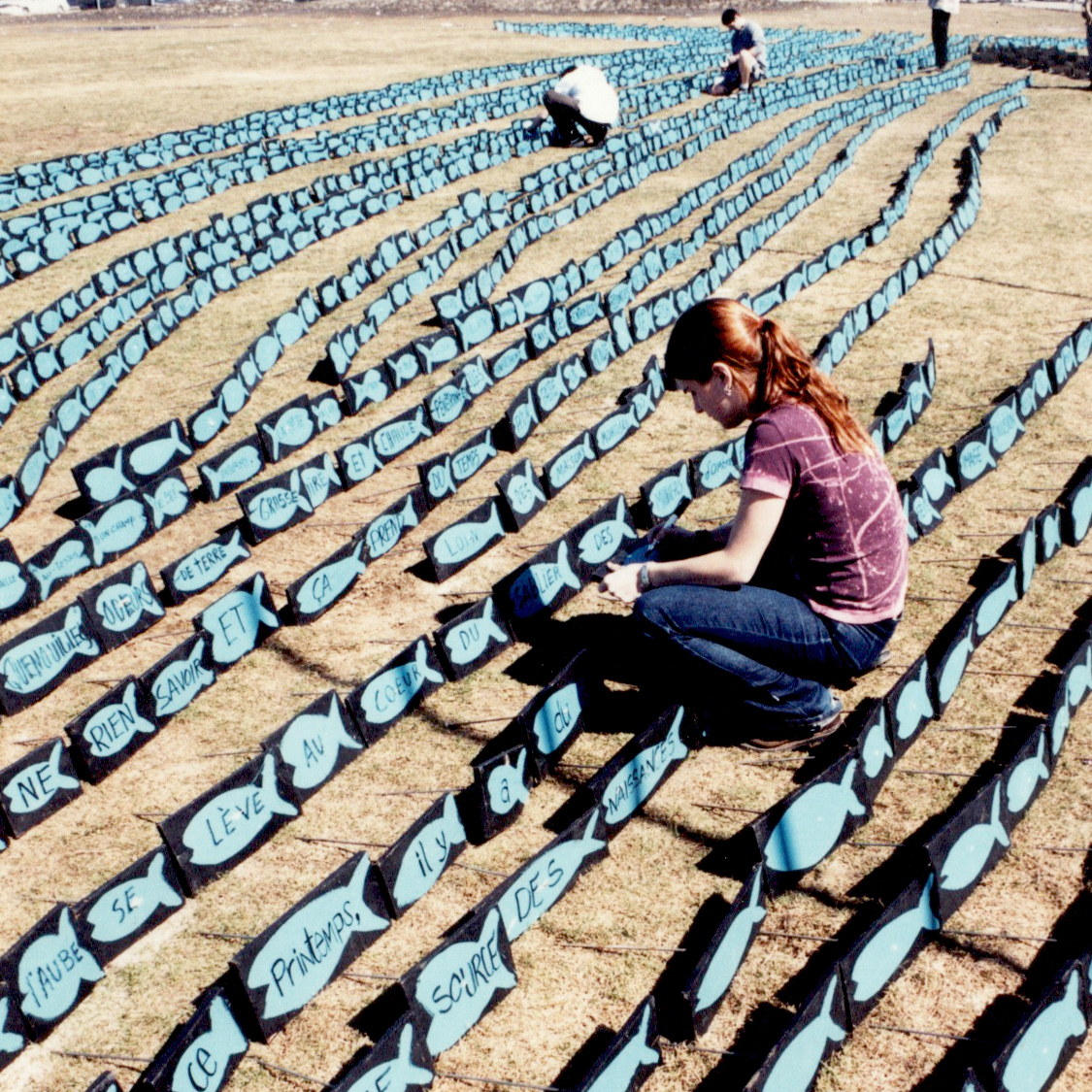
Les Tacons Bleus forment de longs corridors poétiques.

Les 5 000 Tacons Bleus sont de retour à Alma pour célébrer la vie et la jeunesse. Cette fois, les tacons emblématiques envahissent le terrain de football du Collège d’Alma pour prendre la forme d’une immense ouananiche. Cette œuvre exige pour sa réalisation une participation publique importante. Sous la thématique d’Empreinte-Poème, cette action performative consiste à écrire un poème collectif porteur d’avenir et de joie de vivre. Les jeunes des écoles environnantes collaborent à cette action artistique et ainsi contribuent à l’épanouissement culturel de leur région. Chaque tacon est porteur d’un mot. Ces mots forment des phrases. Ces phrases forment de longs corridors permettant aux passants de déambuler et de prendre connaissance des messages d’espoir,.

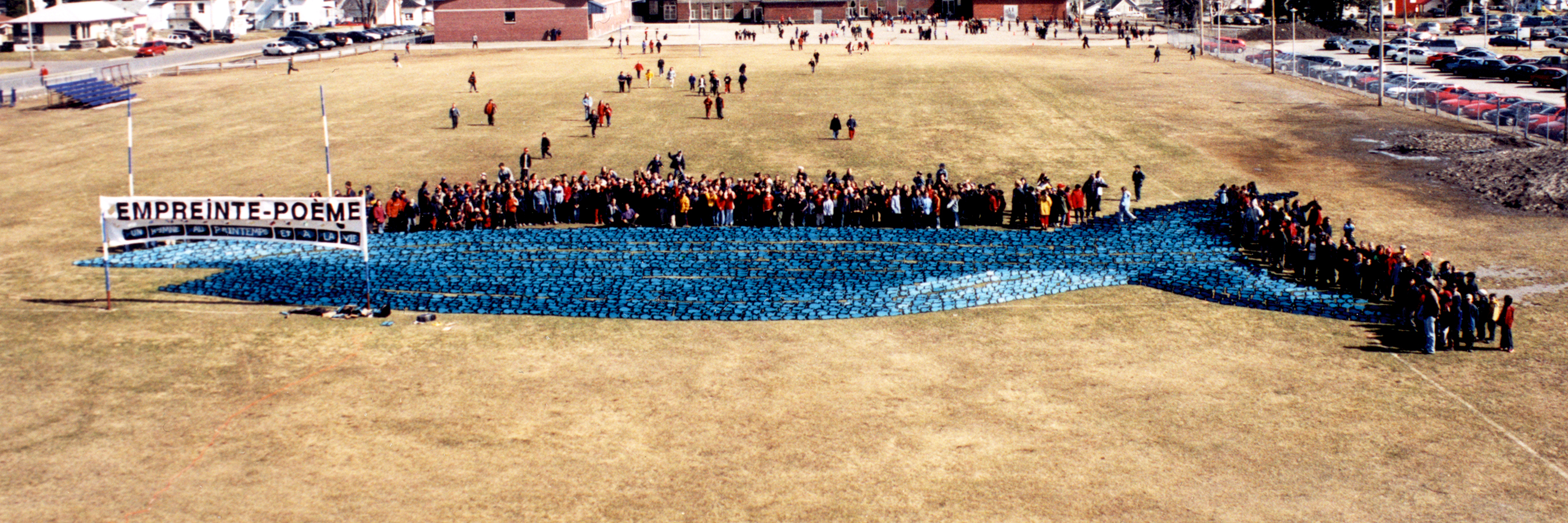

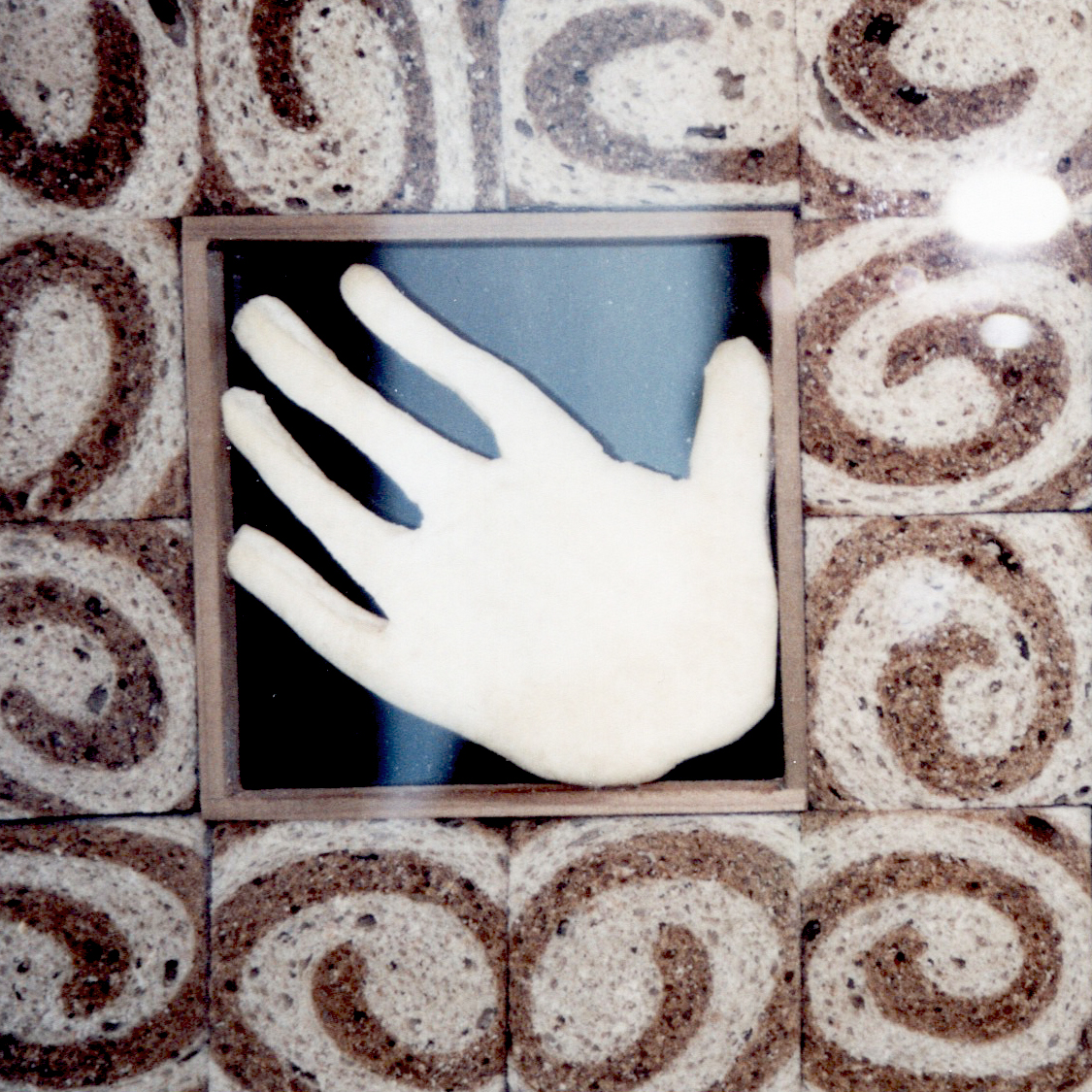
Œuvre de Pascal Bouchard

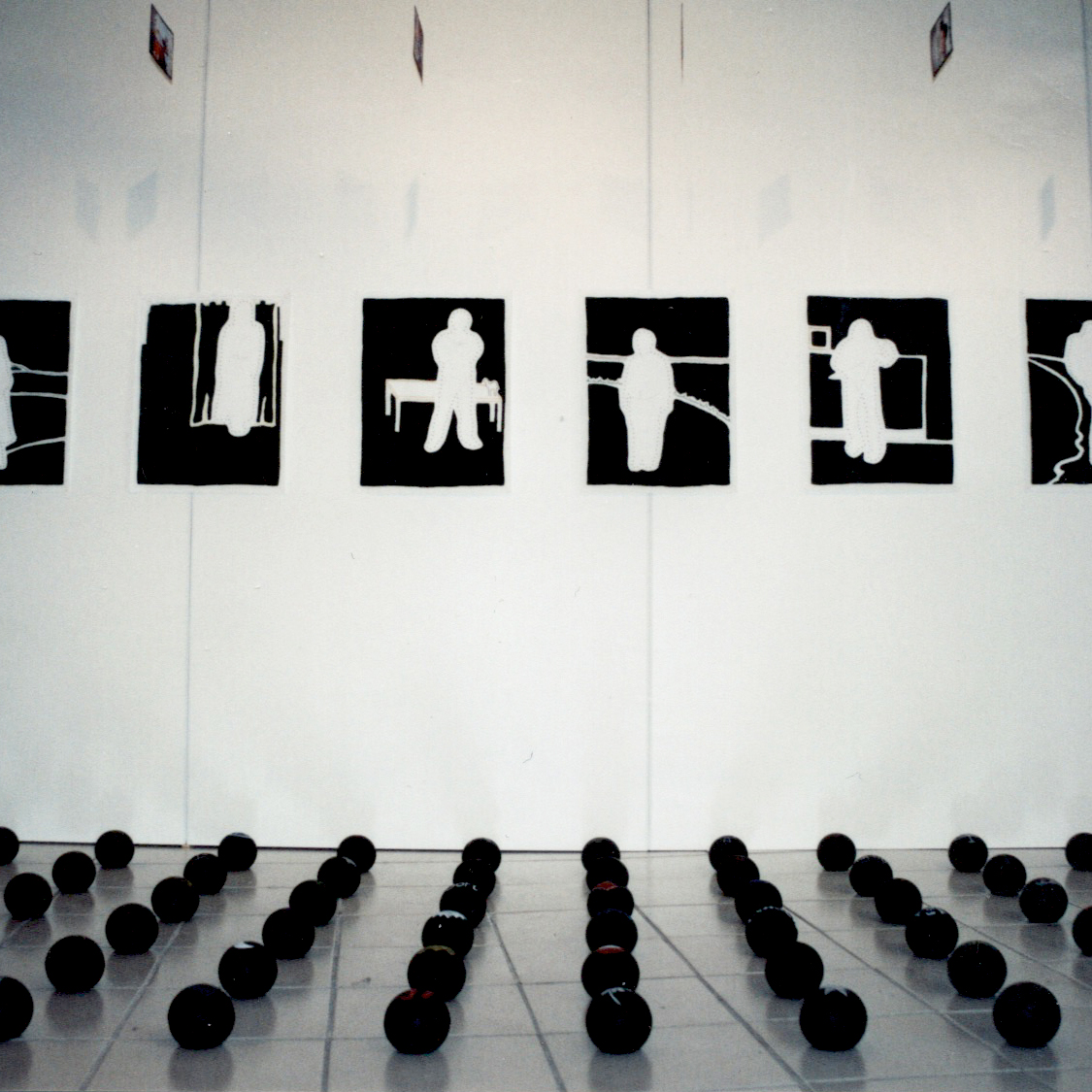
Œuvre de Geneviève Boucher

L’exposition Migration présentée à la galerie Le Lieu de Québec se transporte à Alma à la galerie RoZe, une galerie temporaire pour artistes sans-abris sous le thème de MAIgration. Pour ces jeunes artistes, cette exposition est l’occasion de porter un regard personnel sur le phénomène de migration des jeunes vers les grands centres urbains,. L’ouverture de la galerie RoZe dans un espace fortement achalandé au cœur du milieu des affaires de Ville d’Alma est intentionnel. Interaction Qui espère ainsi créer une synergie entre les artistes et la population en rendant accessibles des œuvres originales et actuelles. La précarité étant le lot de bien des jeunes, la galerie RoZe ferme ses portes à la fin de l’exposition soulignant ainsi les difficultés que rencontrent nos jeunes régionaux à s’établir de façon permanente dans leur région.

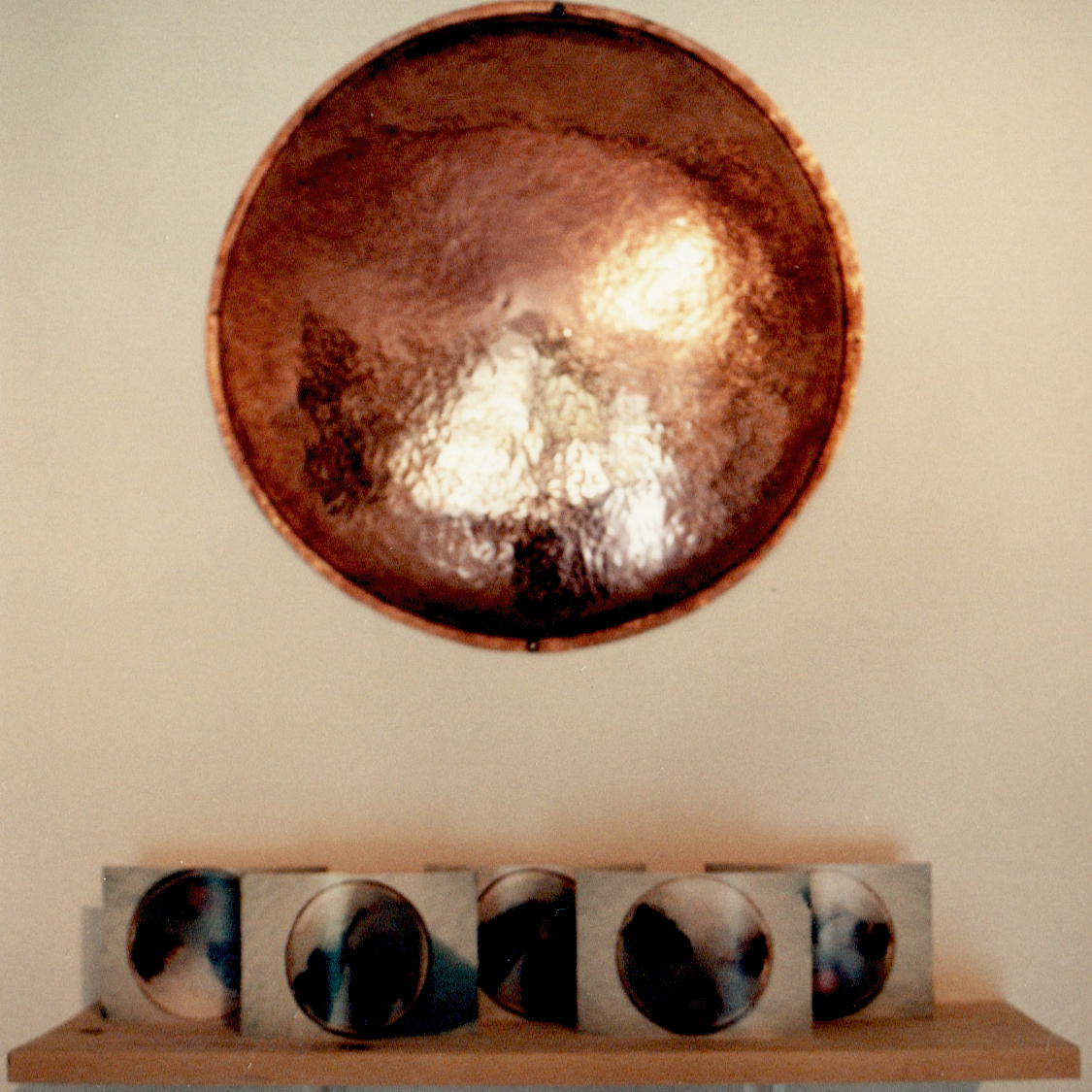
Œuvre de Bianka Robitaille
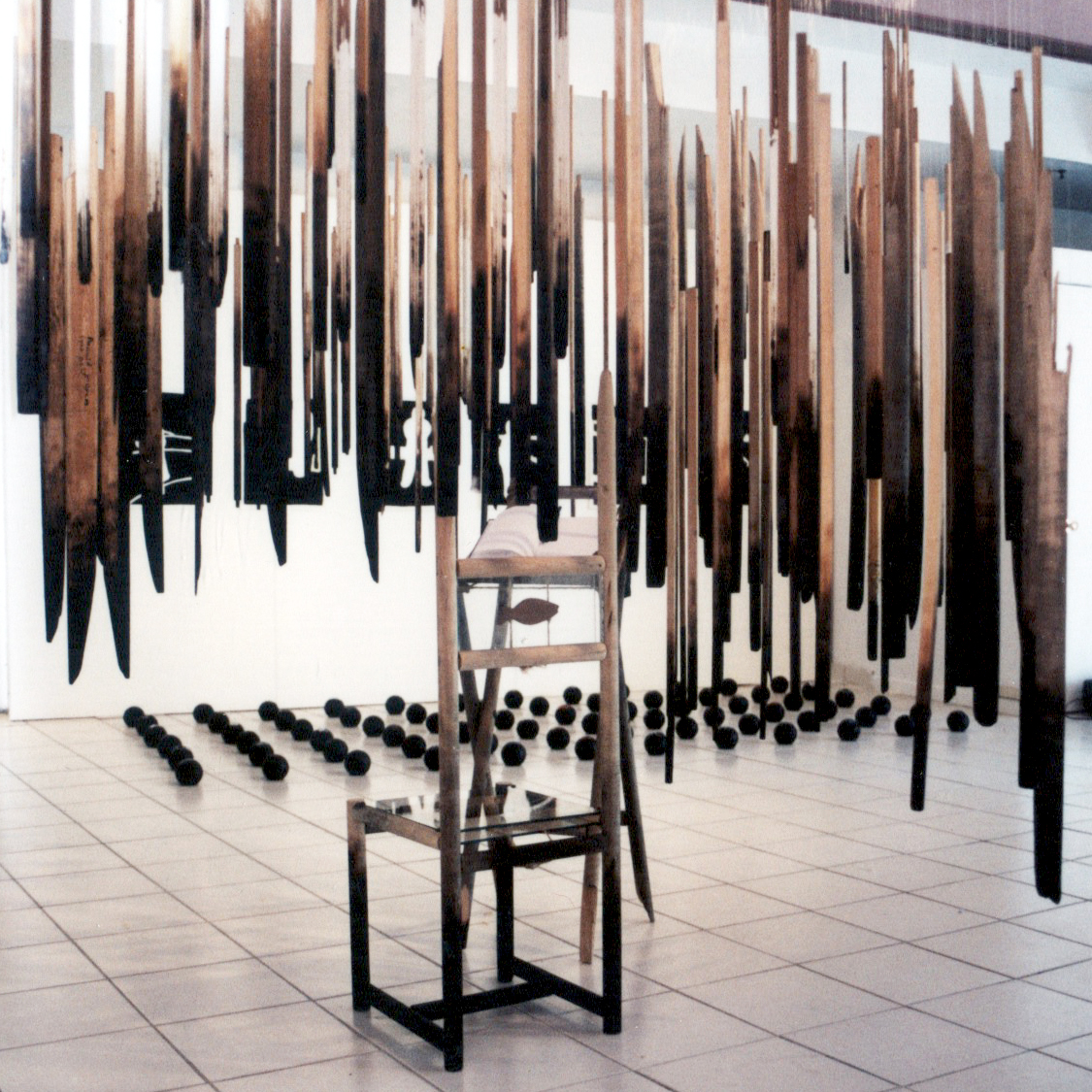
Œuvre de Daniel Fortin
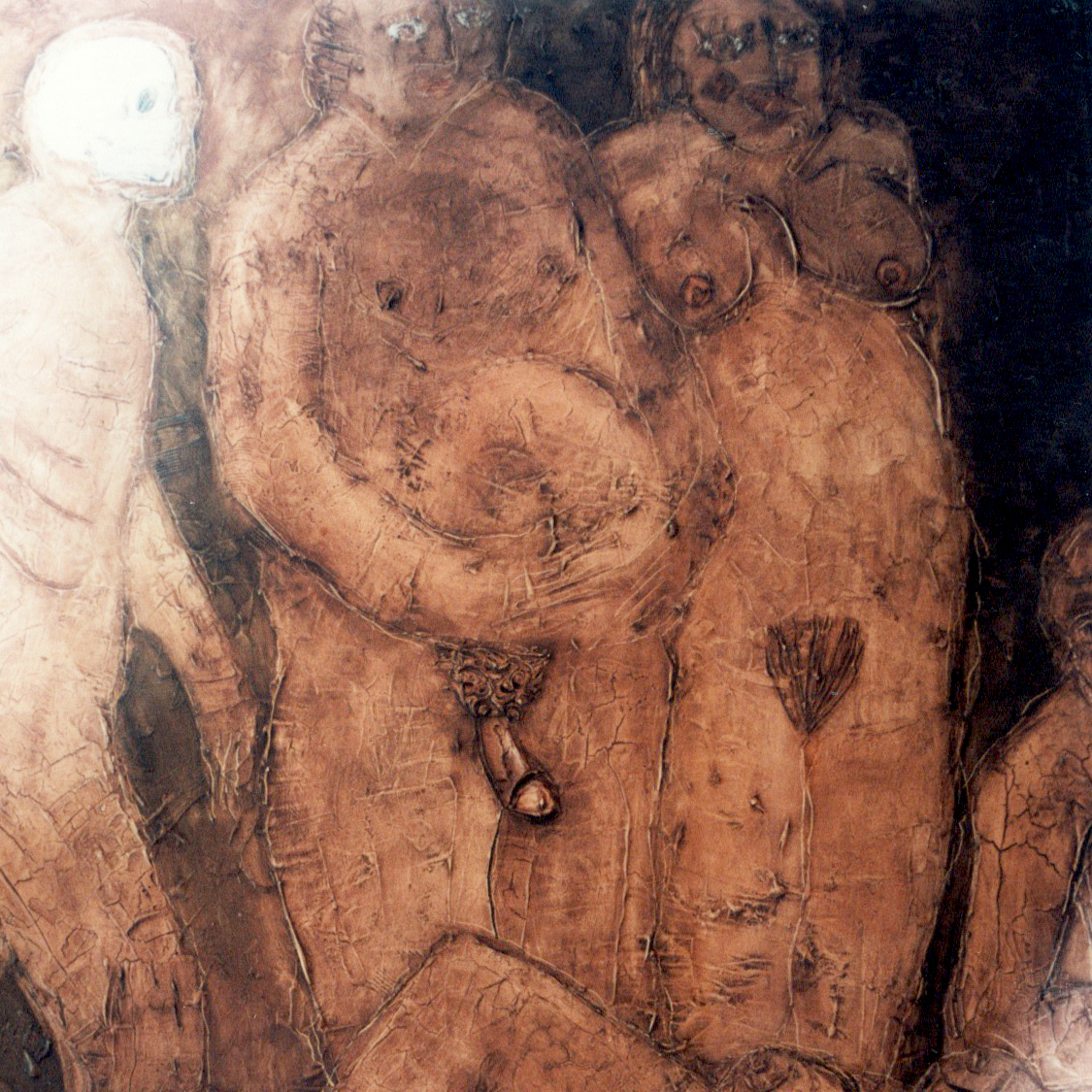
Œuvre de Jean-Denis Simard

### Ensemencement 3

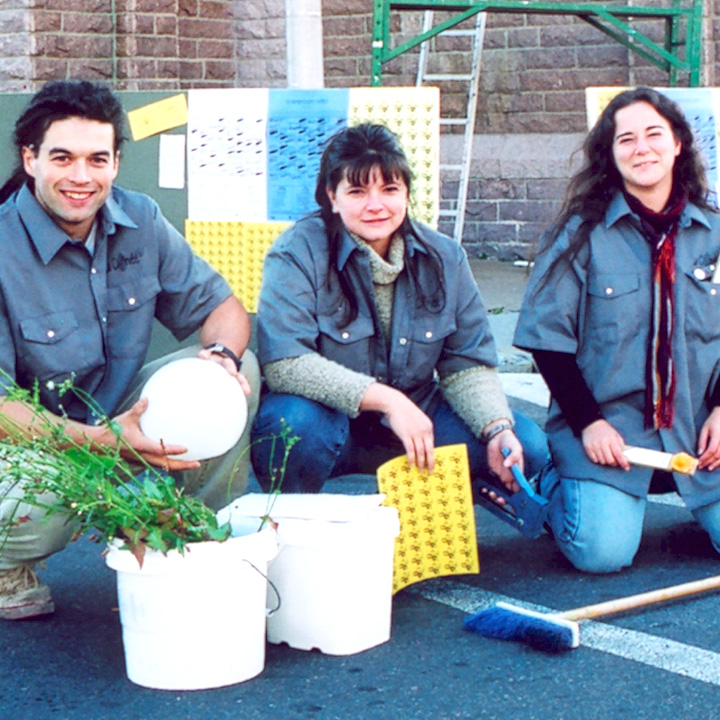
Le collectif d'artistes
La Corvée

Le troisième ensemencement convie les artistes et la communauté à une fête des idées et de revendications. L’action performative concerne le déploiement d’un simulacre d’appropriation d’un édifice patrimonial par le collectif d’artistes La Corvée avec la collaboration des citoyens. Cette activité est accompagnée par un forum de discussion sur la thématique Art et lieu d’appartenance réunissant la sociologue et professeure Andrée Fortin, le sociologue et théoricien de l’art Guy Sioui Durand et l’artiste et enseignant Alain Laroche. Le débat concerne la création et la réception d’œuvres d’art dans son milieu de vie, les échanges et les connivences entre la communauté immédiate et les artistes locaux et l’état de la dynamique culturelle de la région Saguenay—Lac-Saint-Jean.

#### Le Palais
Le projet Le frai permet la création du collectif d’artistes La Corvée composé de Geneviève Boucher, Bianka Robitaille et Pascal Bouchard. Rémy Laprise rejoint le groupe un an plus tard. L’action performative Le Palais consiste en une journée entière d’appropriation de l'édifice patrimonial Léo-Duguay. Il s’agit d’alerter les citoyens et le conseil municipal de Ville d'Alma sur le destin de l’ancien palais de justice, bâtiment désaffecté, qui ne doit plus être un lieu laissé pour compte et encore moins un espace sans vie et sans âme. La Corvée déclare « Le Palais se doit d'être une place publique où la communauté peut se retrouver. Un lieu incontournable de rencontre et d'échange; un territoire artistique où la création peut s'ouvrir à tous. Bref, un espace dynamique où l'identité culturelle d'une région prend toute sa signification. La Corvée désire voir naître un lieu qui serait constitué d'ateliers de création pour artistes de toutes disciplines ou pour d'autres groupes pouvant s'y affilier. Un emplacement où la mise en commun des outils et des connaissances ferait naître une dynamique de travail stimulante. ».

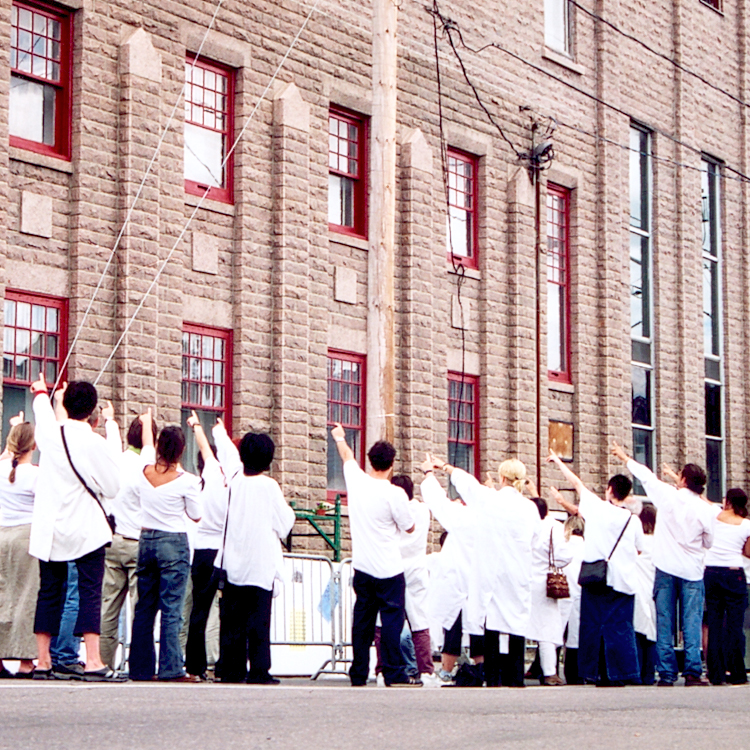
Groupe de citoyens devant l'édifice Léo-Duguay.
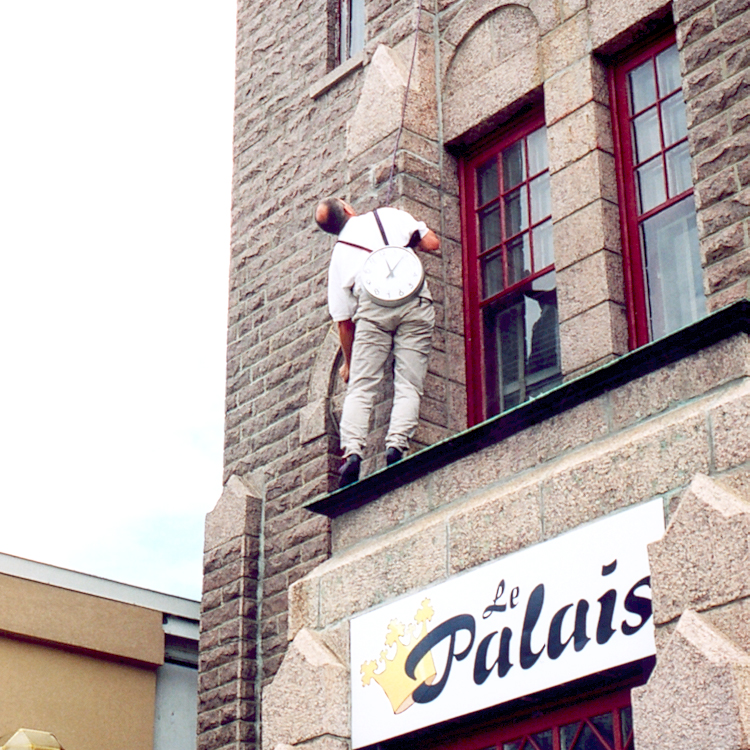
Performeur allant accrocher l'horloge.
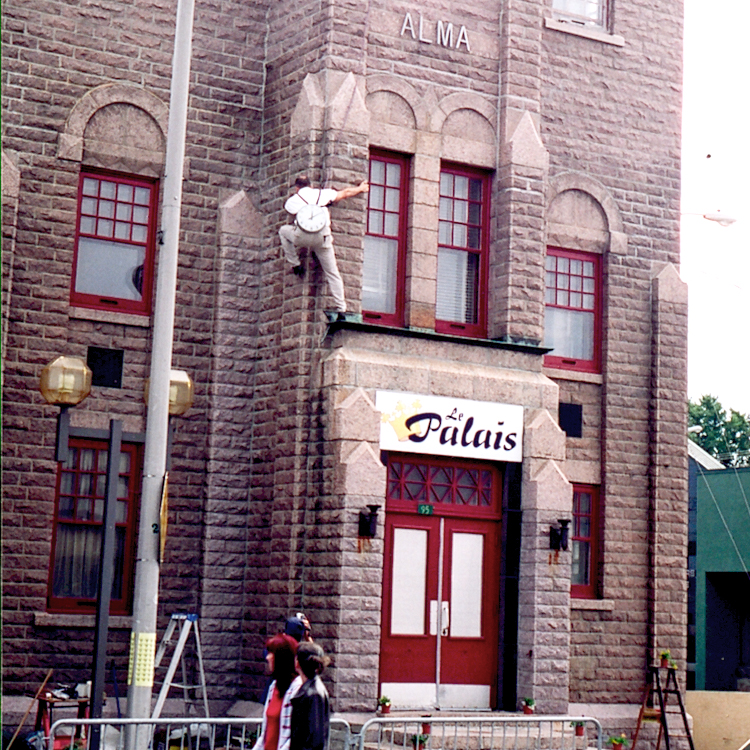
Performeur grimpant l'édifice patrimonial.
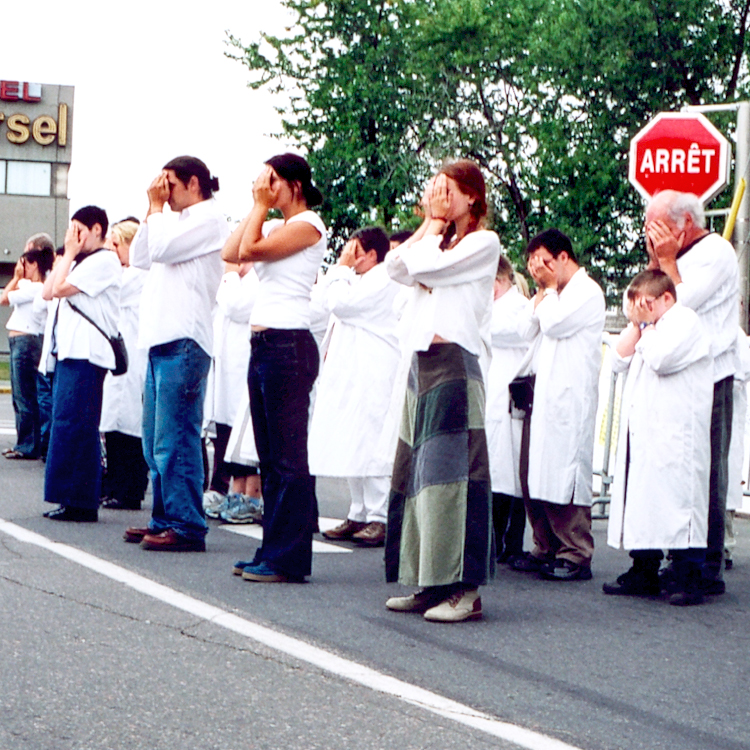
Groupe de citoyens participant à l'action performative.

#### Art et lieu d'appartenance

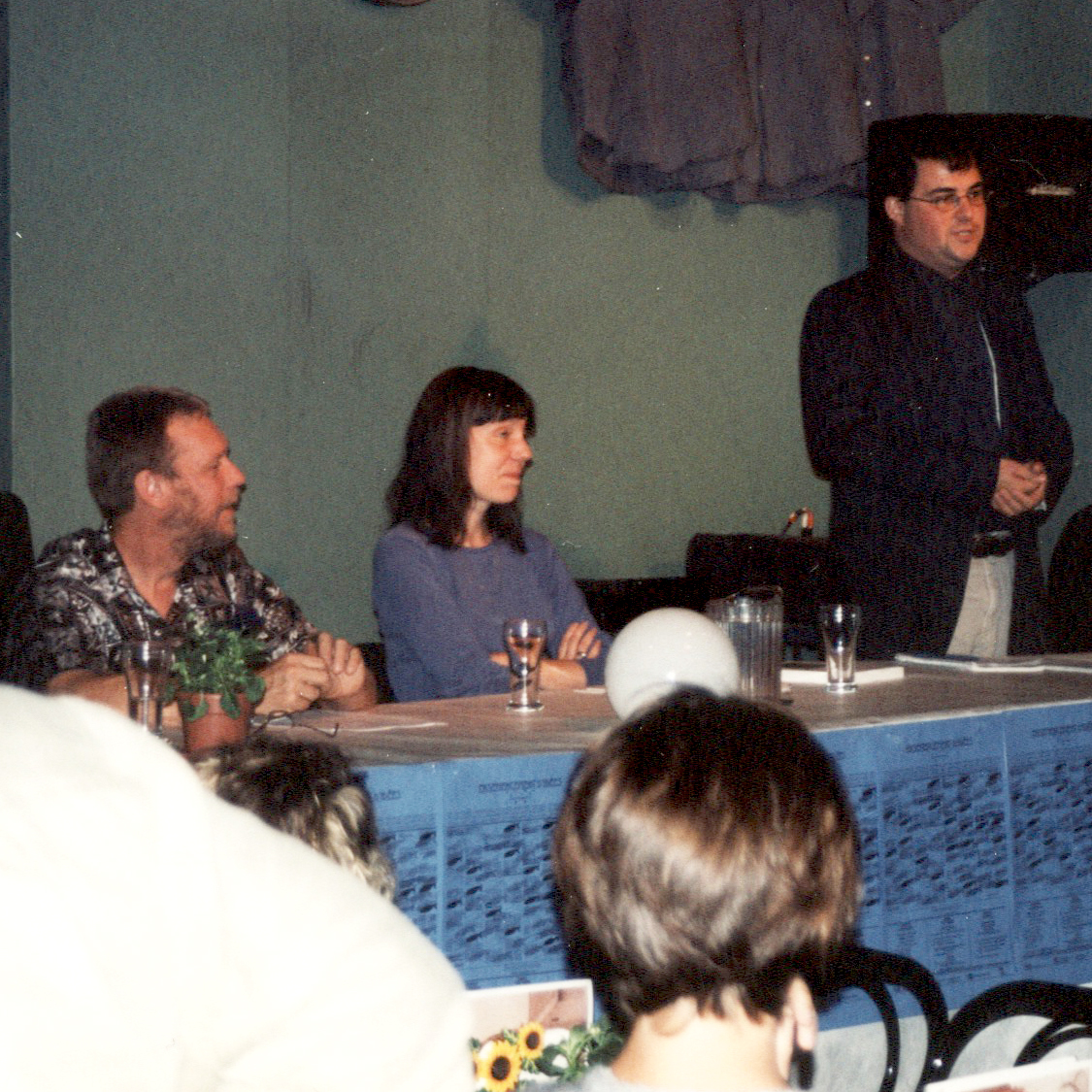
A. Laroche, A. Fortin,
F. Privé

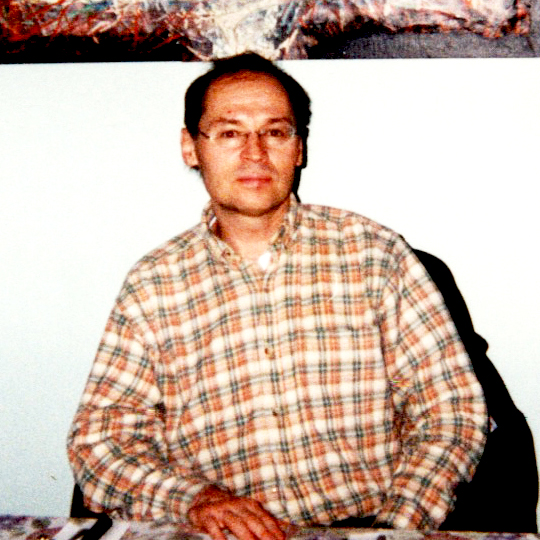
Guy Sioui Durand

La question de l’art et du lieu d’appartenance est abordée sous 3 angles par les panélistes. La sociologue Andrée Fortin interroge l’esprit des lieux, un espace qui renvoie au lieu géographique et à ses caractéristiques physiques, écologiques et sociales avec lequel un artiste, une œuvre, un événement, une communauté peut entrer en résonance. Comme elle l’affirme « De cet esprit des lieux peut naître une dynamique culturelle originale, une manifestation identitaire unique conduisant à un renforcement de l’espace culturel et même à sa transformation ». Pour le Huron-Wendat Guy Sioui-Durand, complice de multiples manifestations et de grands événements de l’art alternatif, il s’agit d’un parcours sinueux entre les signaux faibles émergents qui transforment le paysage culturel. Une vue globale de l’évolution des zones d’arts à travers la planète et un regard local sur les actions émancipatoires porteuses de changements. Quant à l’artiste et enseignant almatois Alain Laroche, il trace un parcours des 30 dernières années du territoire artistique du Saguenay—Lac-Saint-Jean à la fois comme acteur et observateur. Il met en lumière les nouvelles balises politiques qui ont modifié considérablement l’espace culturel régional. Quelle est la position des artistes jeannois dans cette redéfinition des enjeux socioartistiques? Où en est la professionnalisation de l’artiste jeannois? Y a-t-il à l’horizon un projet commun où les artistes et la communauté en symbiose participeraient à une grande fête de l’âme et de l’esprit jeannois?

### Ensemencement 4
Vol de ouananiche est le dernier ensemencement réalisé par le duo d’artistes Interaction Qui et le collectif d’artistes La Corvée. Il s’agit d’une action performative qui accompagne un ensemencement réel de tacons dans la Rivière aux saumons près de la municipalité de La Doré. Vol de ouananiche participe ainsi symboliquement à la réhabilitation de l'emblème animalier dans son milieu de vie,. Les agents du ministère des Forêts, de la Faune et des Parcs du Québec procèdent à l’ensemencement de 4 000 tacons afin de revitaliser la ouananiche dans le lac Saint-Jean. Les dernières recherches des biologistes sur la disparition de la ouananiche ont apporté un éclairage nouveau. Les biologistes ont constaté que la population d'éperlans, la principale source de nourriture de la ouananiche, avait diminué de façon spectaculaire. Il y a maintenant 200 fois moins d'éperlans dans le lac qu'il y a six ans (2003). La ouananiche meurt de faim ! Des solutions sont apportées par la mise en place de frayères d’éperlans.

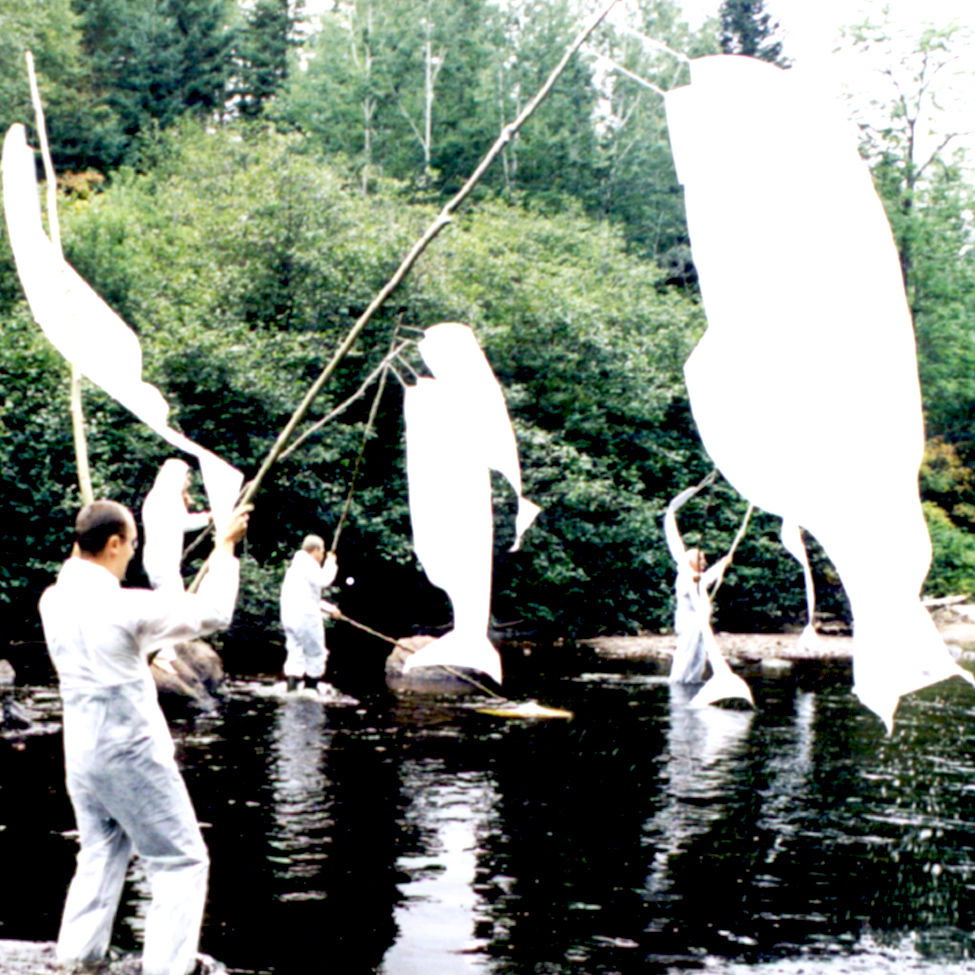
Les artistes font danser leurs ouananiches.
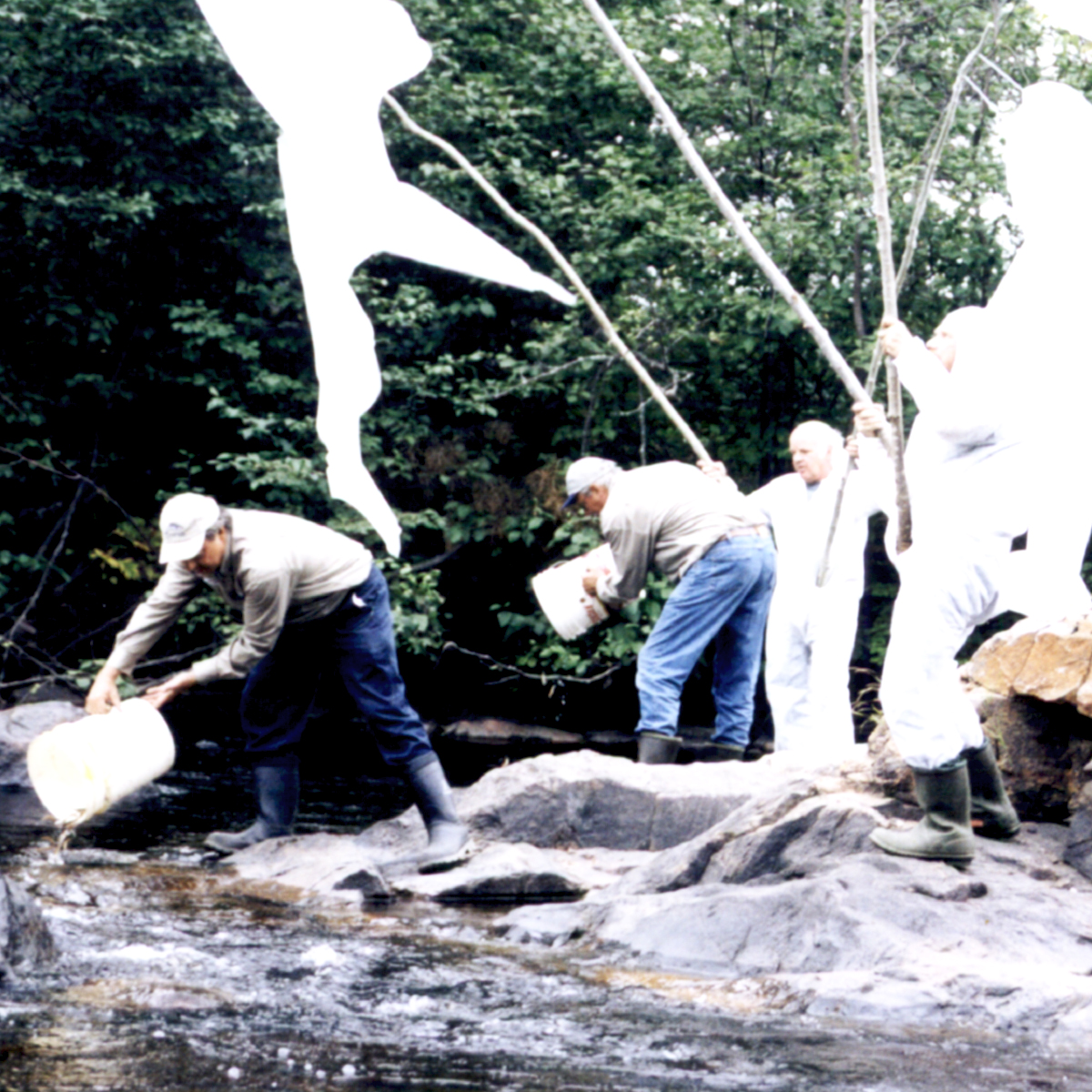
Ensemencement réel de 4000 Tacons.
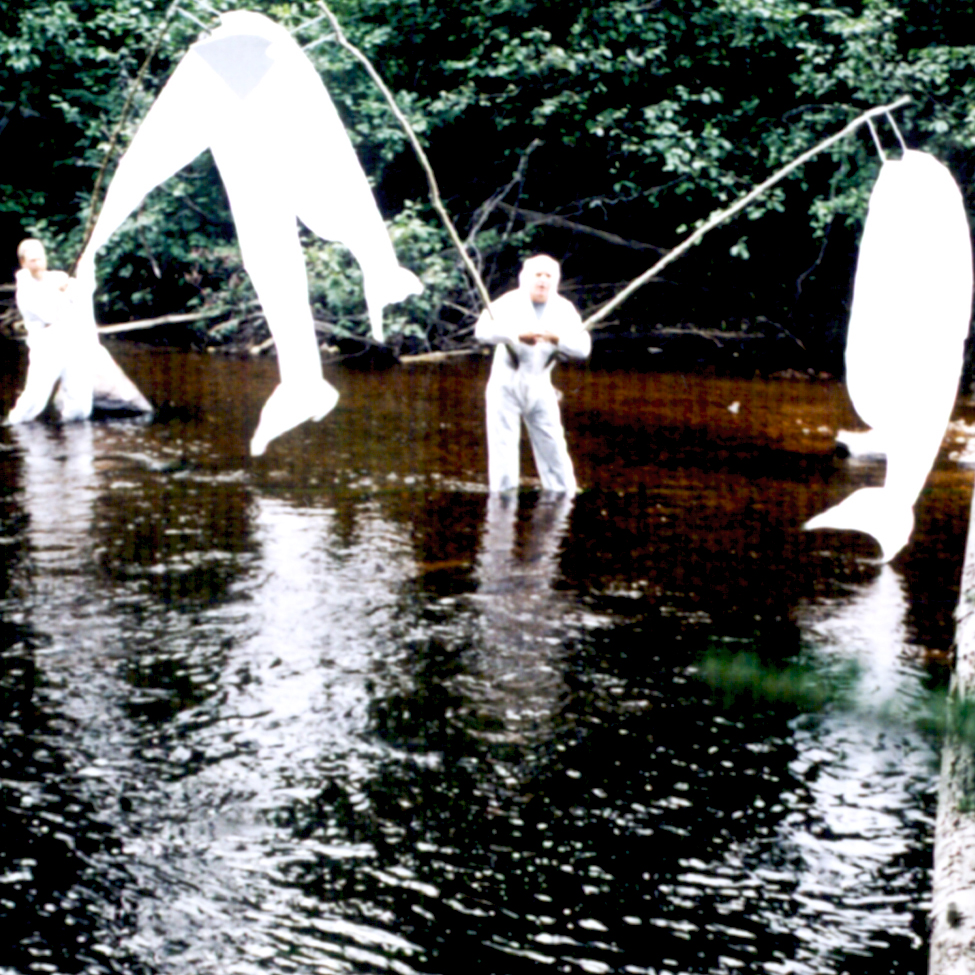
Les ouananiches en vol.
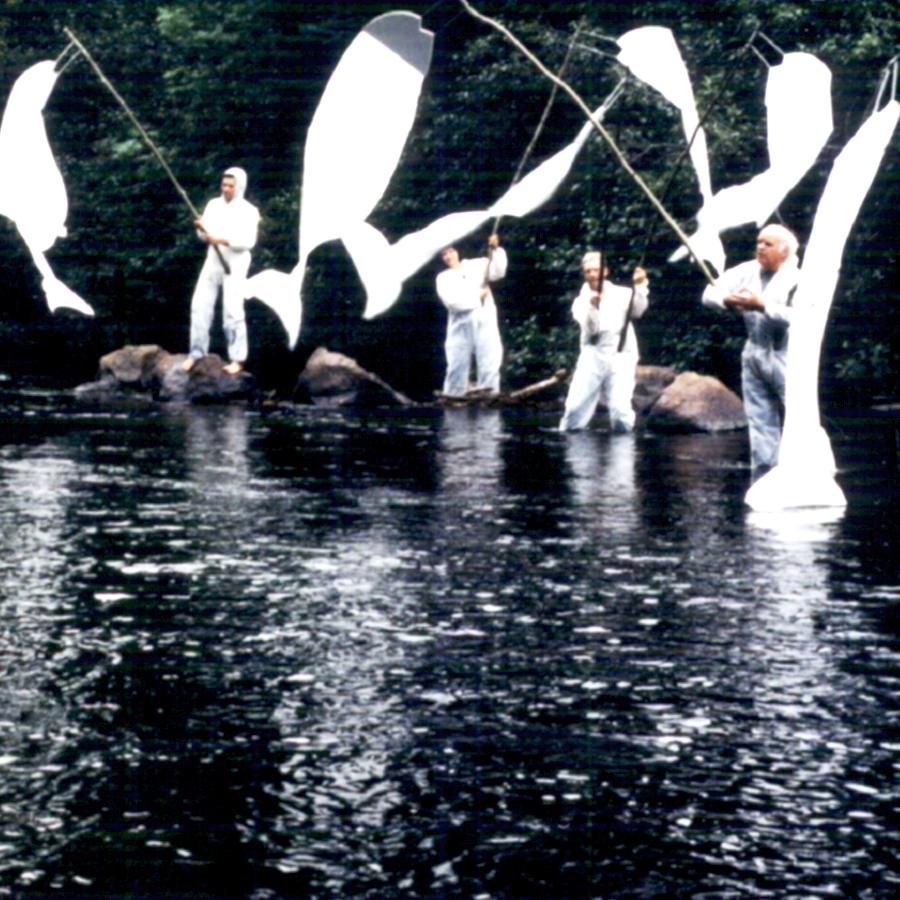
Vol de ouananiche sur la rivière aux saumons.

## L'arbre, ce livre

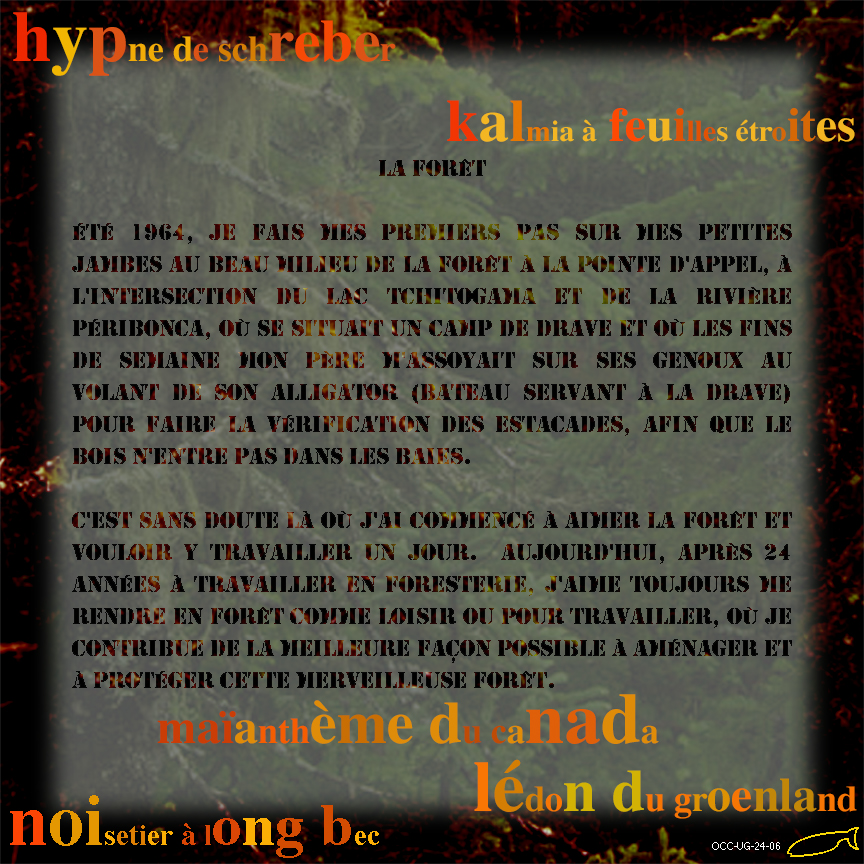
Bannières accrochées

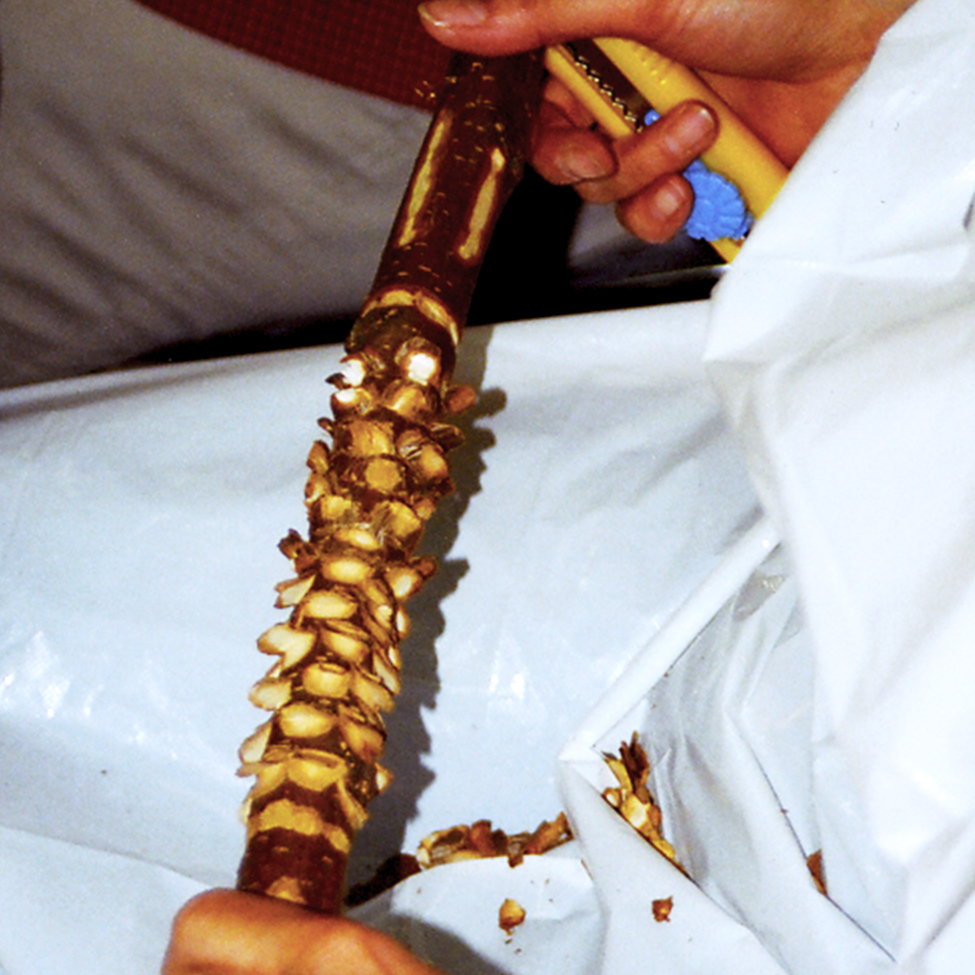
Bâton de parole

Mai 2005, la direction régionale Forêt Québec du Saguenay— Lac-Saint-Jean sollicite Interaction Qui pour une intervention artistique de transmission de la culture forestière. 149 employés sont impliqués dans la démarche. L’objectif pour l’organisation est de faire connaître le travail accompli dans la valorisation de la forêt boréale tant chez ses employés que le grand public. L’action performative proposée par les artistes s’articule autour de 3 idées maîtresses : un texte de réflexion sur la forêt écrit par chacun des employés, la sculpture d’un bâton de parole et un échange entre les employés sur leur motivation à devenir un travailleur de la forêt. L’ensemble des activités conduit à la réalisation d’un arbre symbolique, fédérateur, un arbre à palabres constitué des textes imprimés sur des bannières qui sont suspendues à chacun des bâtons de parole. L’arbre, ce livre est le résultat d’une mise en commun d’expériences vécues en forêt autant dans l’émotion que dans le savoir-faire de tous les participants.

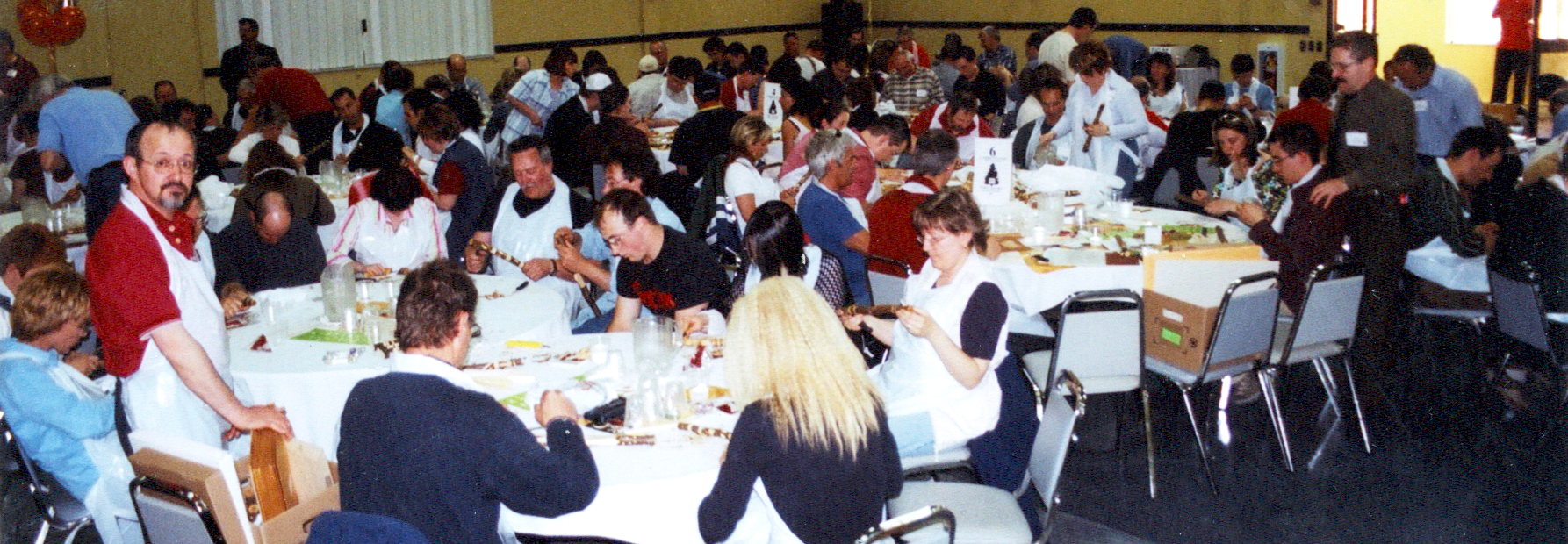
Atelier de réalisation des bâtons de parole

Le Ministère des Ressources Naturelles et de la Faune du Québec (MRNF) sollicite Interaction Qui pour la réalisation d'une action performative accompagnant la présentation de leurs projets dans le cadre de la septième édition du Carrefour de la recherche forestière présentée à Québec en 2007. Une réplique de L’arbre, ce livre est présentée ainsi qu’une activité appelée L’arbre est dans ses (ces) feuilles.

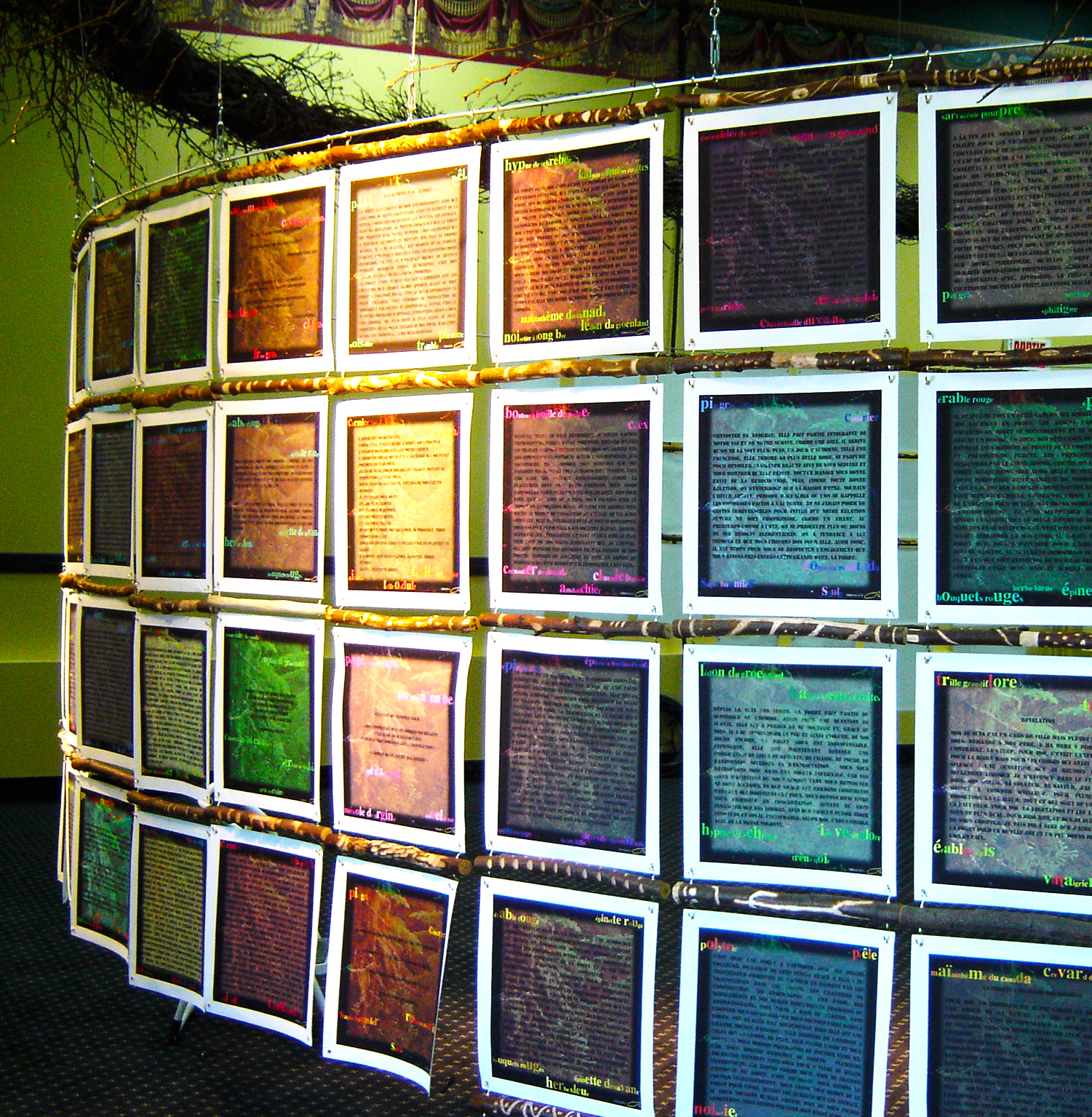
Détails de l'œuvre L'Arbre, ce livre.
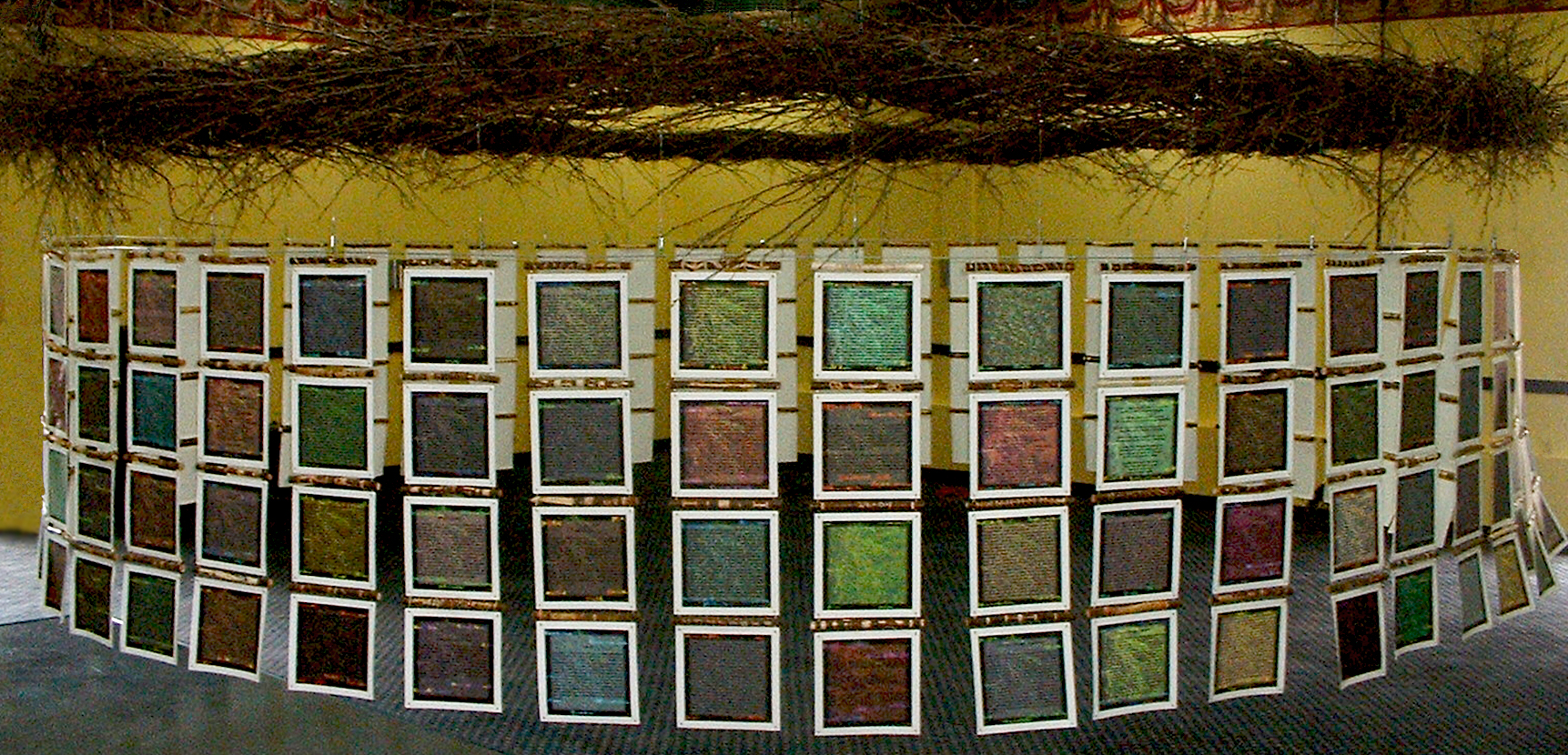
Vue d'ensemble de L'Arbre, ce livre.
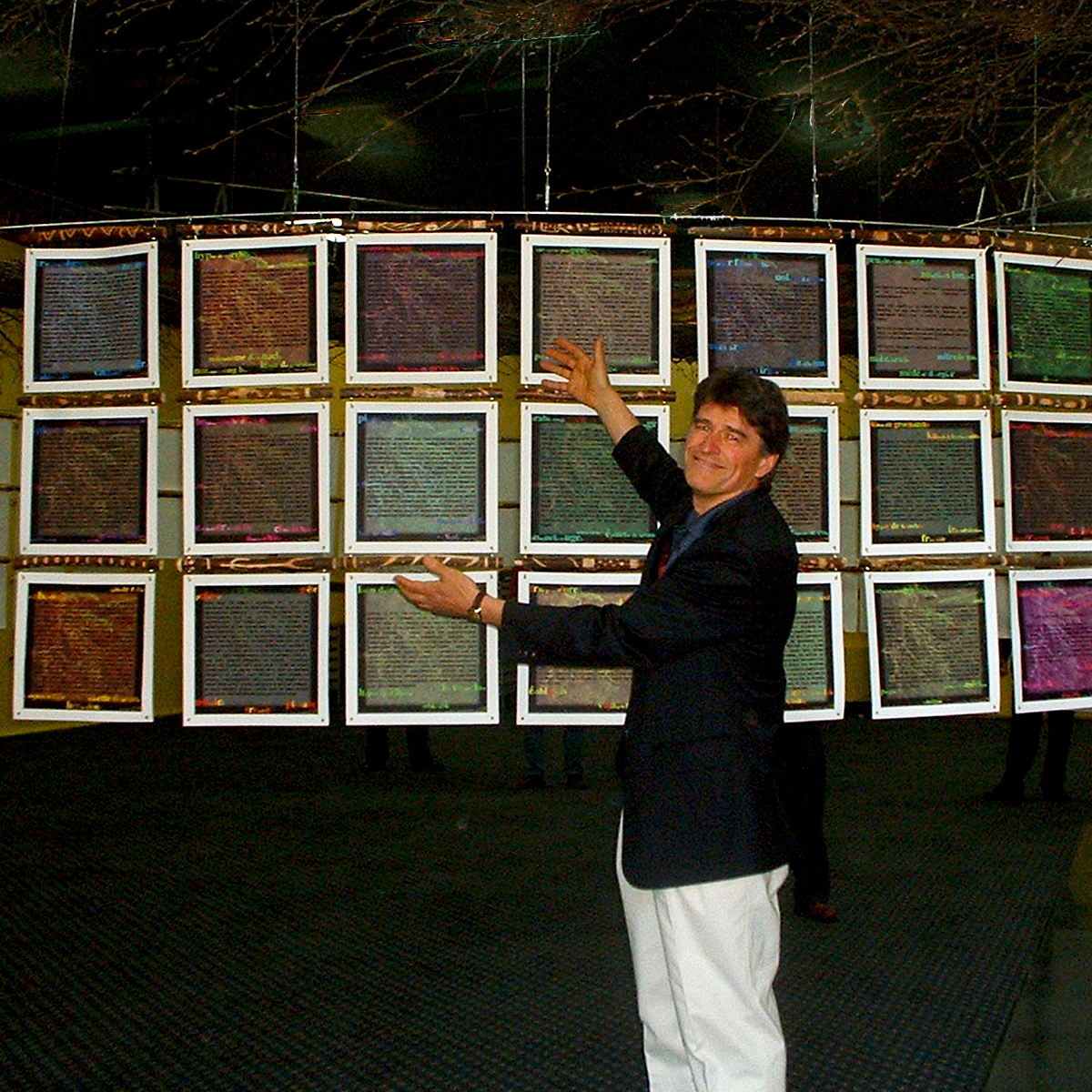
Présentation des bannières par le Directeur général.

## L'Ile à l'envers

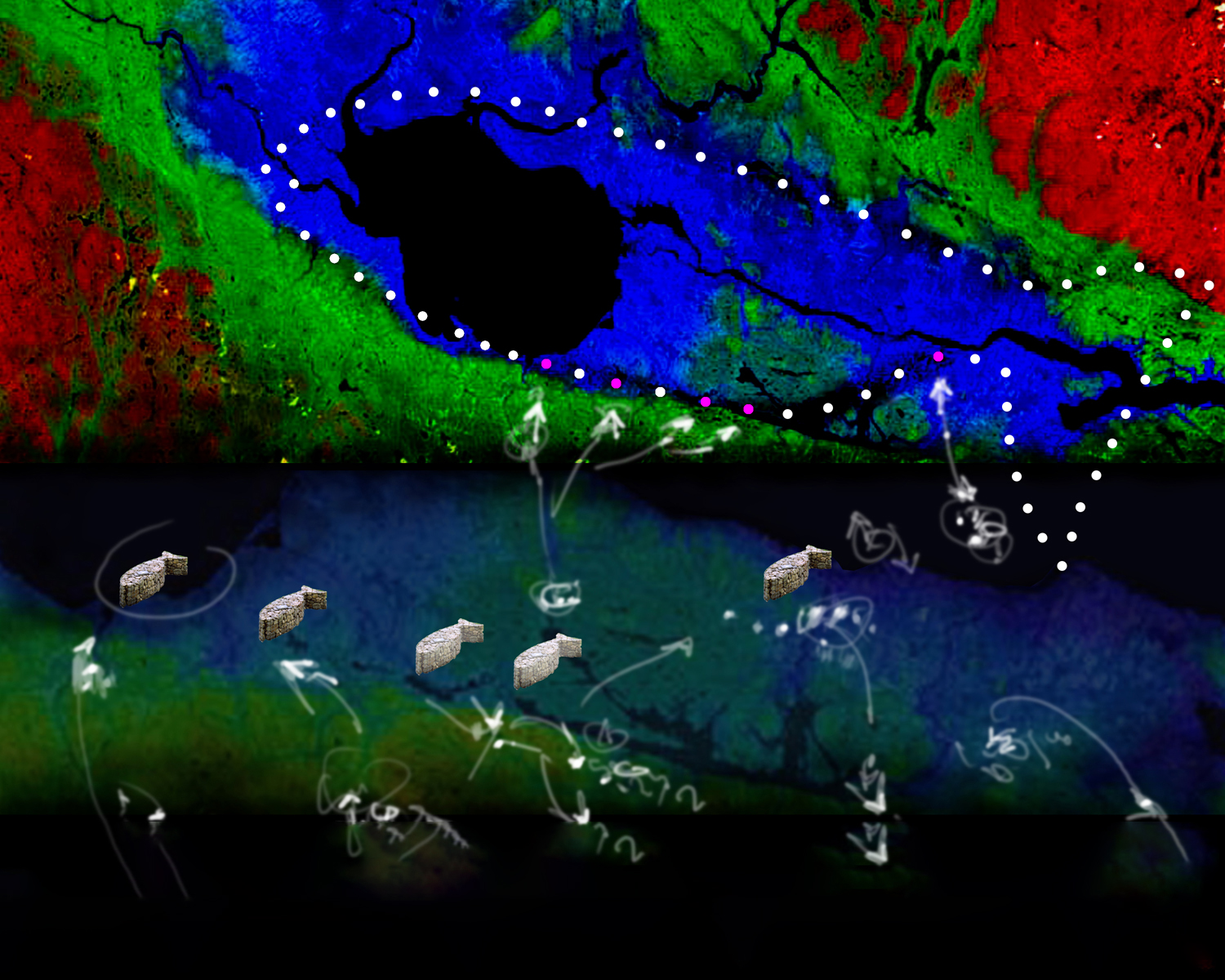
Carte synthèse

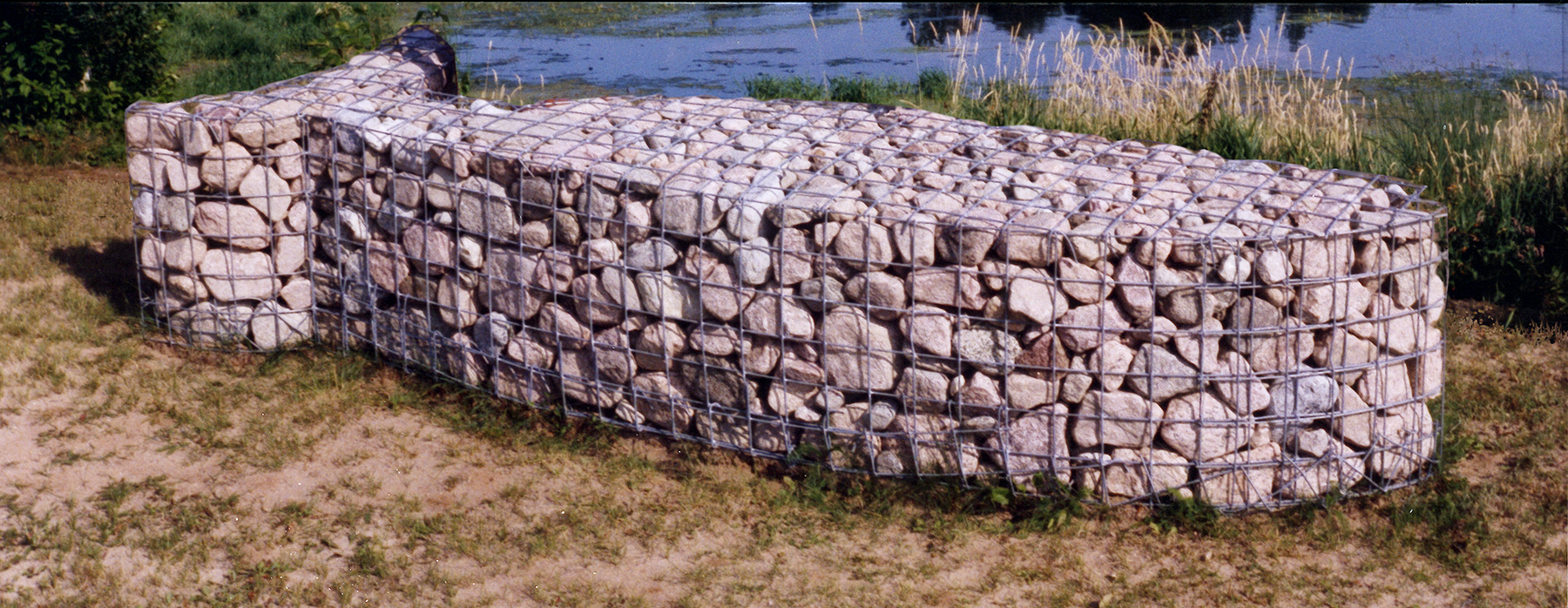
Tacon Site

Dans le cadre du Festival TraficArt présenté par le Centre d’artistes Séquence (Chicoutimi, Québec, Canada) Interaction Qui propose l’Île à l’envers, une œuvre synthèse évoquant les 5 Tacons Sites fondateurs implantés sur le territoire Saguenay—Lac-Saint-Jean en 2005. La troisième édition du Festival Trafic’Art s’engage sous les thématiques du portage, de la traversée et du voyage. C’est sur la route d’eau ancestrale empruntée par les autochtones et les premiers colons du Lac-Saint-Jean que sont construits les 5 Tacons Sites affirmant le caractère unique de la communauté et du territoire jeannois. Ces Tacons Sites sont les premiers implantés sur ce qui deviendra la Grande Marche des Tacons Sites. Il s’agit du Tacon Site du Mythe (Pierres Brûlées), le Tacon Site des Semences (Pierres Ensemencées), le Tacon Site de la Francophonie (Pierres Lettrées), le Tacon Site des Routes d’Eau (Pierres Portées) et le Tacon Site du Génome Humain (Pierres Codées). Le collectif d’artistes décrit cette région ainsi : « Le territoire jeannois est une île à l’envers.  C’est-à-dire, une eau entourée de terre. Le jeannois est un insulaire, son territoire est bouclé et son regard porte vers l’intérieur.   Il est une pierre qui a subi l’épreuve du feu sacré. Il est une pierre enracinée dans sa terre mère. Il est une pierre qui parle une langue des peuples francophones.  Il est une pierre qui est portée sur les routes d’eau.  Il est une pierre marquée d’un patrimoine codée ».

## Tête roulée

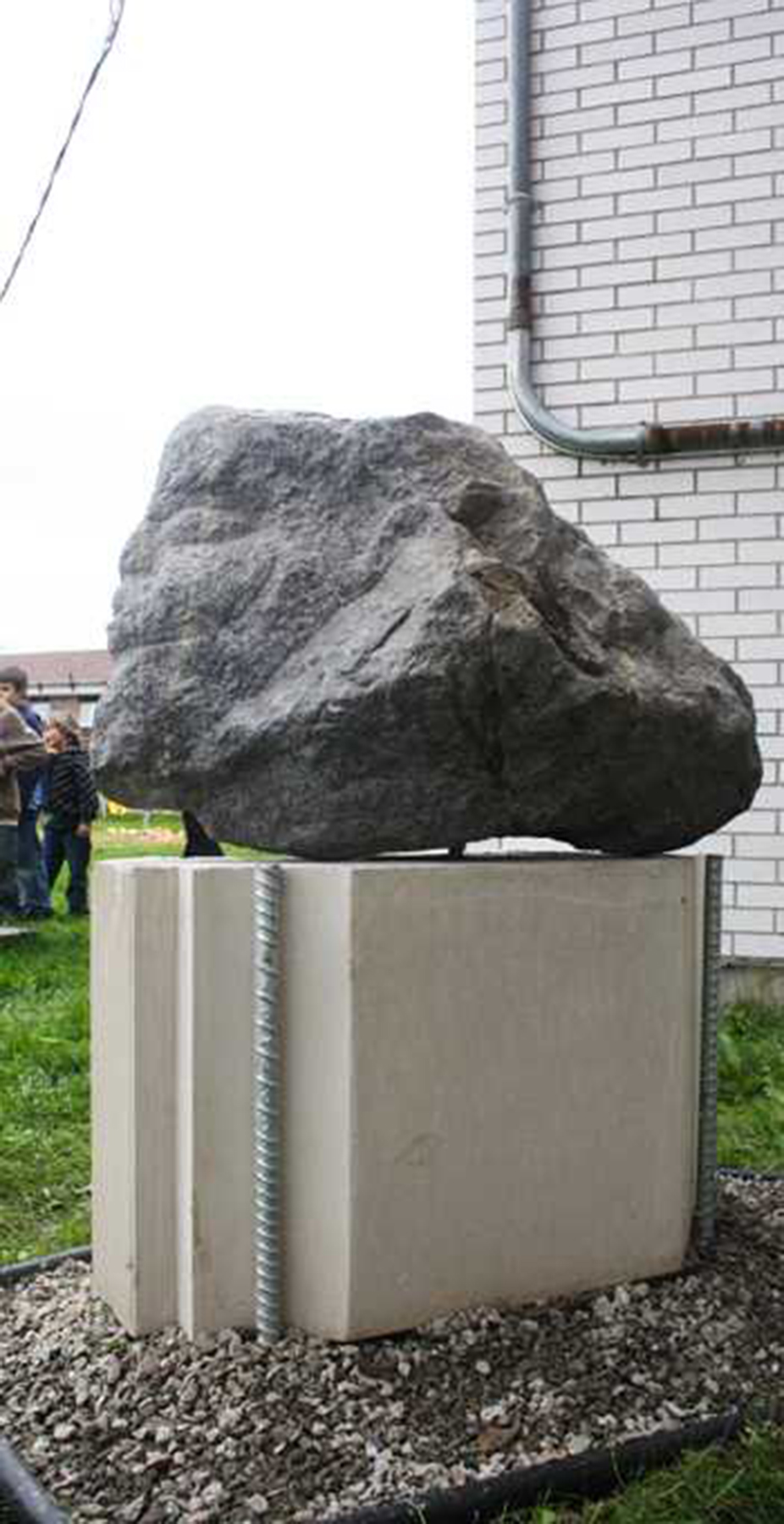
Pierre trouvée et sculptée

Dans le cadre des Journées de la culture, les membres fondateurs d’IQ l’Atelier soit : Interaction Qui et La Corvée, en collaboration avec leurs amis(es) artistes, ont célébré la culture jeannoise au Centre de création /production artistique Fredeau-Duchesne.
Le collectif d’artistes Interaction Qui a réalisé une action performative pour marquer cette journée. En voici le récit :
« Devant l'entrée de Place Fredeau-Duchesne, se trouve une pierre sans histoire. Du moins, jusqu'au moment où, par hasard, nous découvrons qu'elle est sculptée. L'ébauche d'une tête s'y profile. Voici le récit de cette tête de pierre sans histoire qui est roulée le 27 septembre 2008 sur son socle lors d'une action performative. C'est par un effort collectif, que lentement ce caillou est déplacé prenant dans chacun des gestes posés par les participants, sens et signification. Pour accomplir la manœuvre, il faut que cette tête tourne, bascule et culbute sous la pression. Chacun contribuant par force et endurance mais aussi avec prudence et calculs intuitifs pour que la pierre trouve sa juste place. Fouiller les crevasses du caillou afin d'avoir une bonne prise, pousser tout en contenant l'effort, avancer lentement, accroupi, muscles tendus, retenant son souffle afin d'exercer le maximum de poussés. Quelques fois, tendre l'oreille comme pour écouter les voix qui l'habitent et reprendre son souffle puis en duo et même en trio, en coordonnant l'action, soulever une fois de plus le morceau. L'objectif est presque atteint, encore quelques mètres et la tête est au sommet. Avec précision, nous l'avons déposée sur le socle de béton, lentement nous l'avons approchée de la cible puis voilà, elle s'est empalée sur la tige qui dès lors la maintiendra en place. La tête roulée, bien posée sur son lit, porte son regard vers toutes ces personnes qui lui ont redonné sa dignité. »

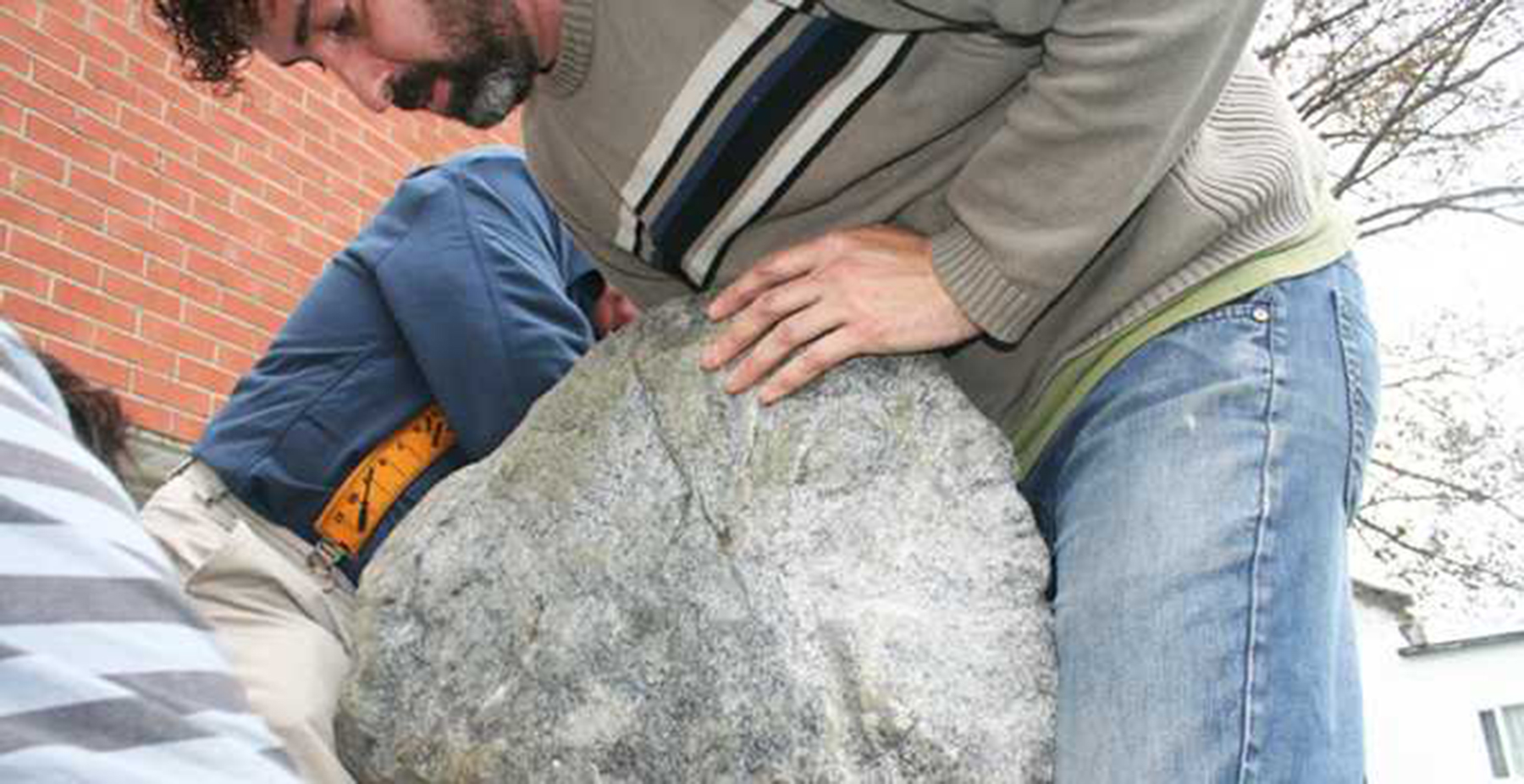
Pierre poussée
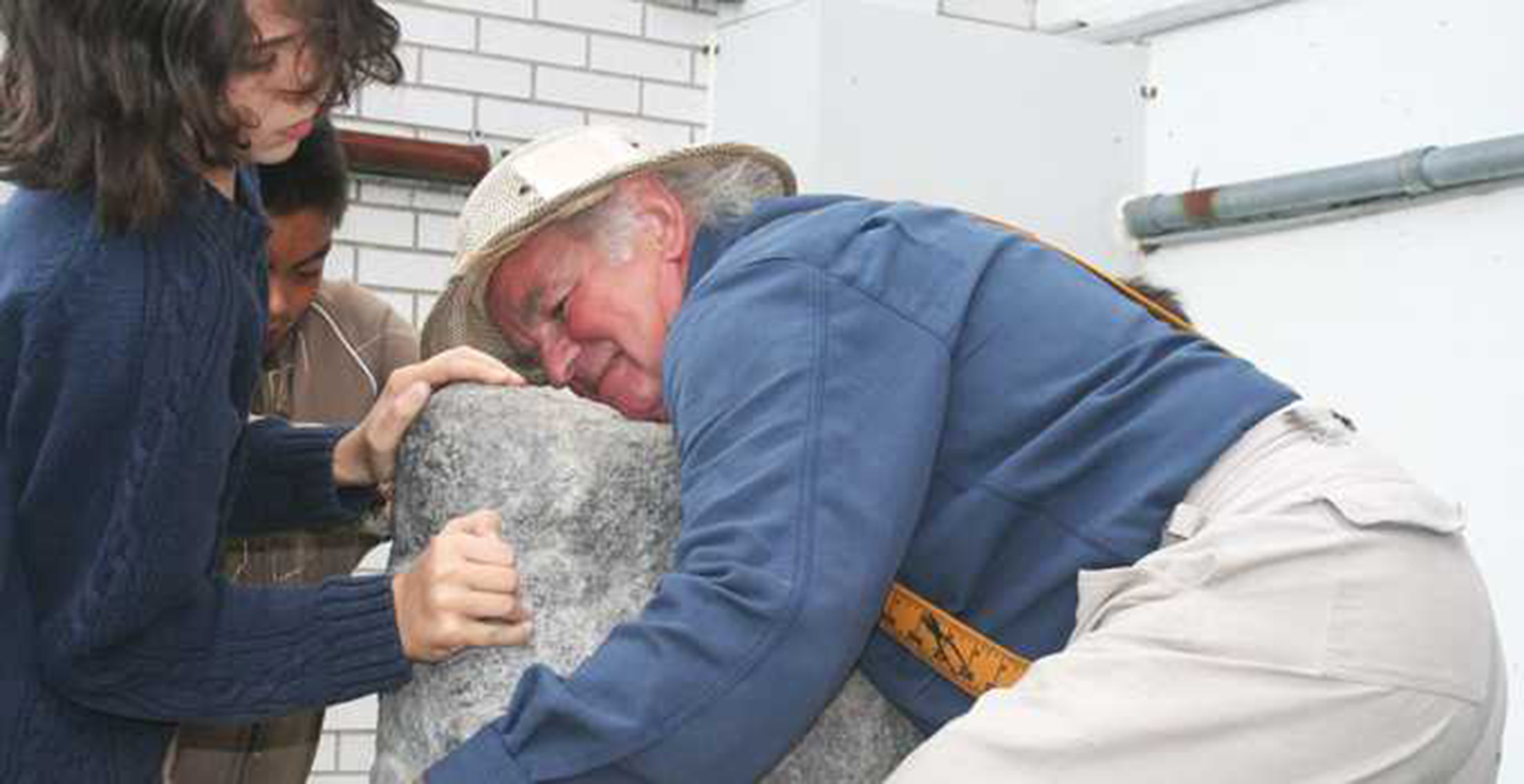
Pierre bousculée
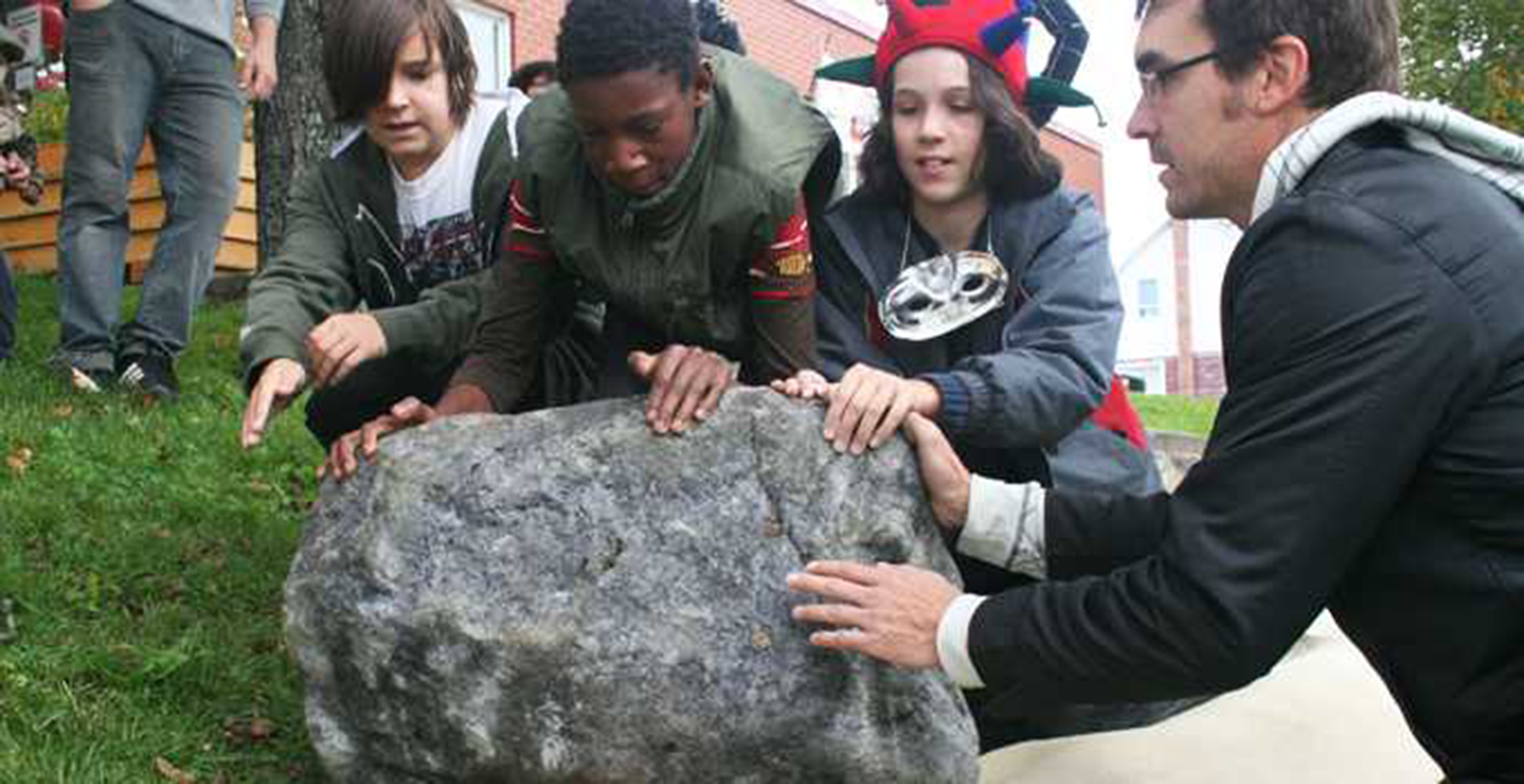
Pierre culbutée

## Manifeste des arts et de la culture en ruralité

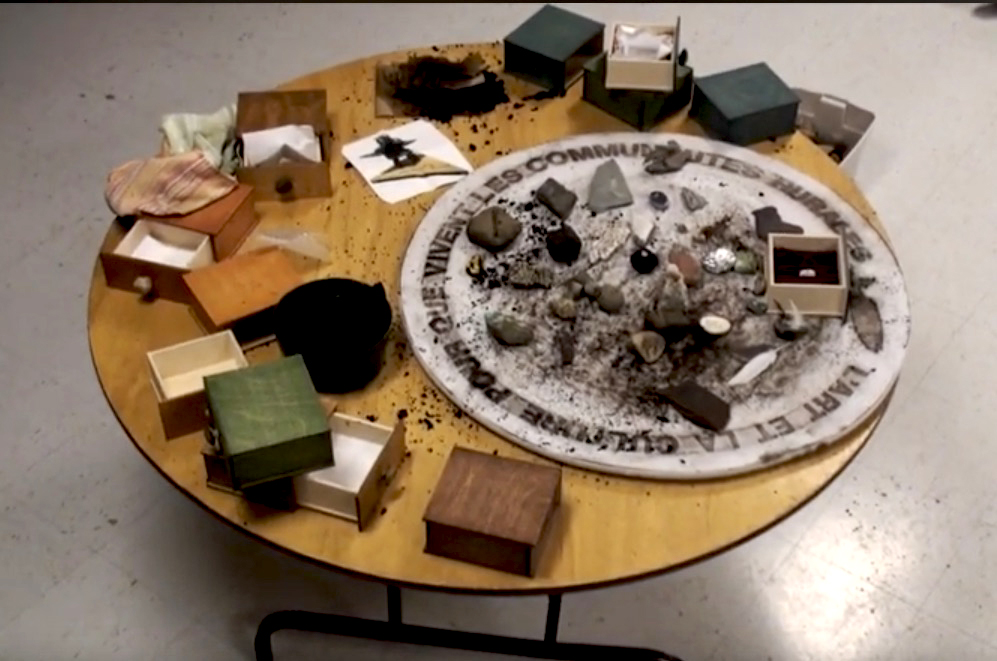
Manifeste rural, l'art et la culture pour le développement durable des communautés rurale.

Lors de l’atelier du 23 mars 2011, L’art et la culture dans la communauté, le duo d’artistes Alain Laroche et Jocelyn Maltais a remis un Tiroir de création aux participantes et participants du forum. À cette occasion, ils les ont convié à réaliser une Pierre identitaire qui servirait à marquer par un geste significatif l'intention d’agir artistiquement et culturellement dans les territoires ruraux. Le Geste manifeste s’est réalisé le 1er octobre 2011 lors du forum portant sur L'art et la culture pour le développement durable des communautés rurale. Ce projet est une réalisation du Regroupement des Artistes Vivant en Ruralité (RAVIR),. Cette pierre fait partie du patrimoine de Saint-Camille, elle est un phare marquant Saint-Camille comme village-monde comme l’exprimait Bernard Cassen dans son article du Monde diplomatique « Il paraît que le premier pionnier de Saint-Camille, il avait mis cette pierre là en disant que dans quelques siècles d’ici, il y aura toute une peuplade de gaulois. ».

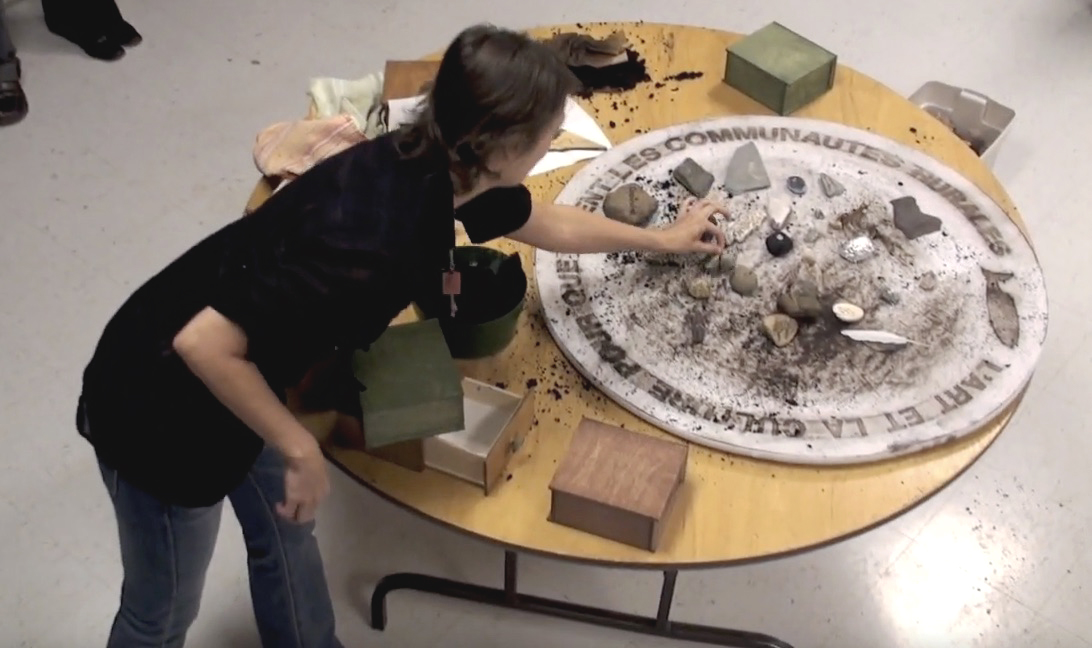
Participante de RAVIR posant sa pierre.
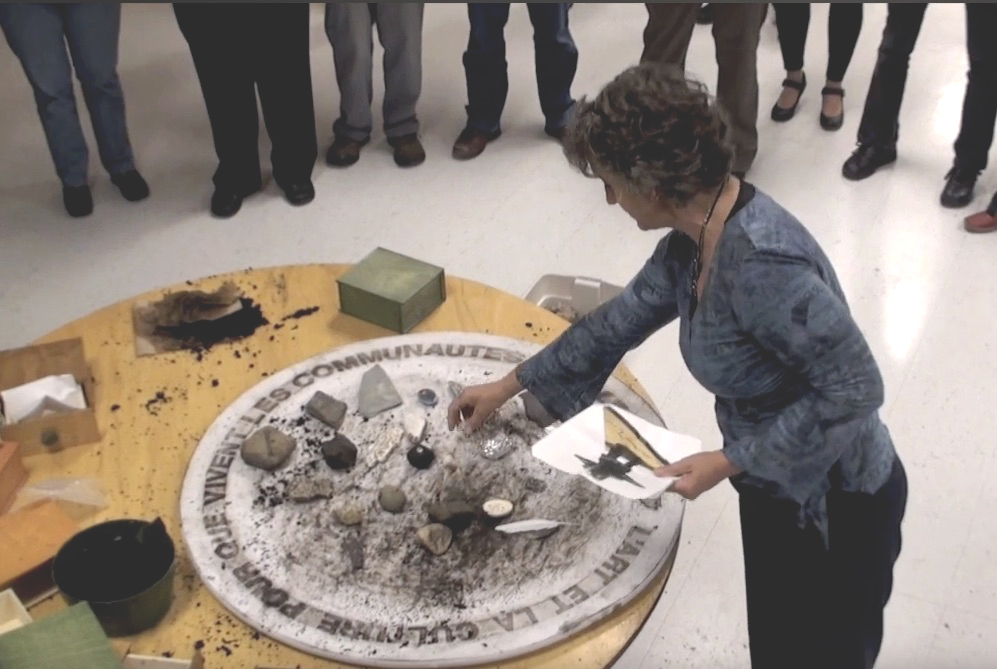
Une des 60 pierres posées sur le manifeste.
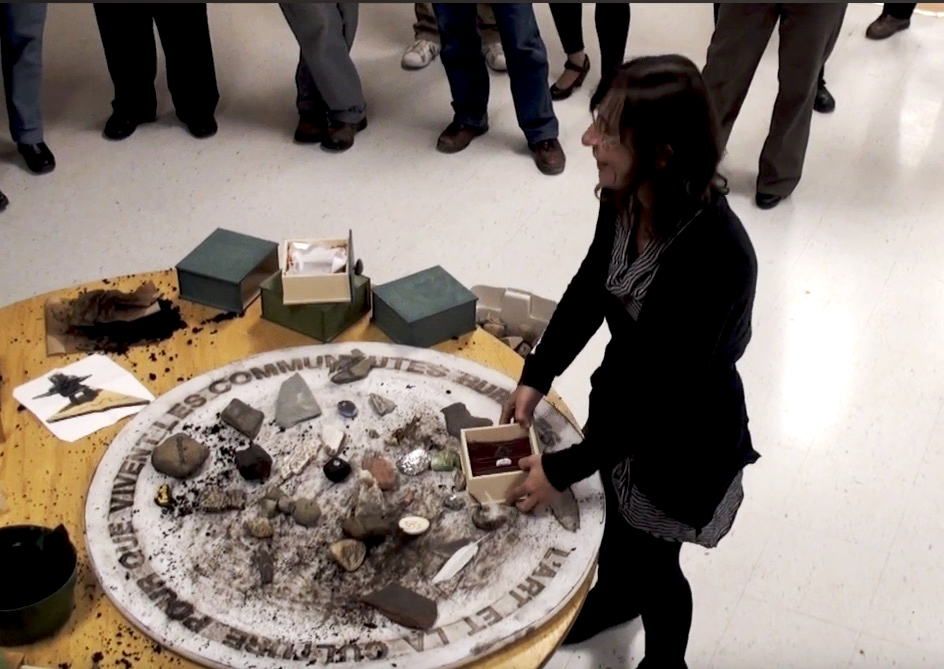
Marquer d'une pierre le manifeste rural.

## Affaires Classées

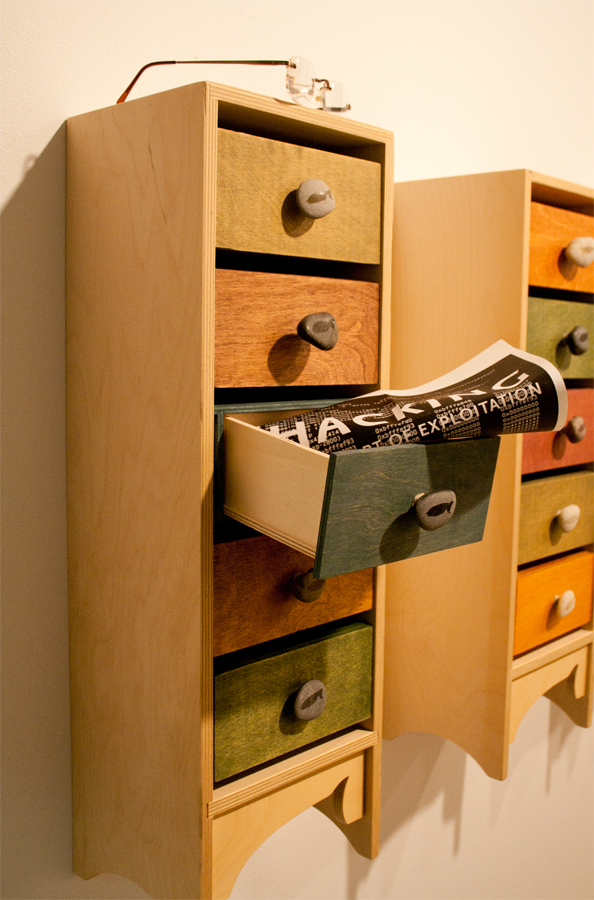
Dénoncez une injustice!

L’exposition Affaires classées d’Alain Laroche et de Jocelyn Maltais du collectif d'artistes Interaction Qui dénonce les injustices sociales. Sur les murs de la salle d'exposition EspacePointsCa sont accrochés vingt-cinq Cabinets de créativité contenant chacun cinq tiroirs de création. Ces tiroirs sont vides. Voilà le dispositif permettant aux deux artistes d’interpeler la communauté et à réfléchir sur les injustices sociales trop souvent jugées Affaires classées. Le projet implique une démarche de réflexion de la part des visiteurs qui deviennent cocréateurs de cette installation. Il s’agit, pour qui veut dénoncer une injustice sociale, d'inscrire sur une feuille une ou deux phrases en gros caractères et de l'insérer dans un tiroir. Les visiteurs ont accès à tous les tiroirs et peuvent donc lire les propositions et en débattent.

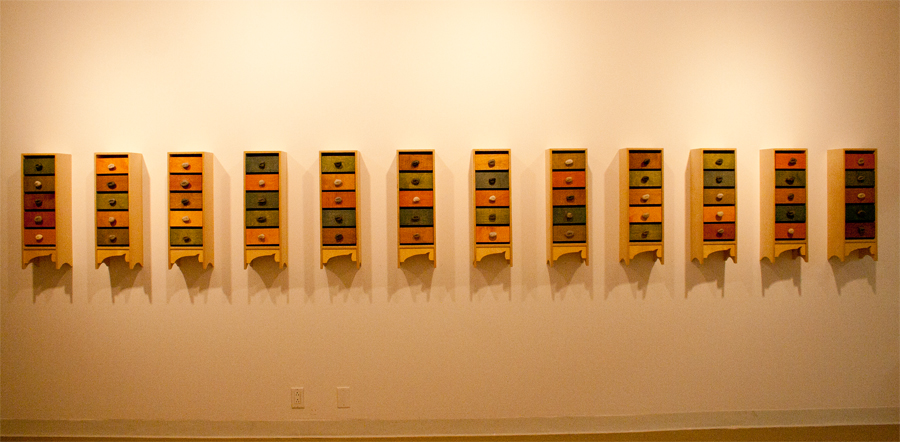
Des injustices à classer!
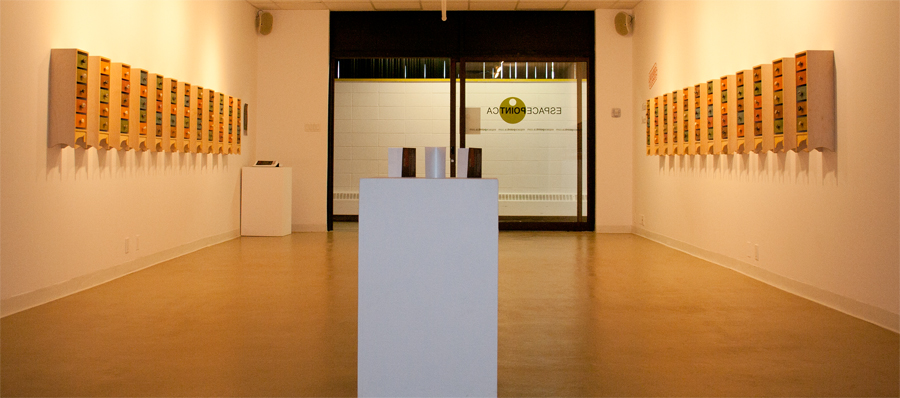
25 Cabinets de créativité.

## Chasse aux Cannes Arts

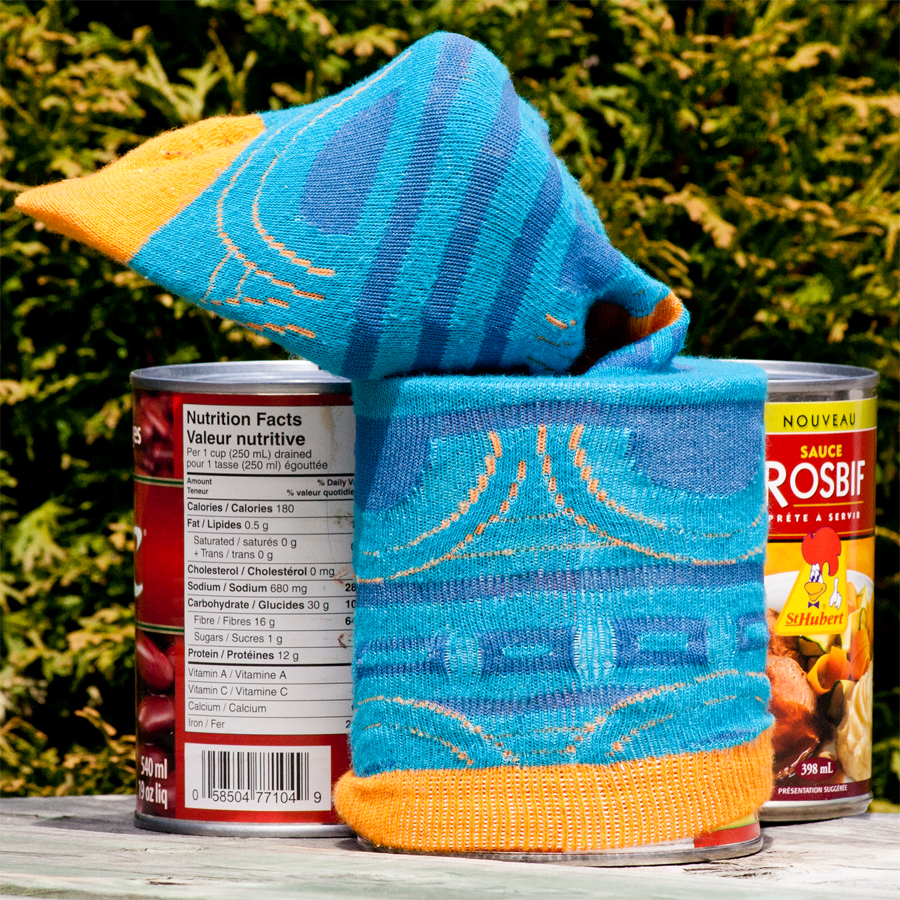
Canne Arts

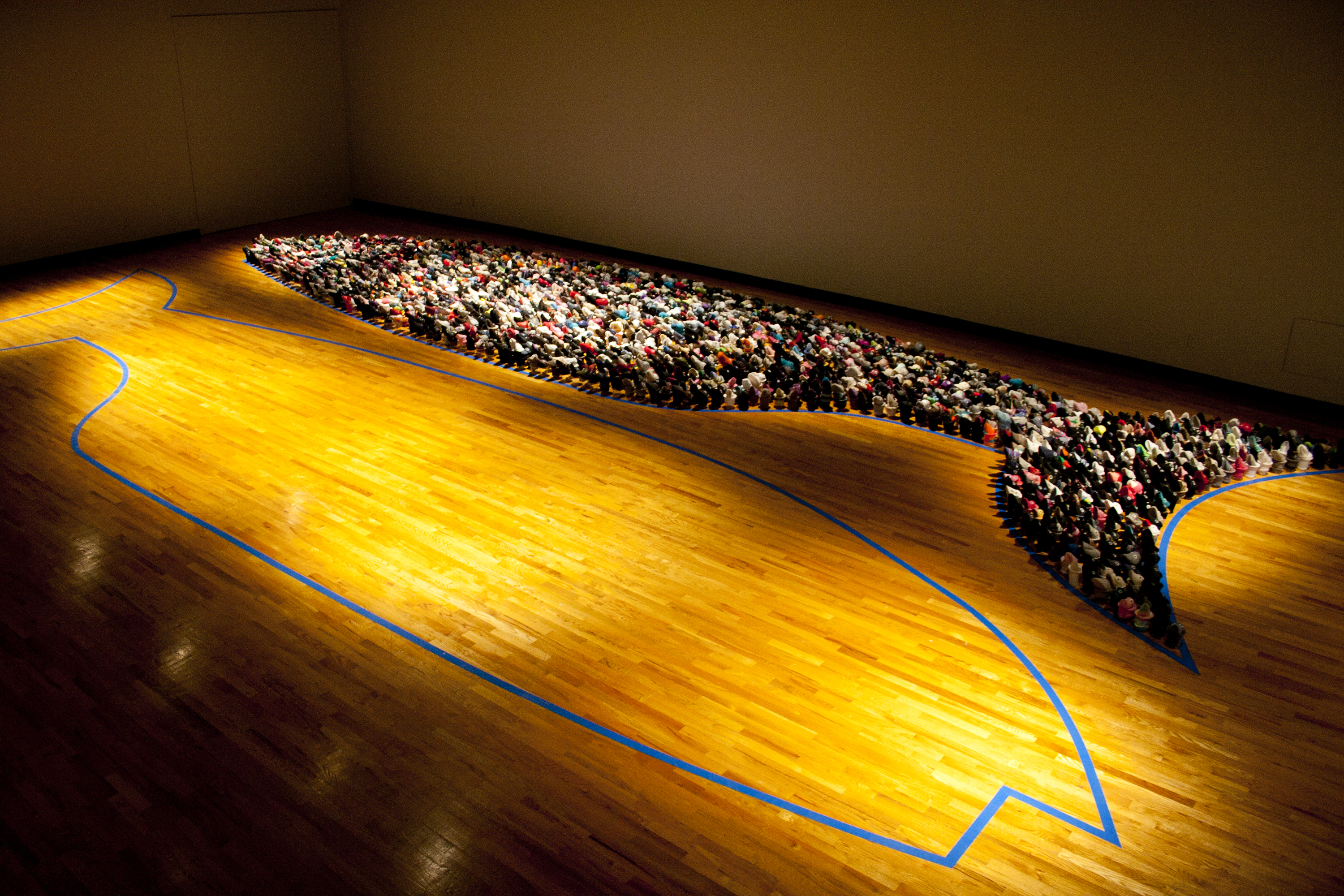
Exposition des Cannes Art

La région Saguenay—Lac-Saint-Jean est un paradis de la chasse et à chaque année, à l'automne, plusieurs milliers de chasseurs y pratiquent ce sport. C'est aussi la période de migration des bernaches et des canards vers des territoires plus chauds. Chasse aux Cannes Arts est  une métaphore de la chasse aux canards.  Le collectif d'artistes Interaction Qui a invité 2 000 enfants des écoles du Lac-Saint-Jean à participer à une action performative fondée sur le don et le contre-don. Il s’agit d’une chasse ludique permettant l’accumulation de gibiers artistiques dans une salle d’exposition située à Montréal. Pendant toute la durée de l’exposition, les élèves participants de Montréal sont invités à déposer leurs Cannes Arts dans le dessin de l'emblème animalier et à échanger leur gris-gris contre ceux des participants du Lac-Saint-Jean. Ainsi s’accumule, au fil du temps, les fruits d’une chasse créative.  À la fin de l’exposition, la Société de Saint-Vincent de Paul a récolté toutes les Cannes Arts. Ces boîtes de conserves ont rejoint les paniers de Noël pour les plus démunis,.

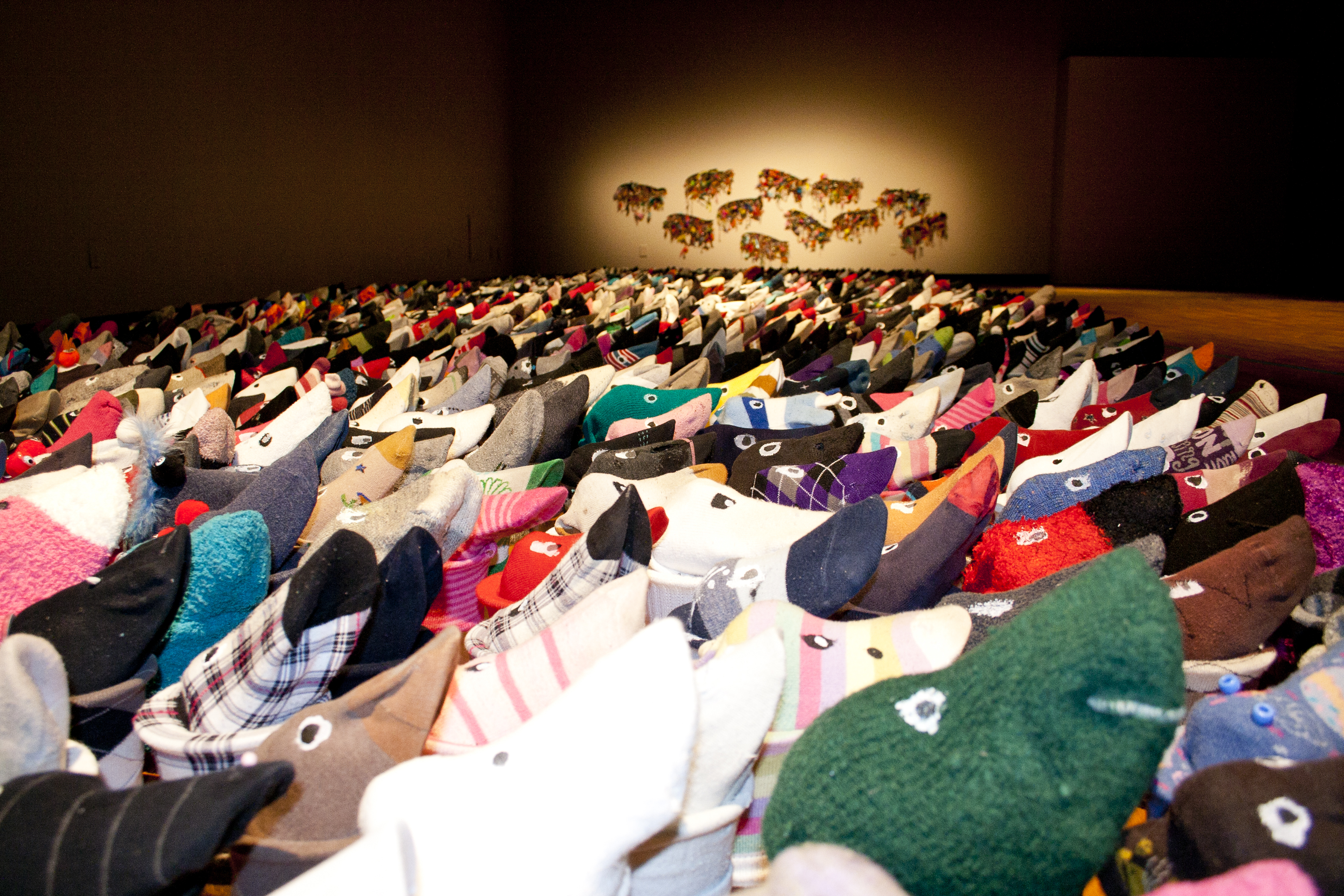
Deux mille Cannes Arts.
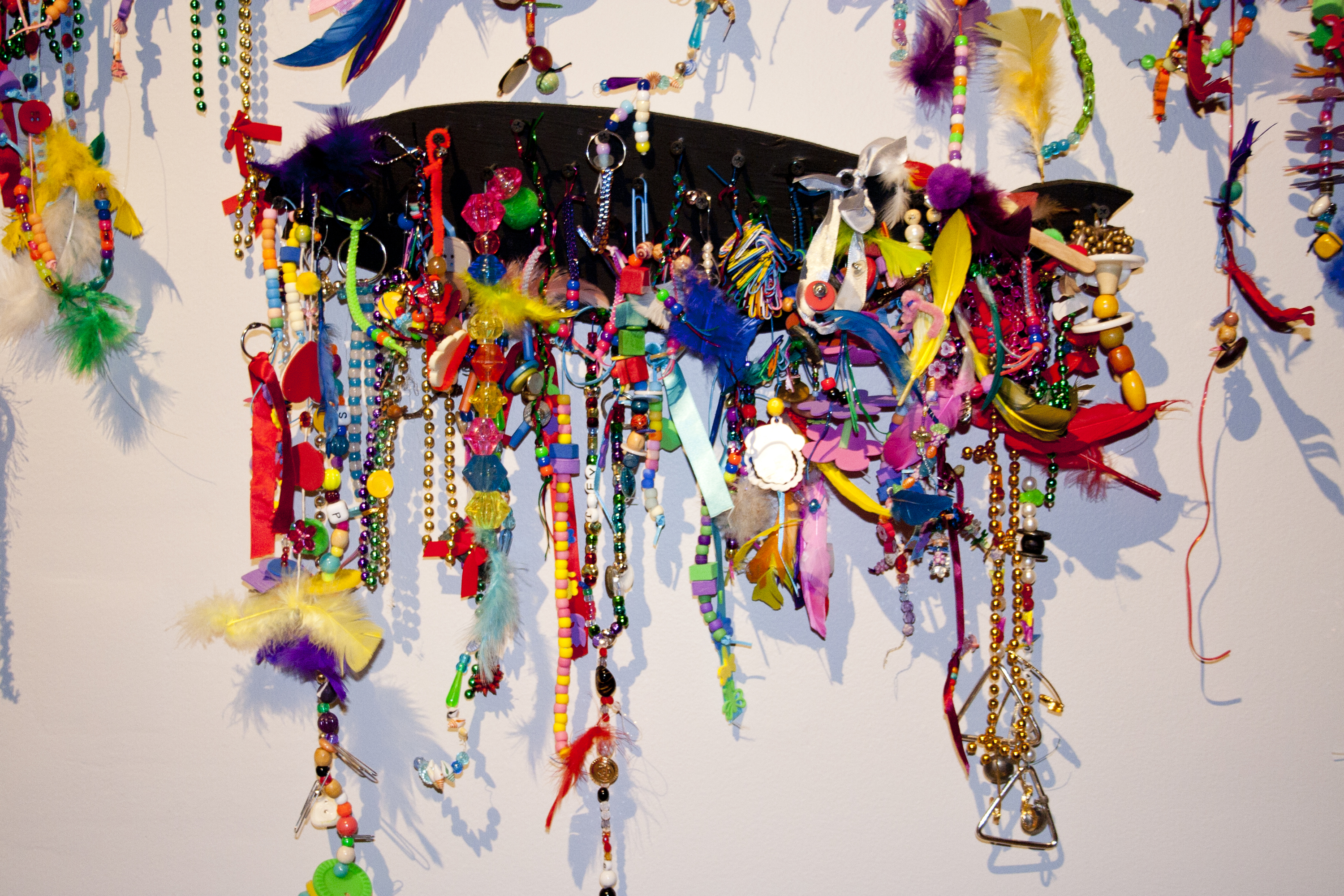
Présentation des Gris-Gris
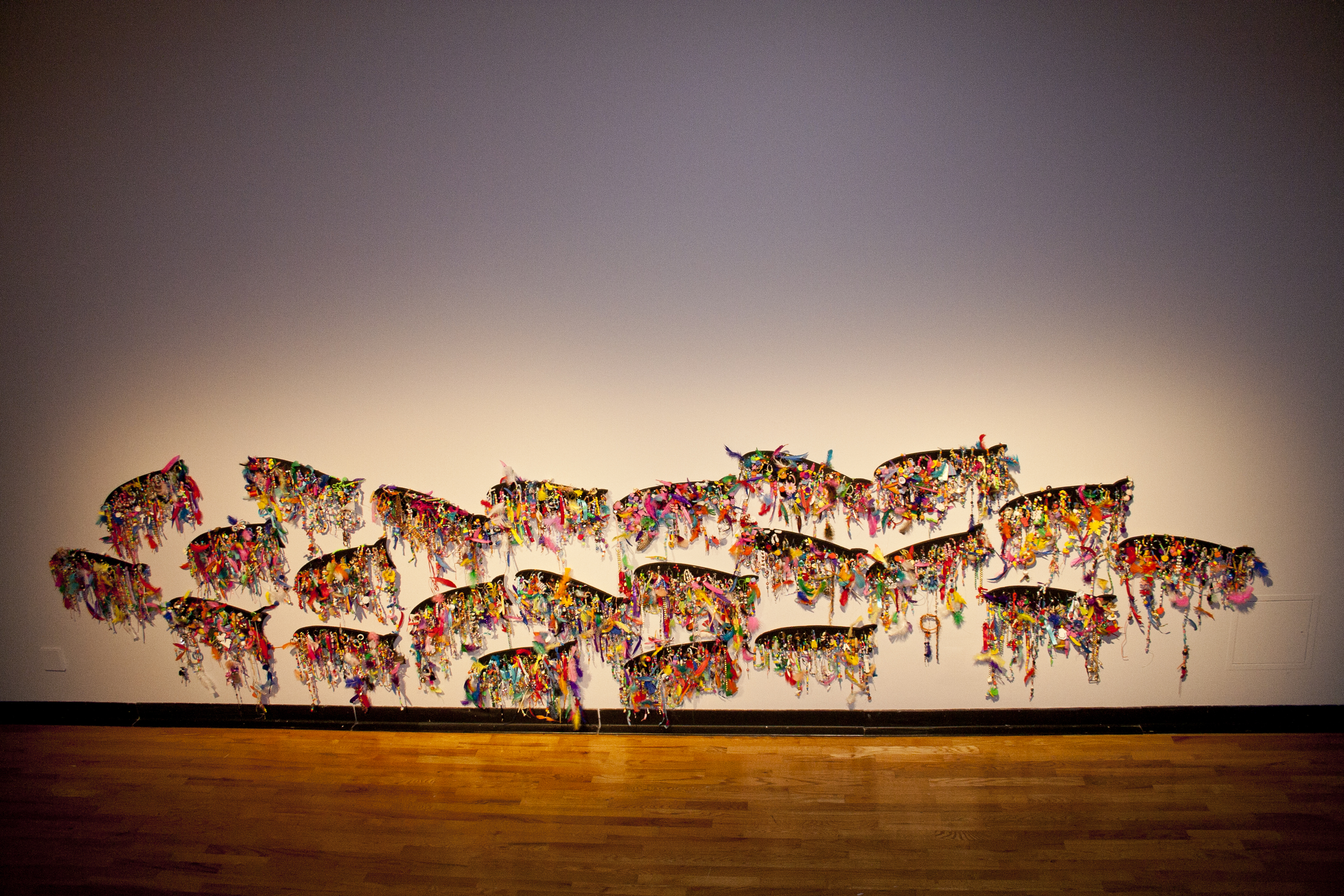
Vue d'ensemble des Gris-Gris.

## Ile emblématique

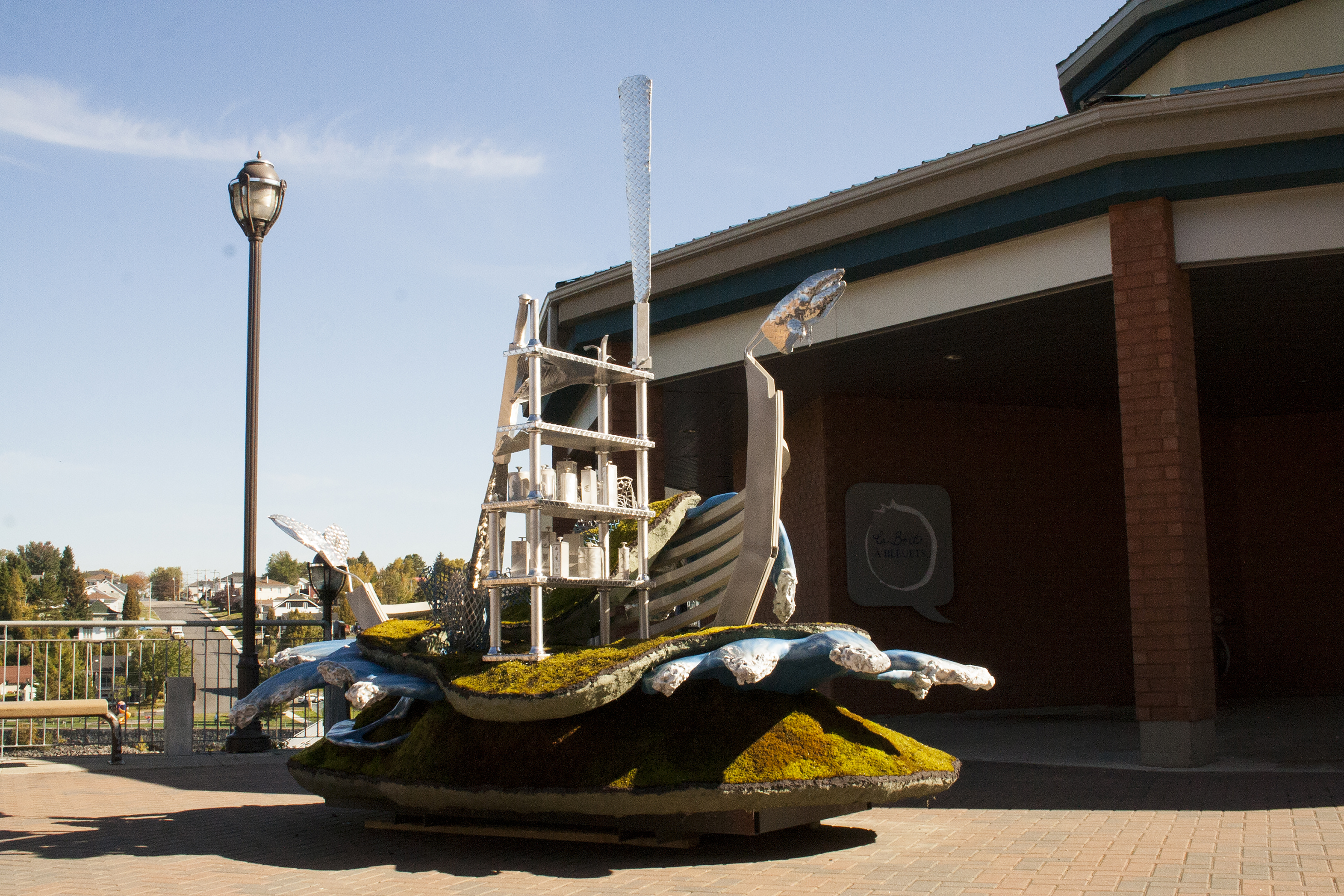
Curiosité de Ville d'Alma

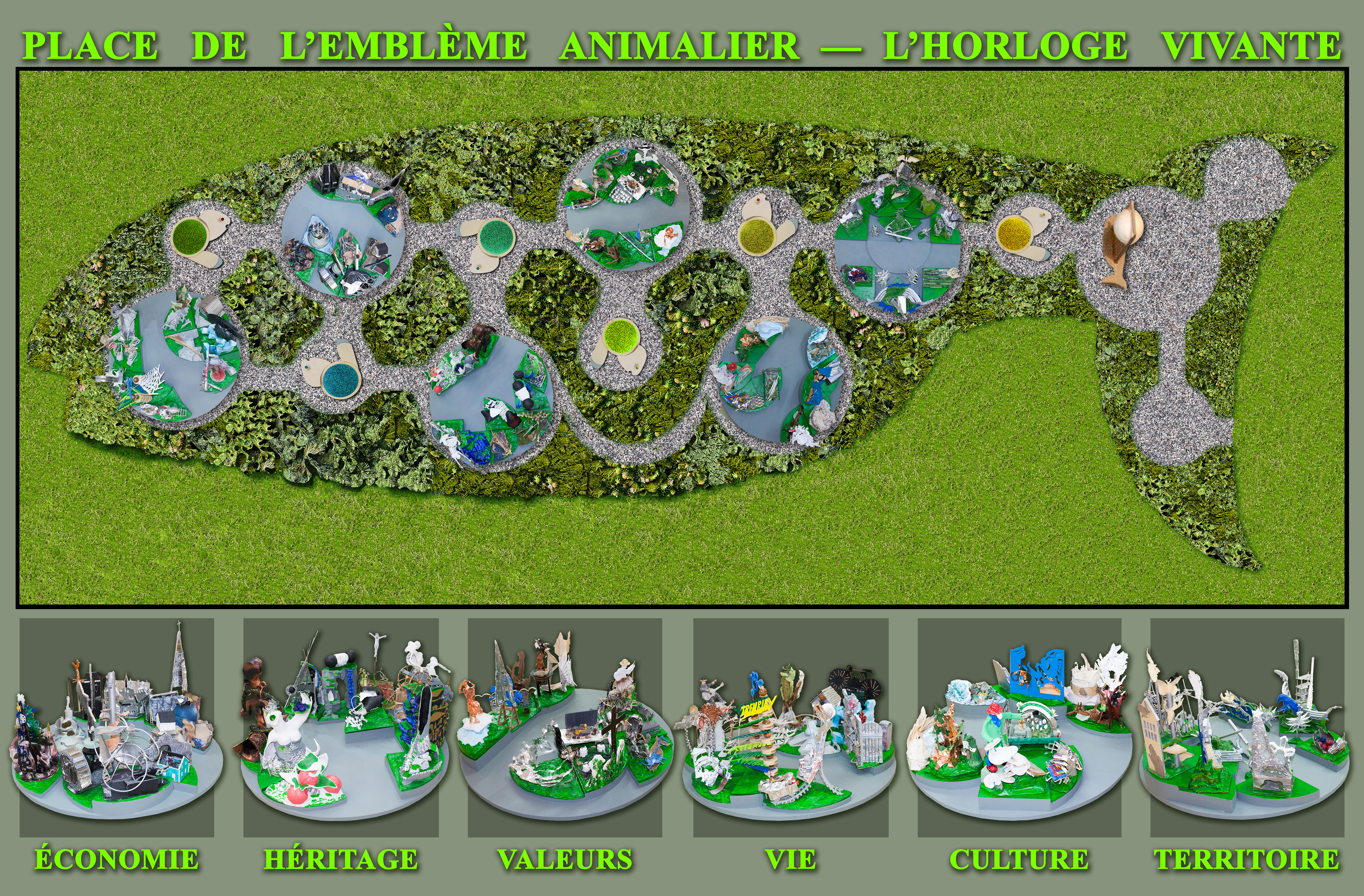
Place de l'emblème animalier, l'Horloge vivante

Dans le cadre de la renaturalisation de la rivière Petite Décharge située à Alma, Interaction Qui présente en 2015, le projet Place de l'emblème animalier, l'Horloge vivante. Il s'agit d'une œuvre synthèse regroupant 60 curiosités ou sculptures allégoriques issues de rumeurs circulant dans les 60 communautés présentent sur le territoire régional lors de l'adoption de l'emblème animalier du Saguenay—Lac-Saint-Jean en 1988. Les plans de ce projet incluent l’édification d’une île au centre de la rivière Petite Décharge accessible aux citoyens par une passerelle. Cette ile prend la forme de l'emblème animalier: la ouananiche. Toutes les œuvres sont végétalisées et racontent l'histoire des communautés régionales,

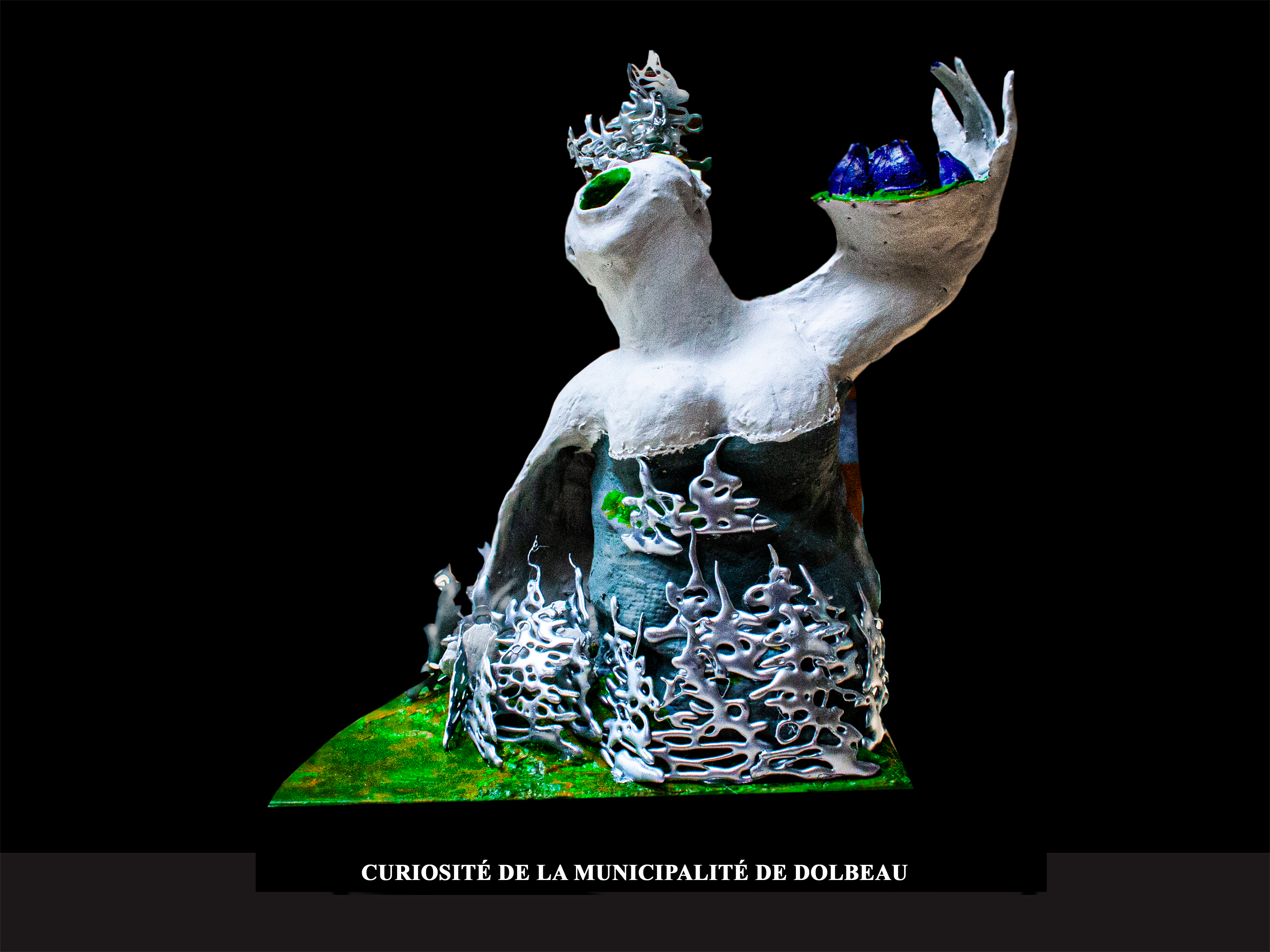
Curiosité de Dolbeau
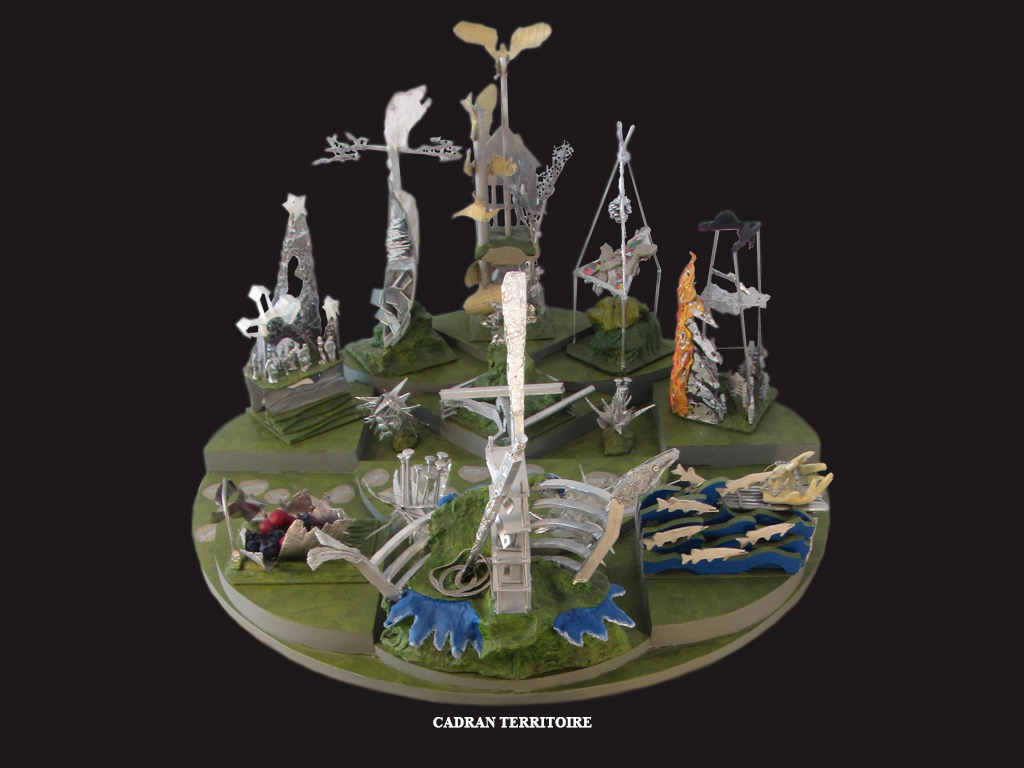
Cadran Territoire
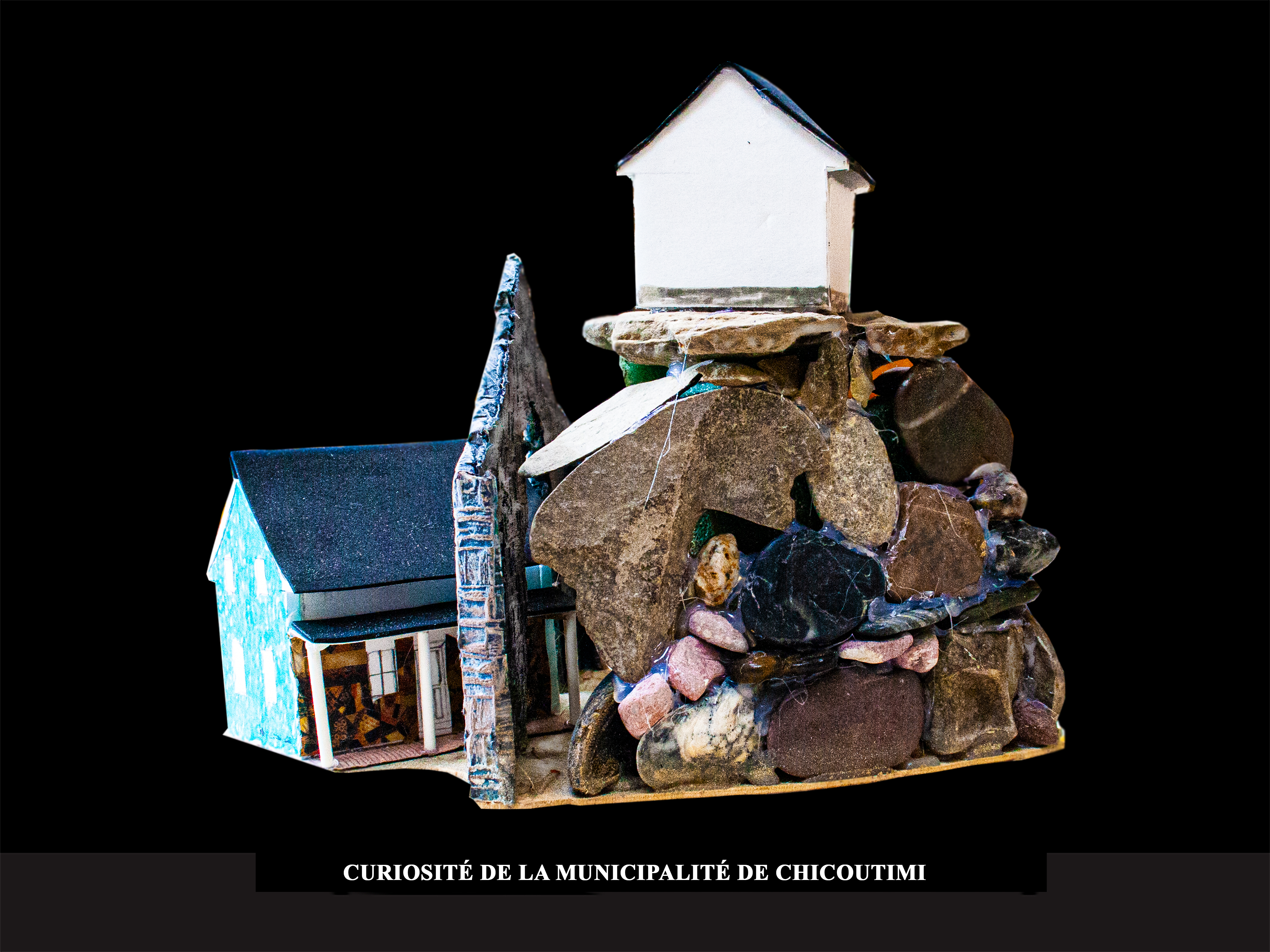
Curiosité de Chicoutimi

.

## Qui se démantèle

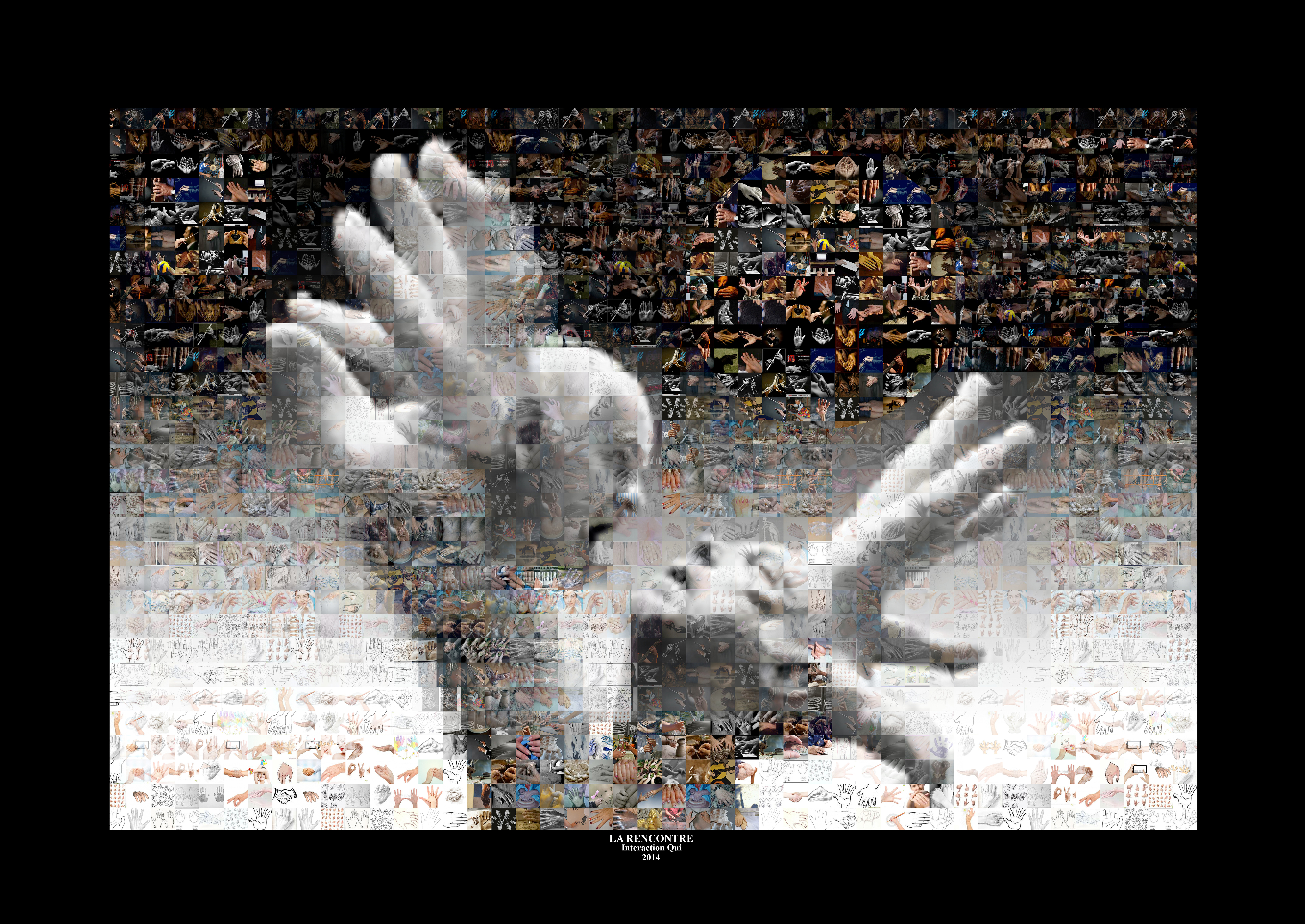
Cette image a servi comme affiche lors du démantèlement

Après 35 ans de production, Interaction Qui met fin à ses activités artistiques. La conjoncture économique et sociale a raison de l'enthousiasme du duo d'artistes composé d'Alain Laroche et Jocelyn Maltais. Impliqués dans des projets souvent démesurés, les artistes quittent en septembre 2015 avec le sentiment d’avoir laissé dans le paysage de leur région un sillon qui perdurera. Leur travail artistique dans la communauté a fait un lien entre le territoire et le patrimoine culturel de la région Saguenay—Lac-Saint-Jean. Ils sont a l'origine d'un art « hors les murs » des institutions comme les galeries d'art et les musées, préférant la rencontre, le partage et la création artistique en direct avec la communauté. Pour souligner la fin de leur association comme duo d'artistes, ils choisissent les Jounées de la culture pour réaliser un encan performance permettant à la communauté d'acquérir quelques artefacts produits lors de leurs actions performatives,.